# Право Європейського Союзу

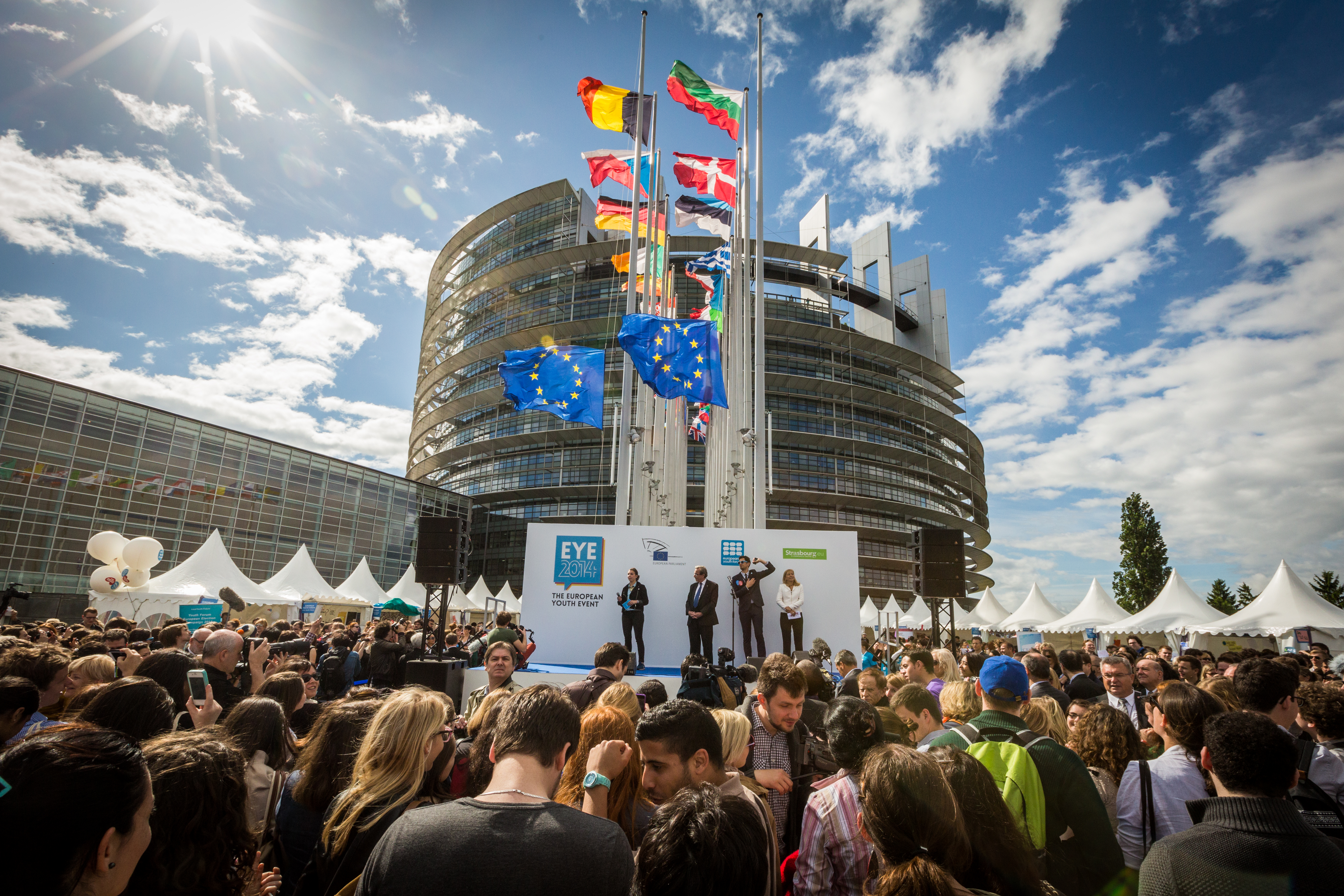
Населення ЄС становить 448 мільйонів людей, друга за величиною сукупна економіка у світі та дуже високий рівень людського розвитку. Отримавши Нобелівську премію миру 2012 року, ЄС відданий «людській гідності, свободі, демократії, рівності, верховенству права та повазі до прав людини».

Пра́во Європе́йського Сою́зу або європе́йське пра́во (англ. European Union law) — система договорів та нормативно-правових актів, таких як регламенти, директиви, рішення, рекомендації, думки, що мають пряме або непряме застосування в державах-членах Європейського Союзу. Також можна зустріти назву Право Спільноти (англ. Community law, фр. Droit communautaire) — до набрання чинності Лісабонським договором від 1 грудня 2009 року.
Власне право Європейського Союзу складається з основоположних договорів (первинне законодавство) та нормативних положень, розроблених інституціями Європейського Союзу на їх основі (вторинне законодавство).
У ширшому розумінні право Європейського Союзу охоплює всі норми її правового устрою, зокрема: загальні правові принципи; прецедентне право Суду справедливості Європейського Союзу; законодавство, що виникає внаслідок зовнішніх відносин Європейського Союзу; і додаткове законодавство, що складається з конвенцій і подібних угод, укладених між країнами-членами, для запровадження положень основоположних договорів.
Усі ці правові норми разом становлять так званий доробок Спільноти (Community acquis або acquis communautaire).

### Акти первинного права
До актів первинного права належать усі установчі договори Європейського Союзу, зокрема договори про внесення змін. За юридичною природою акти первинного права є міжнародними договорами. Норми актів первинного права мають найвищу юридичну силу по відношенню до всіх інших норм Європейського Союзу, які містяться в актах вторинного права.

### Акти вторинного права
До актів вторинного права відносяться акти, що видаються інститутами Європейського Союзу (ст. 288 Договору про функціонування ЄС), а також інші акти, що приймаються на основі установчих договорів. Вторинний акт може бути прийнятий, якщо існують повноваження для його прийняття та дотримано бюджетної дисципліни.

#### Типи вторинних актів
1. Юридично обов'язкові:
  - законодавчі: регламенти, директиви та рішення, прийняті на ґрунті первинного права;
  - незаконодавчі: акти, ухвалені відповідно до повноважень, передбачених у законодавчому акті.
2. Юридично не обов'язкові:
  - рекомендації, думки (висновки), резолюції, поправки, повідомлення, білі книги, зелені книги, кодекси поведінки, орієнтири ЄЦБ, внутрішні регламенти, міжінституційні угоди та інші необов'язкові для виконання акти.

### Акти третинного права
Третинне право (іноді комплементарне, тобто допоміжне або додаткове) включає правові норми, джерелом яких є інші акти, ніж установчі договори чи акти видавані інституціями ЄС. До їхнього числа відносять у першу чергу угоди і конвенції, що укладаються державами-членами з метою реалізації розпоряджень, що містяться в самих установчих договорах.
- Брюссельська конвенція від 27 вересня 1968 року щодо судової юрисдикції і виконання рішень в області цивільного і торгового права;
- Конвенція про взаємне визнання компаній від 29 лютого 1968 року;
- Конвенція про юрисдикцію і приведення у виконання судових рішень у цивільних та комерційних справах від 16 вересня 1988 року;
- Конвенція про усунення подвійного оподатковування від 23 липня 1990 року тощо.

Також до третинного права іноді відносять угоди, які укладаються від імені Європейського Союзу з третіми державами чи міжнародними організаціями.

### Офіційне оприлюднення
Нормативно-правові акти публікуються в Офіційному віснику Європейського Союзу (до 2003 року він називався Офіційним вісником Європейських Спільнот). Офіційний вісник видається всіма офіційними мовами Європейського Союзу; Кожна мовна версія автентична.

#### Українська мова
На офіційному сайті Верховної Ради України відбувається процес офіційного перекладу законодавства Європейського Союзу, зокрема розробляються глосарії термінів, орієнтовні плани перекладів на роки тощо.
У липні 2024 року в Україні став доступний посібник з перекладу права Європейського Союзу (acquis communautaire). Комплексний двомовний посібник, підготовлений експертами з перекладу з ЄС у співпраці з університетами України, покликаний допомогти у точному перекладі законодавства та термінології Європейського Союзу українською мовою, що є однією з вимог вступу України. Зокрема, він охоплює засадничі принципи права, термінологію, юридичну англійську мову, а також містить огляд викликів та підходів до перекладу нормативно-правових актів українською мовою.

## Особливості права Європейського Союзу
- Обмеження суверенних прав держав-членів на користь органів ЄС. Європейський Союз не є класичною міжнародною організацією в повному розумінні цього слова. Він поєднує в собі риси міжнародної організації, конфедерації та федерації;
- ПЄС поєднує в собі риси романо-германської та англо-саксонської правових систем. Незважаючи на великий «тиск» Романо-германської системи, має місце прецедентне право на території ЄС;
- ПЄС має пряму дію (і ознаку, і принцип — принцип прямої дії). Пряма дія ПЄС означає, що його норми встановлюють суб'єктивні права і обов'язки безпосередньо для фізичних та юридичних осіб;
- Верховенство по відношенню до національного права держав-членів. Принцип верховенства ПЄС. Верховенство ПЄС означає, що його джерела мають більшу юридичну силу, ніж джерела права, що приймаються в рамках окремих держав-членів.
- ПЄС займає проміжне положення між національним (внутрішньодержавним) і міжнародним правами.

## Історія

Ідея Європейського Союзу для людського розвитку та миру сягає корінням у Середньовіччя. МапаВіллема Блау показує Європу в 1644 році, коли закінчилася Тридцятилітня війна, до Вестфальського миру в 1648 році.

Демократичні ідеали інтеграції для міжнародних та європейських націй такі ж старі, як і сучасна національна держава. Стародавні концепції європейської єдності були загалом недемократичними та ґрунтувалися на домінуванні, як от імперія Александра Великого, Римська імперія чи Католицька церква, контрольована Папою. В епоху Відродження середньовічна торгівля процвітала в таких організаціях, як Ганза, що простягалася від англійських міст, таких як Бостон і Лондон, до Франкфурта, Стокгольма та Риги. Ці торговці розробили lex mercatoria, поширюючи основні норми добросовісності та чесної роботи через свій бізнес. У 1517 році протестантська Реформація спричинила сто років кризи та нестабільності. Мартін Лютер прибив список вимог до дверей церкви у Віттенберзі, король Генріх VIII оголосив про односторонній відкол від Риму за допомогою Акта про верховенство 1534 року, і конфлікти спалахували по всій Священній Римській імперії до Аугсбурзького миру 1555 року, який гарантував кожному князівству право на його обрана релігія (cuius regio, eius religio). Це нестабільне поселення розпалося під час Тридцятилітньої війни (1618—1648), убивши приблизно чверть населення Центральної Європи. Вестфальський договір 1648 року, який приніс мир відповідно до системи міжнародного права, натхненного Гуґо Ґроцієм, загальновизнаний початком системи національних держав. Навіть тоді в Англії спалахнула громадянська війна, яка завершилася лише Славною революцією 1688 року, коли парламент запросив на престол Вільяма та Мері з Ганновера та ухвалив Білль про права 1689 року. У 1693 році Вільям Пенн, квакер із Лондона, який заснував штат Пенсільванія в Північній Америці, стверджував, що для запобігання триваючим війнам у Європі потрібен «європейський парламент».
Французький дипломат Шарль де Сен-П'єр, який працював над переговорами щодо Утрехтського договору наприкінці війни за іспанську спадщину, запропонував через «Вічну унію» «вічний мир у Європі», і цей проєкт підхопив Жан-Жак Руссо та Іммануїл Кант після нього. Після наполеонівських війн і революцій 1848 року в XIX столітті Віктор Гюґо на Міжнародному конгресі миру в 1849 році передбачив день, коли будуть «Сполучені Штати Америки і Сполучені Штати Європи віч-на-віч, тягнучись один до одного через моря». Перша світова війна спустошила європейське суспільство та економіку, а Версальський договір не зміг створити працездатну міжнародну систему в Лізі Націй, будь-яку європейську інтеграцію та наклав жорсткі умови виплати репарацій для країн, що програли. Після чергового економічного колапсу та зростання фашизму, що призвело до Другої світової війни, європейське громадянське суспільство було сповнене рішучості створити міцний союз, щоб гарантувати мир у всьому світі через економічну, соціальну та політичну інтеграцію.

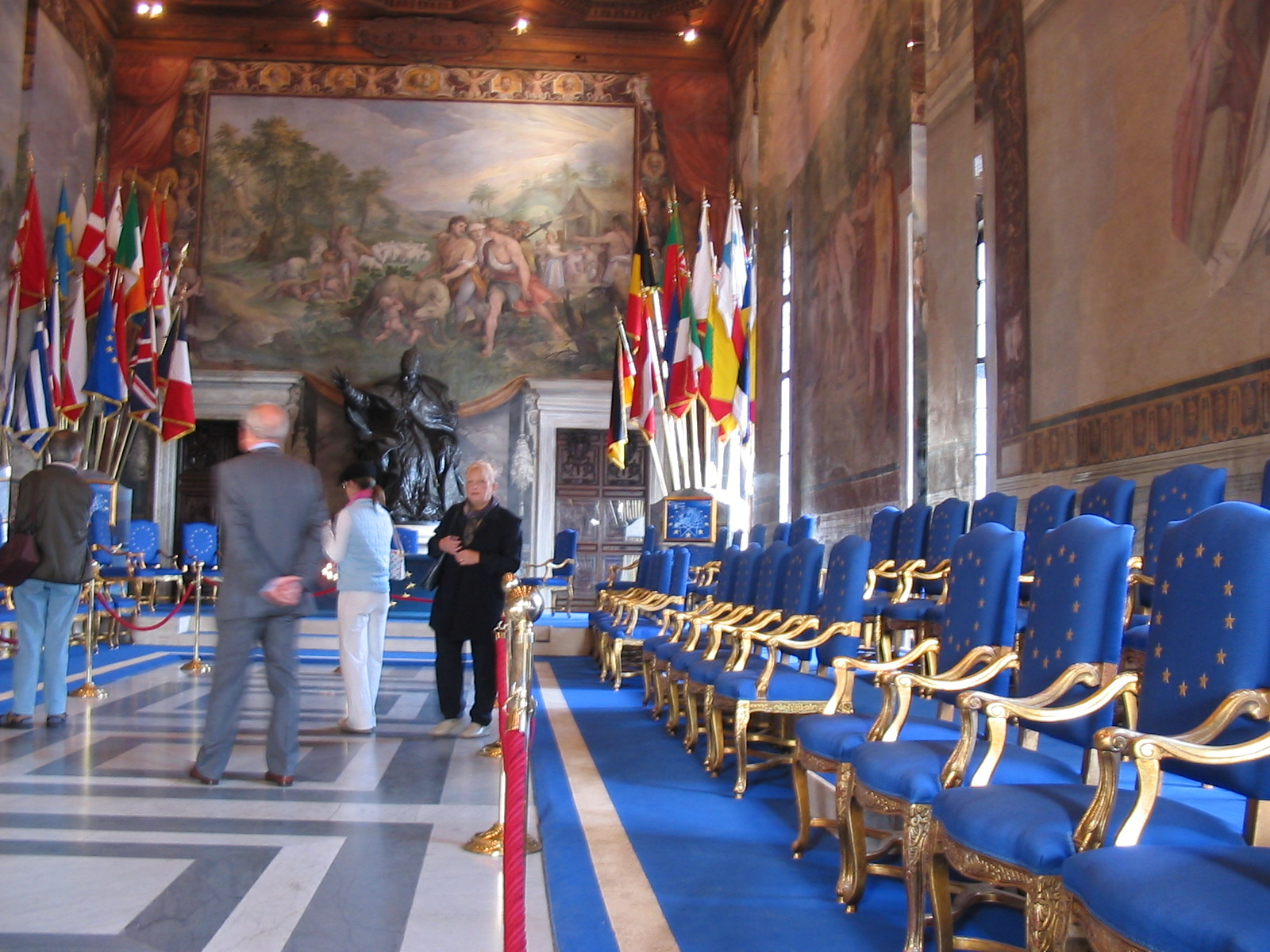
Римський договір, підписаний у Капітолійському музеї, був першим міжнародним договором, який передбачав соціальну, економічну та політичну інтеграцію в обмежених сферах для національних держав.

Щоб «врятувати наступні покоління від лиха війни, яка двічі… принесла людству невимовне горе», у 1945 році було прийнято Статут Організації Об'єднаних Націй, а Бреттон-Вудська конференція створила нову інтегровану систему Світового банку, Міжнародного валютного фонду і Світової організації торгівлі. Крім того, Рада Європи, утворена Лондонським договором 1949 року, прийняла Європейську конвенцію з прав людини, під наглядом нового транснаціонального суду в Страсбурзі в 1950 році. Уже в 1946 році Вінстон Черчилль закликав до створення «Сполучених Штатів Європи», хоча це не означало, що Сполучене Королівство розірве свої зв'язки зі Співдружністю. У 1950 році міністр закордонних справ Франції Робер Шуман запропонував, щоб, починаючи з інтеграції французького та німецького виробництва вугілля та сталі, була «організація, відкрита для участі інших країн Європи», де «солідарність у виробництві» зробила б війна «не просто немислима, але матеріально неможлива». Паризький договір 1951 року створив перше Європейське об'єднання вугілля та сталі (ЄОВС), підписане Францією, Західною Німеччиною, Бельгією, Нідерландами, Люксембургом та Італією, президентом якого став Жан Моне. Її теорія полягала просто в тому, що війна буде неймовірно дорогою, якби власність і виробництво економіки кожної країни були змішані разом. Він заснував Асамблею (нині Європейський парламент), яка представляє народ, Раду міністрів для держав-членів, Комісію як виконавчу владу та Суд для тлумачення закону. На Сході Радянський Союз встановив диктаторські уряди, контролюючи Східну Німеччину та решту Центрально-Східної Європи. Хоча Сталін помер у 1953 році, а новий генеральний секретар Микита Хрущов засудив його в 1956 році, радянські танки придушили демократичну угорську революцію 1956 року та придушили будь-які спроби її народу здобути демократію та права людини.

ЄС розвинулася від Спільноти вугілля та сталі, що складалася з 6 держав-членів, до політичної унії з 28 держав-членів. Референдум у Сполученому Королівстві призвів до виходу з блоку в 2020 році, зменшивши загальну кількість держав-членів до 27.

На Заході рішення про створення першого Європейського економічного співтовариства (ЄЕС) було прийнято через Римський договір 1957 року. Він розділив Асамблею та Суд зі Співтовариством вугілля та сталі, але створив паралельні органи для Ради та Комісії. Ґрунтуючись на звіті Спаака 1956 року, він намагався подолати всі бар'єри для торгівлі на спільному ринку товарів, послуг, праці та капіталу, а також запобігти викривленню конкуренції та регулювати сфери спільного інтересу, такі як сільське господарство, енергетика та транспорт. Окремий договір було підписано для Європейського співтовариства з атомної енергії для управління ядерним виробництвом. У 1961 році Сполучене Королівство, Данія, Ірландія та Норвегія подали заявку на членство, але в 1963 році на них наклав вето французький президент Шарль де Голль. Іспанія також подала заявку, але її було відхилено, оскільки вона все ще перебувала під проводом диктатури Франко. Того ж року Суд Справедливости проголосив, що Співтовариство становить «новий правопорядок міжнародного права». Угода про злиття остаточно розмістила ЄОВС і Євратом у рамках ЄЕС. Незабаром після цього де Голль бойкотував комісію, яка, на його думку, надто наполягала на наднаціоналізмі. Люксембурзький компроміс у 1966 році погодив, що Франція (або інші країни) можуть накласти вето на питання «дуже важливого національного інтересу», зокрема, що стосуються Спільної сільськогосподарської політики, замість того, щоб приймати рішення «кваліфікованою більшістю». Але після травневих подій 1968 року у Франції та відставки де Голля шлях до вступу до Європейських Співтоварств у 1973 році став вільним для Сполученого Королівства, Ірландії та Данії. Норвегія відмовилася від приєднання на референдумі 1972 року, тоді як Сполучене Королівство підтвердило своє членство на референдумі 1975 року.
Окрім самого Європейського економічного співтовариства, європейський континент пережив глибокий перехід до демократії. Диктатори Греції та Португалії були скинуті в 1974 році, а диктатор Іспанії помер у 1975 році, що дозволило їм приєднатися до Європейських Співтовариств у 1981 і 1986 роках. У 1979 році в Європейському парламенті відбулися перші прямі вибори, що відображало зростаючий консенсус щодо того, що ЄЕС має бути не стільки союзом держав-членів, скільки союзом народів. Єдиний європейський акт 1986 року збільшив кількість договірних питань, у яких кваліфікована більшість голосів (а не консенсус) використовуватиметься для прийняття законів, як спосіб прискорити торговельну інтеграцію. Шенгенська угода 1985 року (спочатку не підписана Італією, Великою Британією, Ірландією, Данією та Грецією) дозволяла пересування людей без будь-яких прикордонних перевірок. Тим часом у 1987 році Михайло Горбачов у Радянському Союзі оголосив політику гласності та перебудови. Це виявило глибину корупції та марнотратства. У квітні 1989 року Польська Народна Республіка легалізувала профспілку «Солідарність», яка на червневих виборах зайняла 99 % доступних парламентських місць. Ці вибори, на яких антикомуністичні кандидати здобули вражаючу перемогу, започаткували низку мирних антикомуністичних революцій у Центральній та Східній Європі. У листопаді 1989 року протестувальники в Берліні почали руйнувати Берлінський мур, що стало символом краху «залізної завіси». Більша частина Центральна та Східна Європа перейшла до проведення демократичних виборів.

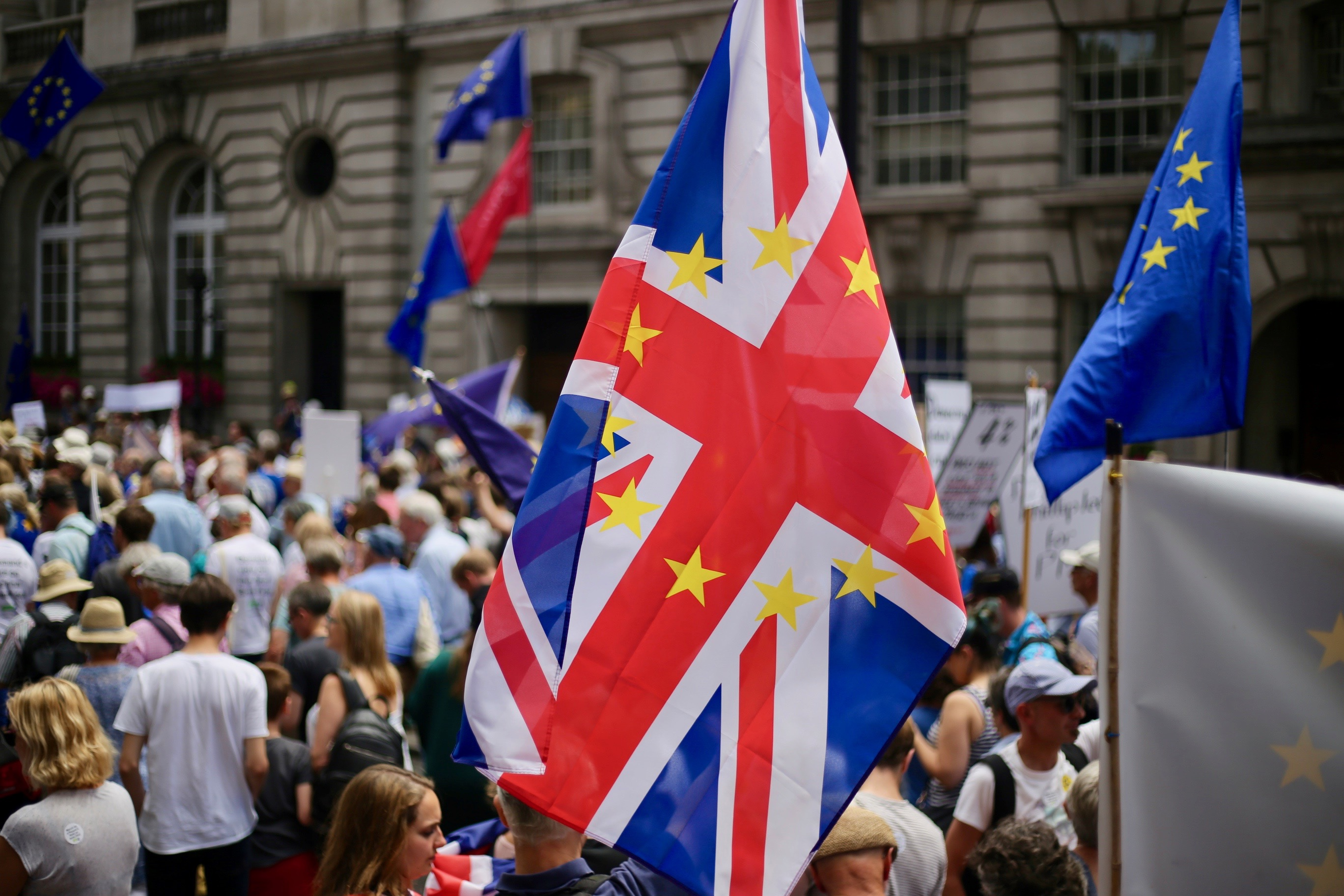
Після опитування щодо Brexit у 2016 році відбулися протести як за, так і проти виходу з ЄС, а також існували значні розбіжності щодо того, як слід проводити Brexit. У 2020 році Сполучене Королівство остаточно вийшла зі складу Європейського Союзу, де уряд вирішив обмежити відносини міжнародною угодою про вільну торгівлю.

Маастрихтський договір перейменував «Європейські спільноти» на «Європейський Союз» і розширив повноваження об'єднання, включивши соціальну главу, створивши Європейський механізм обмінного курсу та обмеживши державні витрати. Сполучене Королівство спочатку відмовилася від соціальних положень, а потім від валютного союзу після кризи стерлінгів 1992 року («Чорна середа»), коли спекулянти робили ставки проти британської валюти. Швеція, Фінляндія та Австрія приєдналися в 1995 році, але Норвегія знову вирішила не робити цього після референдуму 1994 року, натомість залишившись частиною Європейської зони вільної торгівлі (ЄАВТ) і, таким чином, Європейської економічної зони (ЄЕЗ), дотримуючись більшості законів ЄС, але без будь-яких прав голосу. Відповідно до Амстердамського договору з новим лейбористським урядом Сполученого Королівства приєдналася до соціальної глави. Нещодавно створений Європейський Союз тоді прагнув розширитися. По-перше, Ніццький договір зробив вагу голосів більш пропорційною кількості населення. По-друге, валюта євро увійшла в обіг у 2002 році. На третьому місці приєдналися Мальта, Кіпр, Словенія, Польща, Чехія, Словаччина, Угорщина, Латвія, Естонія та Литва. По-четверте, у 2005 році було запропоновано Договір про створення Конституції Європи Ця запропонована «конституція» була значною мірою символічною, але була відхилена на референдумах у Франції та Нідерландах. Більшість його технічних положень було включено до Лісабонського договору без емоційних символів федералізму чи слова «конституція». У тому ж році приєдналися Болгарія та Румунія.
Під час іпотечної кризи та фінансової кризи 2007—2008 років європейські банки, які інвестували в деривативи, зазнали серйозного тиску. Британські, французькі, німецькі та інші уряди були змушені перетворити деякі банки на частково або повністю державні банки. Деякі уряди натомість гарантували борги своїх банків. У свою чергу, європейська боргова криза розвинулася, коли міжнародні інвестиції пішли, і Греція, Іспанія, Португалія та Ірландія побачили, що міжнародні ринки облігацій стягують неприйнятно високі процентні ставки за державним боргом. Уряди єврозони та співробітники Європейського центрального банку вважали, що необхідно врятувати свої банки, взявши на себе грецький борг, і запровадити заходи «жорсткої економії» та «структурної перебудови» щодо держав-боржників. Це посилило подальше падіння економіки. У 2011 році між дев'ятнадцятьма державами єврозони було підписано дві нові угоди: Європейський фіскальний пакт та Європейський стабілізаційний механізм. У 2013 році до Європейського Союзу увійшла Хорватія. Однак подальша криза була спровокована після того, як консервативний уряд Сполученого Королівства вирішив провести референдум у 2016 році, і прихильники «виходу» (або «Brexit») набрали 51,89 відсотка голосів при явці 72,2 відсотка. Цей референдум був політично безрезультатним, враховуючи систему парламентського суверенітету Сполученого Королівства, без угоди після виборів 2017 року, доки парламентські вибори у 2019 року не принесли консервативну більшість із маніфестом зобов'язань пройти через Brexit. Сполучене Королівство вийшло з ЄС у лютому 2020 року з невизначеними економічними, територіальними та соціальними наслідками.

## Конституційне право

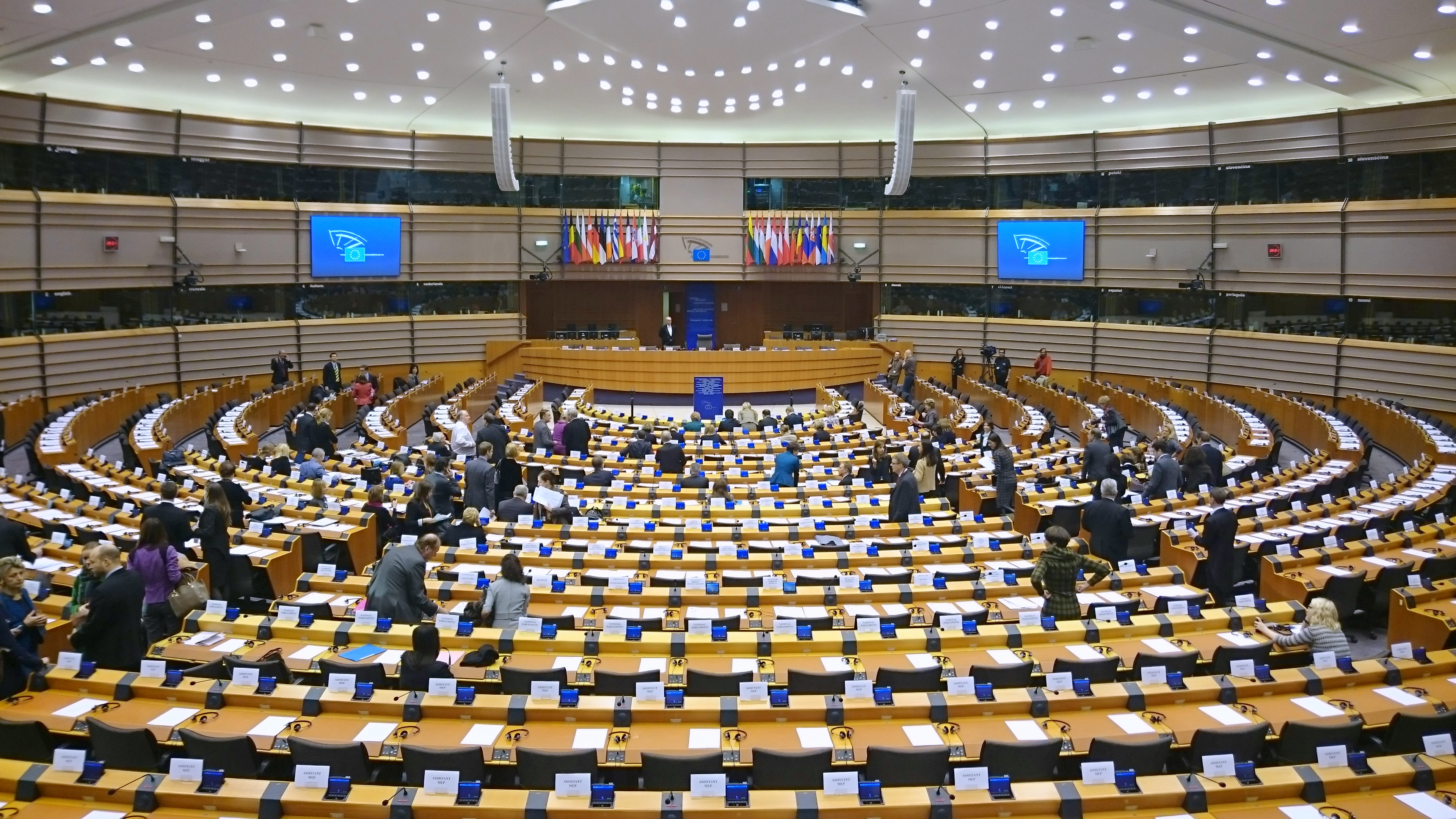
Європейський парламент, обраний громадянами Євросоюзу, приймає нові закони разом з Комісією і Радою.

Європейський Союз не має кодифікованої Конституції, проте, як і будь-який політичний орган, він має закони, які «конституюють» його основні органи управління. Первинними конституційними джерелами є Договір про Європейський Союз та Договір про функціонування Європейського Союзу, які були укладені урядами усіх 28 країн-членів. Договори встановлюють органи ЄС, перелік їх повноважень, обов'язків і роз'яснює про ті сфери, відносно яких ЄС може приймати Директиви або Постанови. Європейська комісія має право на законодавчу ініціативу. Під час ординарної законодавчої процедури, Рада Європейського Союзу (в якому працюють уряди держав-членів) і Європейський парламент (обирається громадянами) можуть вносити зміни в законопроєкти та приймати закони. Комісія наглядає за департаментаментами та різними установами, що виконують або забезпечують виконання законодавства ЄС. «Європейська рада» (на відміну від Ради Європейського Союзу, що складається з різних урядових Міністрів) складається з прем'єр-міністрів чи голів виконавчої влади держав-членів. Європейська рада призначає Комісарів та Раду Європейського центрального банку. Суд Європейського Союзу є вищим судовим органом, який тлумачить право ЄС, і розвиває його через прецедент. Суд може перевірити законність дій інститутів ЄС, згідно з договорами. Він також може ухвалювати рішення щодо претензій про порушення законів ЄС державами-членами і громадянами.

### Договори
Договір про Європейський Союз (ДЄС) і Договір про функціонування Європейського Союзу (ДФЄС) є двома основними джерелами права ЄС. Представляючи угоди між усіма державами-членами, ДЄС більше зосереджується на принципах демократії, правах людини та підсумовує інститути, тоді як ДФЄС розширює всі принципи та сфери політики, у яких ЄС може приймати закони. У принципі, договори ЄС схожі на будь-які інші міжнародні угоди, які зазвичай тлумачаться відповідно до принципів, кодифікованих Віденською конвенцією 1969 року. Він може бути змінений за одностайною згодою в будь-який час, але сам ДЄС у статті 48 визначає процедуру внесення змін шляхом подання пропозицій через Раду та З'їзд представників національного парламенту. Згідно зі статтею 5(2) ДЄС, «принцип повноважень» говорить, що ЄС не може робити нічого, крім тих речей, на які він має чіткі повноваження. Межі його компетенції регулюються Судом Справедливости, а також судами та парламентами держав-членів.
Оскільки Європейський Союз збільшився з 6 до 27 держав-членів, чітка процедура приєднання членів викладена в статті 49 угоди про Європейський Союз відкрита лише для «європейської» держави, яка поважає принципи «людської гідності, свободи, демократії, рівності, верховенства права та поваги до прав людини, включаючи права осіб, які належать до меншин». Тому країни, чия територія повністю знаходиться за межами європейського континенту, не можуть подати заявку. Також не може бути жодна країна без повністю демократичних політичних інститутів, які забезпечують стандарти «плюралізму, недискримінації, толерантности, справедливости, солідарности та рівности між жінками та чоловіками». Стаття 50 говорить, що будь-яка держава-член може вийти згідно з «своїми власними конституційними вимогами» шляхом узгоджених «заходів щодо її виходу, беручи до уваги рамки її майбутніх відносин із Союзом». Це вказує на те, що ЄС не має права вимагати виходу, і що країни-члени повинні дотримуватися конституційних процедур, наприклад, через парламент або кодифікований конституційний документ. Після того, як стаття 50 запущена, існує дворічний термін для завершення переговорів, процедура, яка залишить члена, що відокремлюється, без будь-якої переговорної сили на переговорах.
Стаття 7 дозволяє призупиняти державу-члена через «очевидний ризик серйозного порушення» цінностей у статті 2 (наприклад, демократія, рівність, права людини) чотирма п'ятими голосів Ради Європейського Союзу та згода европарламенту. У рамках договорів підгрупи держав-членів можуть встановлювати додаткові правила, які застосовуються лише до тих держав-членів, які цього бажають. Наприклад, Шенгенські угоди 1985 і 1990 років дозволяють людям пересуватися без будь-яких перевірок паспорта чи ідентифікатора будь-де в ЄС, але не стосуються Сполученого Королівства чи Ірландії. Під час європейської боргової кризи Договір про створення Європейського стабілізаційного механізму 2012 року та Договір про стабільність, координацію та управління 2012 року («Фіскальний пакт») були прийняті лише для держав-членів, які мали євро (тобто не для Данії, Швеції, Сполученого Королівства, Польщі, Чехії, Угорщини, Румунії чи Болгарії). Це вимагало, серед іншого, зобов'язання збалансувати державний бюджет і обмежити структурний дефіцит до 0,5 відсотка ВВП зі штрафами за невиконання. Юрисдикція щодо цих правил залишається за Судом Справедливости.

#### Виконавча влада
Європейська Комісія є головним виконавчим органом Європейського Союзу. Стаття 17(1) Договору про Європейський Союз говорить, що комісія повинна «захищати загальні інтереси Союзу», тоді як стаття 17(3) додає, що члени Комісії повинні бути «повністю незалежними» і не «отримувати вказівки від будь-якого уряду». Згідно зі статтею 17(2), «законодавчі акти Союзу можуть прийматися лише на основі пропозиції Комісії, за винятком випадків, коли Договори передбачають інше». Це означає, що комісія має монополію на ініціювання законодавчої процедури, хоча рада чи парламент є «де-факто каталізаторами багатьох законодавчих ініціатив».
Президент комісії (станом на  2024 Урсула фон дер Ляєн) визначає порядок денний своєї роботи. Рішення приймаються простою більшістю голосів, часто через «письмову процедуру» поширення пропозиції та прийняття її, якщо немає заперечень. У відповідь на початкову відмову Ірландії від Лісабонського договору було погоджено зберегти систему по одному уповноваженому від кожної з держав-членів, включаючи Президента та Високого представника Європейського Союзу з питань закордонних справ і політики безпеки (наразі Жозеп Боррель). Голова Комісара обирається Європейським парламентом абсолютною більшістю своїх членів після парламентських виборів кожні п'ять років на основі пропозиції. Європейською Радою. Останній повинен враховувати результати європейських виборів, на яких європейські політичні партії оголошують ім'я свого кандидата на цю посаду. Таким чином, у 2014 році Юнкер, кандидат від Європейської народної партії, яка отримала найбільшу кількість місць у парламенті, був запропонований і обраний.
Решта членів комісії призначаються за згодою між новообраним президентом і кожним національним урядом, а потім, як блок, затверджуються кваліфікованою більшістю голосів ради та більшістю парламенту. Парламент може затвердити або відхилити лише всю комісію, а не окремих членів, але проводить публічні слухання з кожним із них перед голосуванням, що на практиці часто призводить до змін окремих призначень чи портфелів. Стаття 248 ДФЄС говорить, що президент може переставляти членів комісії, хоча це незвично, без схвалення держав-членів. Пропозиція про те, щоб члени комісії були обрані з обраного парламенту, не була прийнята в Лісабонському договорі, хоча на практиці деякі незмінно відмовляються від своїх місць, щоб служити. Комісари мають різні привілеї, такі як звільнення від податків держав-членів (але не податків ЄС) і імунітет від судового переслідування за вчинення офіційних дій. Іноді були ситуації, коли члени Комісії зловживали своїми службовими обов'язками, особливо після того, як у 1999 році парламент засудив Комісію Сантера, і вона зрештою пішла у відставку через звинувачення в корупції. Це призвело до однієї головної справи, «Комісія проти Едіт Крессон», де Судом Справедливости постановив, що комісар, який призначив своєму стоматологу роботу, для якої він явно не мав кваліфікації, насправді не порушив жодного закону. На противагу суворо легалістичному підходу Суду Справедливости, Комітет незалежних експертів виявив, що склалася культура, де мало членів Комісії мали «навіть найменше почуття відповідальности». Це призвело до створення Європейського управління з питань запобігання зловживанням та шахрайству. У 2012 році він розслідував мальтійського комісара з охорони здоров'я Джона Даллі, який швидко пішов у відставку після звинувачень у отриманні €60 мільйонів хабаря у зв'язку з Директивою про тютюнові вироби.
Окрім комісії, Європейський центральний банк має відносну виконавчу автономію у проведенні монетарної політики з метою управління євро. Він має правління з шести осіб, призначених Європейською Радою за рекомендацією Ради міністрів. Президент ради та комісар можуть брати участь у засіданнях ЄЦБ, але не мають права голосу.

#### Законодавча влада

Європейський парламент обирається кожні п'ять років, прагнучи до «принципу рівности своїх громадян». Його повноваження обмежені в порівнянні з Європейською Комісією та Радою ЄС.

У той час як Комісія має монополію на законодавчу ініціативу, Європейський Парламент і Рада Європейського Союзу мають повноваження вносити зміни та вето під час законодавчого процесу. Відповідно до статей 9 і 10 Договору про Європейський Союз, ЄС дотримується «принципу рівності своїх громадян» і має базуватися на «представницькій демократії». На практиці рівність і демократія все ще розвиваються, оскільки обрані представники в парламенті не можуть ініціювати закони проти волі комісії, громадяни найменших країн мають більшу вагу голосу в парламенті, ніж громадяни найбільших країн, і « кваліфікована більшість» або консенсус ради необхідні для прийняття законів. Цей «дефіцит демократії» спонукав до численних пропозицій щодо реформ і зазвичай сприймається як пережиток попередніх днів інтеграції під проводом держав-членів. З часом парламент поступово отримав більше голосу: від того, як він був невиборною асамблеєю, до перших прямих виборів у 1979 році, до того, щоб мати дедалі більше прав у законодавчому процесі. Таким чином, права громадян обмежені порівняно з демократичними державами в усіх європейських державах-членах: згідно зі статтею 11 ДЄС, громадяни та асоціації мають право оприлюднювати свої погляди та право подавати ініціативу, яка повинна бути розглянута Комісією, якщо вона отримала не менше одного мільйона підписів. Стаття 227 ДФЄС містить додаткове право громадян звертатися до парламенту з питань, які їх стосуються.
Вибори до Європейського парламенту відбуваються кожні п'ять років, і голоси для членів Європейського парламенту (ЄП) у державах-членах мають бути організовані за пропорційним представництвом або одним голосом, що передається. Є 750 депутатів Європарламенту, і їхня кількість є «дегресивно пропорційною» відповідно до розміру держави-члена. Це означає, що, незважаючи на те, що рада має бути органом, що представляє держави-члени, у парламенті громадяни менших держав-членів мають більше голосу, ніж громадяни великих держав-членів. Депутати Європарламенту розходяться, як і в національних парламентах, за політичною партійною ознакою: консервативна Європейська народна партія наразі є найбільшою, а Партія європейських соціалістів очолює опозицію. Партії не отримують державних коштів від ЄС, оскільки Суд постановив у справі екологічної партії «Зелені проти Європейського парламенту», що це питання повністю регулюється державами-членами. До повноважень парламенту входить проведення розслідувань щодо неналежного управління або призначення омбудсмена на час розгляду в суді. Він може вимагати від Комісії відповіді на запитання та більшістю у дві третини може осудити всю Комісію (як це сталося з Комісією Сантера в 1999 році). У деяких випадках парламент має чіткі права консультацій, яких Комісія повинна щиро дотримуватися. Однак його участь у законодавчому процесі все ще залишається обмеженою, оскільки жоден член фактично не може прийняти законодавство без Комісії та Ради, тобто влада («кратія») не знаходиться в руках безпосередньо обраних представників народу («демос»).

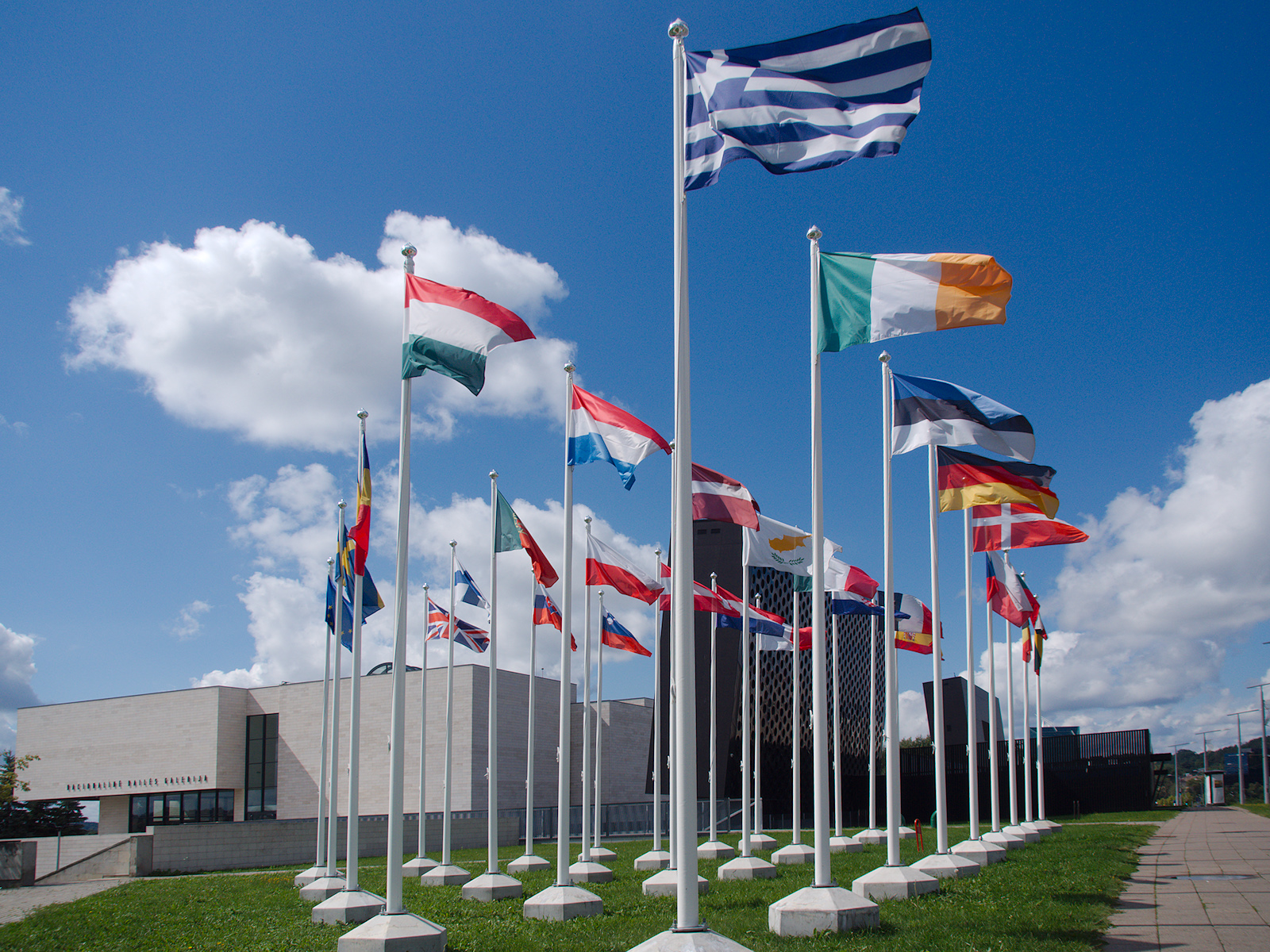
Держави-члени представлені міністрами в Раді під час законодавчих процедур. Крім того, Європейська рада, яка складається з голів урядів держав-членів, покликана керувати загальним політичним напрямком ЄС.

Другим основним законодавчим органом є Рада Європейського Союзу, яка складається з різних міністрів держав-членів. Глави урядів держав-членів також скликають «Європейську раду» (окремий орган), який, згідно зі статтею 15 ДЄС, надає «необхідний імпульс для його розвитку та визначає загальні політичні напрямки та пріоритети». Він збирається кожні шість місяців, і його президент (наразі колишній прем'єр-міністр Бельгії Шарль Мішель) має на меті «спрямувати його роботу», але сам він не виконує «законодавчих функцій». Рада робить це: по суті, це уряди держав-членів, але на кожному засіданні буде інший міністр, залежно від обговорюваної теми (наприклад, для екологічних питань міністри навколишнього середовища держав-членів присутні та голосують; для іноземних у справах, міністри закордонних справ тощо). Міністр повинен мати повноваження представляти держави-члени та зобов'язувати їх приймати рішення. Коли відбувається голосування, воно зважується обернено до розміру держави-члена, тому менші країни-члени не переважають більші країни-члени. Загалом є 352 голоси, але для більшості актів необхідна кваліфікована більшість голосів, якщо не консенсус. Стаття 16(4) ДЄС і стаття 238(3) ДФЄС визначають це як принаймні 55 відсотків членів Ради (без голосів), які представляють 65 відсотків населення ЄС: наразі це означає близько 74 відсотків, або 260 із 352 голосів. Це критично важливо під час законодавчого процесу.

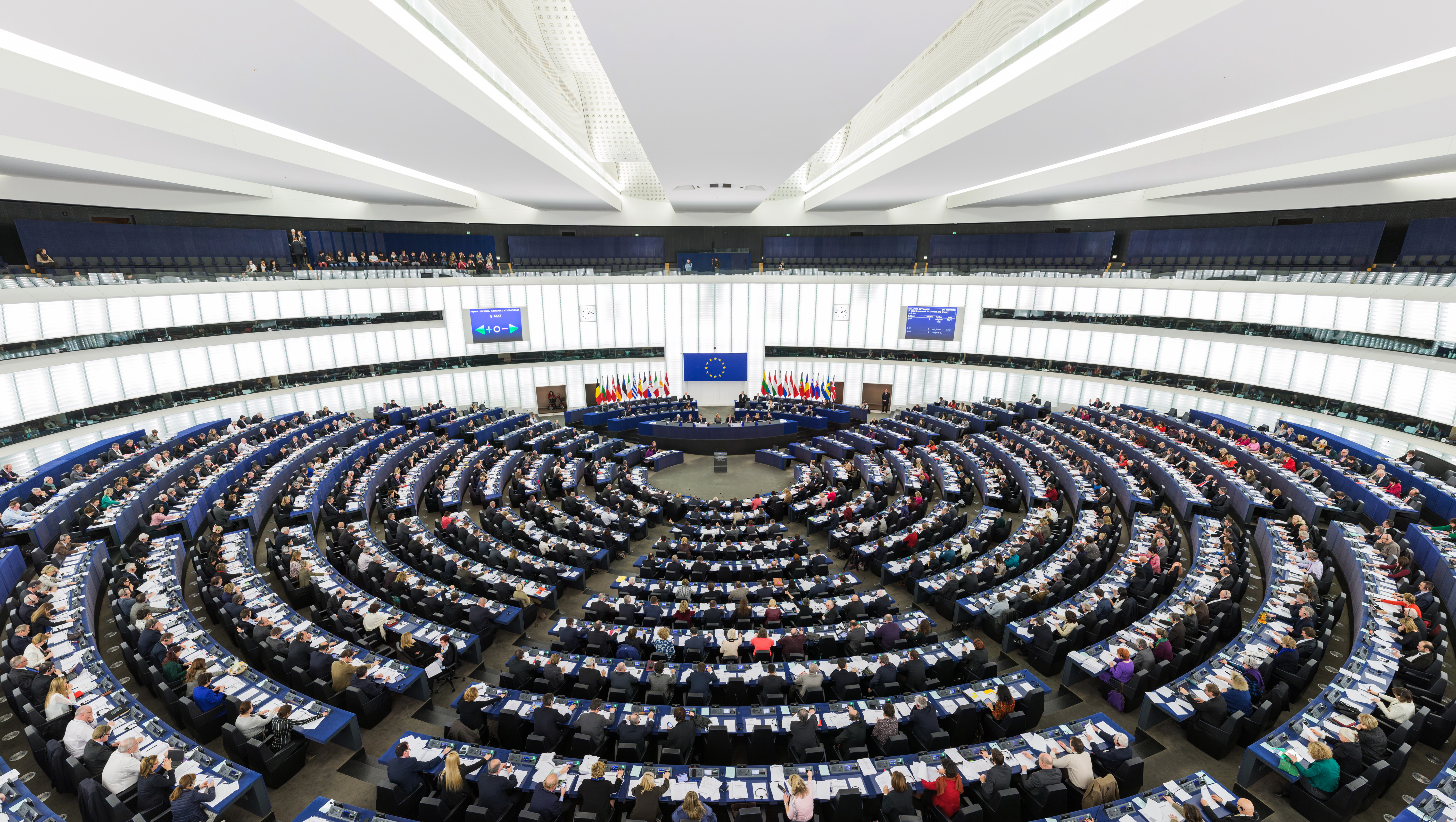
Резиденція Європейського парламенту в Страсбурзі.

Щоб створити нове законодавство, стаття 294 ДФЄС визначає «звичайну законодавчу процедуру», яка застосовується до більшості актів ЄС. Суть полягає в тому, що є три читання, починаючи з пропозиції Комісії, де Парламент має проголосувати більшістю всіх членів Європарламенту (а не лише присутніх), щоб заблокувати або запропонувати зміни, а Рада має проголосувати кваліфікованою більшістю, щоб схвалити зміни, але одноголосно заблокувати поправку Комісії. Якщо різні інституції не можуть дійти згоди на будь-якому етапі, скликається «узгоджувальний комітет», який представляє членів Європарламенту, міністрів і комісію, щоб спробувати досягти згоди щодо спільного тексту: якщо це спрацює, текст буде відправлено назад до парламенту та ради, щоб затвердити абсолютною та кваліфікованою більшістю. Це означає, що законодавство може бути заблоковано більшістю в парламенті, меншістю в раді та більшістю в комісії: важче змінити законодавство ЄС, ніж залишити його незмінним. Для бюджетів існує інша процедура. Для «розширеної співпраці» між підгрупою принаймні держав-членів Рада має отримати дозвіл. Уряди держав-членів повинні бути проінформовані Комісією на початку, перш ніж будь-які пропозиції почнуть законодавчу процедуру. ЄС в цілому може діяти лише в межах своїх повноважень, викладених у Договорах. У статтях 4 і 5 ДЄС зазначено, що повноваження залишаються за державами-членами, якщо вони не були надані, хоча існує дискусія щодо питання Kompetenz-kompetenz: хто в кінцевому рахунку має «компетенцію» визначати «компетенцію» ЄС. Багато судів держав-членів вважають, що вони вирішують, парламенти інших держав-членів вважають, що вони вирішують, тоді як Суд Європейського Союзу вважає, що за ним залишається останнє слово.

#### Судова влада
Судова влада відіграла важливу роль у розвитку права ЄС. Суди тлумачать договори та прискорюють економічну та політичну інтеграцію. Сьогодні Суд Європейського Союзу є головним судовим органом, у якому є вищий Суд Справедливости, який розглядає справи, які мають більшу суспільну важливість, і Загальний Суд, який займається детальними питаннями, але не має загального характеру важливості, а потім система судів також складає Європейський суд авдиторів. Відповідно до статті 19(2) Договору про Європейський Союз є по одному судді від кожної держави-члена в Суді Справедливости та Загальному Суді (наразі по 27 у кожному). Судді повинні «володіти кваліфікацією, необхідною для призначення на вищі судові посади» (або для Загального суду «здатністю, необхідною для призначення на вищу судову посаду»). Голова обирається суддями на три роки. У той час як стаття 19(3) ДЄС говорить, що Суд Справедливости є найвищим судом для тлумачення питань законодавства ЄС, на практиці більшість законодавства ЄС застосовуються судами держав-членів (наприклад, Федеральним судом Німеччини, Судом Португалії тощо). Суди держав-членів можуть передавати питання до Суду Європейського Союзу для преюдиційних запитів. Обов'язок Суду полягає в тому, щоб «забезпечувати дотримання закону при тлумаченні та застосуванні Договорів», хоча реально він має можливість розширювати та розвивати законодавство відповідно до принципів, які він розвиває відповідно до демократичних цінностей. Приклади знакових і часто суперечливих рішень включають рішення у справі «Ван Ґенд ен Лоос проти Нідерландської податкової адміністрації» (вимагання законодавства ЄС створити новий правопорядок, і громадяни могли подати до суду на права за договором), «Манґольд проти Гелма» (встановлення рівності як загального принципу права ЄС), і «Комісія та інші проти Каді» (підтвердження міжнародного права мало відповідати основним принципам права ЄС). До 2016 року існував Трибунал публічної служби Європейського Союзу, який займався кадровими питаннями установ ЄС.
Статут Суду Європейського Союзу та ДФЄС вимагають, щоб судді призначалися лише у випадку, якщо вони не мають політичної діяльності, а незалежність «поза сумнівом» Вони обираються на шестирічний термін з можливістю поновлення за «спільною згодою» урядів за порадою семи суддів ЄС або держав-членів, яких обирає Рада та Парламент. Стаття 11 Регламенту Суду Європейського Союзу говорить, що суд, як правило, складається з палат по 3 або 5 суддів у кожній. «Велика палата» з 15 старших суддів засідає над «складними чи важливими» питаннями або тими, які вимагають країни-члени. Голова та заступник голови суду обираються іншими суддями на 3-річний термін таємним голосуванням. Суддів можна звільнити лише за одностайної згоди всіх інших суддів і генеральних адвокатів. Генеральні адвокати призначаються судом для надання обґрунтованих повідомлень у справах, особливо щодо нових питань права. На відміну від суддів Суду, вони пишуть думки як самі, а не колективно, і часто з дотриманням прози та аргументації, і, хоча вони не є обов'язковими, часто дотримуються на практиці. Крім того, кожен суддя має секретарів або референдарів, які досліджують і пишуть. На відміну від Сполученого Королівства, де судді завжди пишуть власні думки, референдуси часто допомагають складати рішення в Суді. Управління перекладів Суду перекладатиме кожне остаточне рішення 24 офіційними мовами Європейського Союзу. Три основні типи рішень, які Суд виносить після (1) попередніх рішень, запитуваних судами держав-членів, (2) виконавчих позовів, поданих Комісією або державами-членами, проти ЄС, держави-члена, або будь-яка інша сторона, яка, як стверджується, порушує законодавство ЄС, та (3) інші прямі дії, коли ЄС або держава-член бере участь як сторона в суперечці, і виносить остаточні рішення. Регламенту Суду Європейського Союзу, створені за зразком Міжнародного суду, починаються з подання письмових справ до суду, після чого відбувається коротке усне слухання. У кожній справі призначається суддя, який буде активно керувати слуханнями (так званий доповідач) і складати рішення (з допомогою референдарів). Суд завжди обговорює та голосує до того, як буде написано та опубліковано остаточний висновок. Справи в Загальному суді можуть бути оскаржені в Суді з питань права. Хоча офіційної процедури апеляції в Суді не існує, на практиці його дії підлягають ретельному розгляду як верховними судами держав-членів, так і Європейським судом з прав людини, навіть якщо остаточний баланс сил не визначено.

### Колізійне право
З моменту свого заснування, ЄС діє у напрямку збільшення кількості національних та глобалізації правових систем. Мається на увазі, що як Європейський суд, так і національні суди вищої інстанції мають розвивати принципи вирішення правових колізій між різними системами. У межах самого ЄС, позиція Європейського Суду полягає в тому, що якщо закон ЄС суперечить положенням національного права, то право ЄС має пріоритет. Перший подібний відомий випадок — «Коста проти ENEL» — мав місце у 1964 році, міланський юрист і колишній акціонер енергетичної компанії, по імені Коста відмовився сплатити рахунок за електроенергію енергетичній компанії Enel, виступаючи проти націоналізації італійських енергетичних корпорацій. Він стверджував, що італійський закон націоналізації суперечить Римському договору, і звернувся як до Італійського Конституційного Суду, так і до Суду Європейського Союзу за ст. 267 ДФЄС. Італійський Конституційний Суд дав висновок, що оскільки закон про націоналізацію діяв з 1962 р., а договір набрав чинности з 1958 р., претензії Кости є безпідставними. На противагу, Міжнародний суд постановив, що, зрештою, Римський договір не перешкоджає енергетичній націоналізації, і в будь-якому випадку, відповідно до положень договору, тільки комісія могла б подали позов, а не пан Коста. Однак, у цілому, Коста мав право заявити про конфлікт договору та національного законодавства, і суд буде зобов'язаний розглянути його звернення, якщо відсутні апеляційні скарги щодо його рішення. У аналогічній справі «Ван Ґенд ен Лоос проти Нідерландської податкової адміністрації» — Суд Справедливости постановив, що держави-члени «обмежили, хоча й тільки в окремих сферах, свої суверенні права і, таким чином, створили звід правил, що регулює діяльність своїх громадян і органів влади на основі взаємності». Право ЄС, незалежно від джерела, не може бути скасоване положеннями внутрішнього законодавства без того, щоб правова основа Союзу була поставлена під сумнів. Іншими словами, будь-який подальший односторонній акт держави-члена є незастосовним. Подібним чином, у справі «Управління фінансами проти Simmenthal SpA», компанія Simmenthal SpA стверджувала, що громадський санітарний контроль зборів з імпорту яловичини з Франції до Італії відповідно до законодавства Італії в 1970 році суперечить двом постановам від 1964 і 1968 років. Суд заявив, що «згідно з принципом пріоритету права ЄС, безпосередньо застосовні акти установ» (такі як, регламенти у справі) «автоматично надають статус незастосовних будь-яким суперечним їм положенням чинного національного законодавства». Це було необхідно для запобігання відповідній відмові у застосуванні договірних зобов'язань, прийнятих безумовно і безповоротно державами-членами, що могло б поставити під загрозу фундаментальні основи ЄС. Але, незважаючи на позиції Суду, національні суди держав-членів не підтримали такий результат дослідження.
Загалом, хоча й усі держави-члени ЄС визнають, що право ЄС має примат над національним правом, що узгоджено в договорах, вони не визнають Суд останньою інстанцією щодо основних конституційних питань, пов'язаних з демократією і правами людини. У Сполученому Королівстві основний принцип полягає в тому, що парламент, як символ вираження суверенної демократичної легітимності, може приймати рішення на власний розсуд щодо ухвалення законодавства всупереч праву ЄС. Однак це станеться тільки у разі вираженого прагнення народу вийти з ЄС. У справі «R (Factortame Ltd) проти державного секретаря транспорту» вказано, що «будь-яке обмеження свого суверенітету, встановлене парламентом при прийнятті Акту про європейські співтовариства 1972 року, було цілком добровільним» і тому «зрозуміло», що британські суди мають за обов'язок «відхиляти будь-які правила національного законодавства, що опиняються в конфлікті з будь-якою безпосередньо застосовною нормою права ЄС». Зовсім нещодавно Верховний Суд Сполученого Королівства зазначив, що в справі «R (HS2 Action Alliance Ltd) проти державного секретаря з питань транспорту», незважаючи на те, що Конституція Сполученого Королівства є некодифікованою, існують «основоположні принципи» загального права, і парламент не скасовував і не мав намір скасувати ці принципи при прийнятті Закон про Європейські Співтовариства 1972 року.
Позиція Конституційного Суду Німеччини, покладена в основу рішень «Solange I» і «Solange II», полягає тому, що якщо акти ЄС не відповідають основним конституційним правилам і принципам (зокрема, демократії, верховенству права та соціальним принципам держави), то вони не можуть переважати над правом Німеччини. Більшість інших держав-членів висловили аналогічні застереження. Це говорить про те, що легітимність ЄС спирається на найвищу владу держав-членів, його фактичну відданість правам людини і демократичне волевиявлення народу.

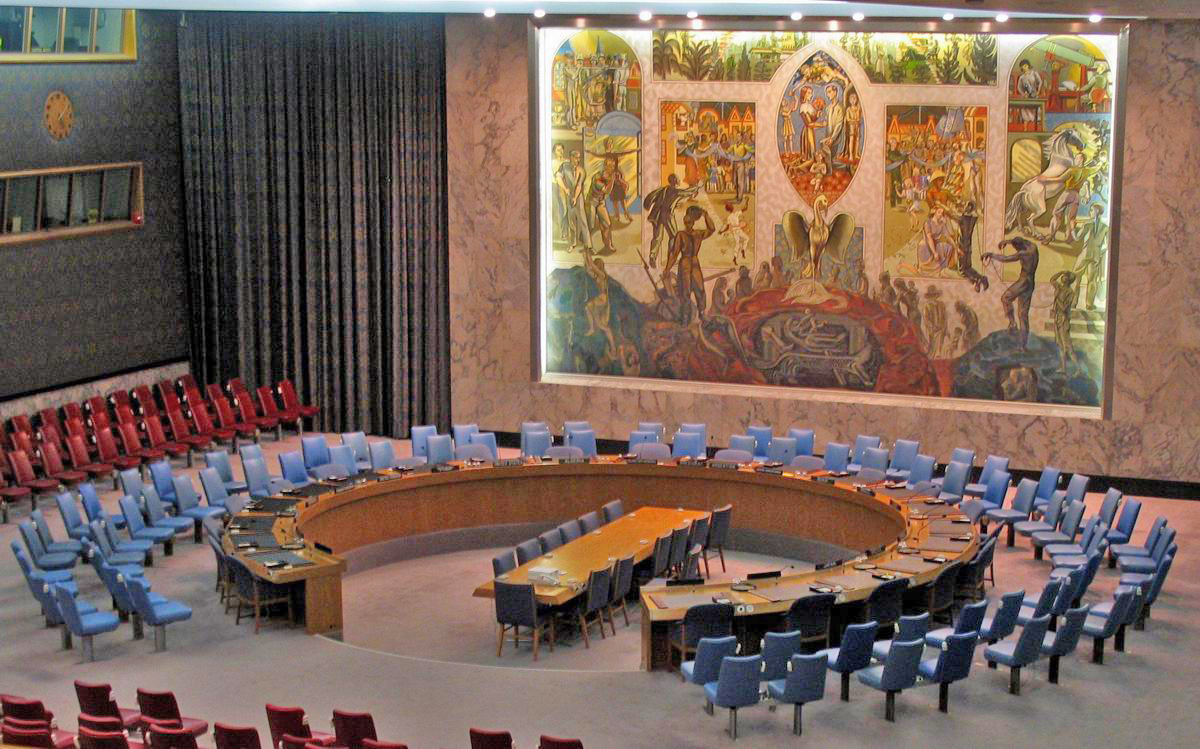
Діяльність ЄС відповідає положенням міжнародного права, і регулюється Європейською Конвенцією про права людини з моменту узгодження основних прав людини такими інститутами міжнародного права, як Організація Об'єднаних Націй.

На відміну від держав-членів, співвідношення права ЄС та міжнародного права дискутується, зокрема, у зв'язку з Європейською конвенцією з прав людини та Організацією Об'єднаних Націй. Всі держави-члени ЄС є учасниками обох організацій в рамках міжнародних договорів. Договір про Європейський Союз, стаття 6(2), вимагає від ЄС приєднатися до ЄКПЛ, але це «не зачіпатиме компетенції Союзу, визначеної в договорах». Це визнавалося за необхідне до набрання чинності Лісабонського договору 2007 року для того, щоб ЄС забезпечив належний захист правам людини під контролем зовнішнього Європейського Суду з прав людини в Страсбурзі. Однак, у висновку 2/13, після запиту Комісії про розгляд плану приєднання, Суд у Люксембурзі висловив п'ять головних причин, чому на його думку, угода про приєднання в її теперішньому вигляді несумісна з установчими договорами. Ці міркування розглядалися більшістю коментаторів як завуальоване захоплення влади Судом, але вони означають необхідність для Комісії створити новий договір про приєднання.
Відповідно до статей 3(5), 21, 34 і 42 ДЄС, ЄС також повинен поважати принципи Статуту Організації Об'єднаних Націй. Після терактів 11 вересня у Всесвітньому торговому центрі у Нью-Йорку, Рада Безпеки ООН ухвалила резолюцію про заморожування активів осіб, підозрюваних в тероризмі, пов'язаних з Усамою Бен Ладеном. Це також стосувалося громадянина Саудівської Аравії — Каді. Швеція заморозила його активи у відповідності з положеннями ЄС, які надали чинності резолюції Ради Безпеки ООН. У справі «Комісія та інші проти Каді», містер Каді заявив, що відсутні будь-які докази того, що він був пов'язаний з тероризмом, також заявив, що був позбавлений права на справедливий судовий розгляд — одне з основних прав людини. Позиція генерального адвоката Мадуро, пригадана Аароном Бараком — головою Верховного Суду Ізраїлю, наголошує на тому, що «коли гуркочуть гармати, нам особливо потрібні закони». Суд постановив, що навіть член ООН не може діяти всупереч принципам, які є частиною правового порядку співтовариства. У результаті ЄС виробив правило, що в межах певних принципів jus cogens позиція інших судів може бути пріоритетною. Зміст цих основних принципів залишається відкритим для діалогу, що триває між вищими судами Європи.

## Кримінальне право
На час заснування Європейських спільнот кримінальне право не відігравало настільки значної ролі, оскільки мета була виключно економічною. Більш того, навіть якщо вони усвідомлювали їх необхідність, намагання країн-членів Європейських спільнот зберегти незалежність у питаннях кримінального права були б занадто сильними. Транснаціональна злочинність використовувала існуючі прогалини та недоліки у транскордонному судовому переслідуванні, в той час як національне кримінальне законодавство було спрямоване лише на попередження завдання шкоди національним інтересам.
Кримінальне право в Європейському Союзі перебуває на стадії формування, що зумовлено поступовим і відносно повільним процесом запровадження для держав-членів Союзу обов'язкових єдиних норм, які визначають засади кримінальної відповідальности та мінімальні стандарти визначення злочинности і караности суспільно небезпечних діянь. У свою чергу це пов'язано із наявними відмінностями національних кримінальних законів та неготовністю країн передавати усі свої суверенні повноваження у кримінально-правовій сфері для регулювання на рівень ЄС.
Зближення національного кримінального законодавства відбувається на основі методу мінімальної гармонізації, що передбачає визначення необхідного переліку і змісту суспільно небезпечних діянь та встановлення засад відповідальності за такі діяння, які повинна закріпити кожна держава у своєму кримінальному законодавстві. Однак це не обмежує право держав встановлювати більш суворі покарання або більш широкий перелік діянь, за які настає кримінальна відповідальність. Заради поліпшення захисту від злочинів, було створено Європейське поліцейське управління. Головна роль полягає у поліцейській співпраці між державами-учасницями Європейського Союзу у боротьбі з незаконним обігом наркотиків
Станом на 2022 рік щодо більшості «євро-злочинів» прийнято окремі нормативні акти: Директиву про попередження та боротьбу з торгівлею людьми та захистом жертв злочинів 2011 р.; Директиву про боротьбу з сексуальними зловживаннями та сексуальною експлуатацією дітей та дитячу порнографію 2011 р.; Директиву про кіберзлочини 2013 р.; Директиву про захист євро від підробок 2014 р.; Директиву про тероризм 2017 р.; Директиву про торгівлю наркотиками 2017 р.; Директиву про кримінальну відповідальність за відмивання грошей, отриманих злочинним шляхом 2018 р.; Директиву про безготівкові підробки 2019 р. Решта «євро-злочинів» визначаються у рамках нормативних актів ЄС, що стосуються пов'язаних із ними напрямків. Наприклад, про «євро-злочини» йдеться в Директиві про кримінальні санкції за зловживання на ринку 2014 р. Наявний перелік євро-злочинів, передбачений ч. 1 ст. 83 ДФЄС, на думку західних вчених, є вичерпним. Проте обсяг кримінального права ЄС поступово розширюється з урахуванням нових викликів і загроз, які визначають подальший розвиток законодавства.

### Безпека і юстиція
У 2006 році вилив токсичних відходів біля узбережжя Кот-д'Івуару з європейського судна спонукав Комісію вивчити законодавство проти токсичних відходів. Комісар у справах захисту довкілля Ставрос Дімас заявив, що «такі високотоксичні відходи ніколи не повинні були залишати Європейського Союзу». Оскільки в таких країнах, як Іспанія, навіть немає злочину проти транспортування токсичних відходів, Франко Фраттіні, комісар з питань юстиції, свободи та безпеки, запропонував разом з Дімасом створити кримінальні вироки за «екологічні злочини». Компетенція Європейського Союзу робити це була оскаржена в 2005 році в Суді Справедливости, що призвело до перемоги Європейської комісії в справі. Це рішення створило судовий прецедент, згідно з яким комісія на наднаціональній основі може видавати нормативно-правові акти у кримінальному праві — чого раніше не робили. Поки що єдиною іншою пропозицією був проєкт директиви про права інтелектуальної власности. До Європейського парламенту було внесено пропозиції проти цієї директиви на підставі того, що кримінальне право не повинно бути компетенцією ЄС, але вони були відхилені під час голосування. Однак у жовтні 2007 року Суд Справедливости постановив, що Європейська комісія не може запропонувати, якими можуть бути конкретно кримінальні санкції, але може запропонувати лише те, що вони повинні бути.

## Адміністративне право

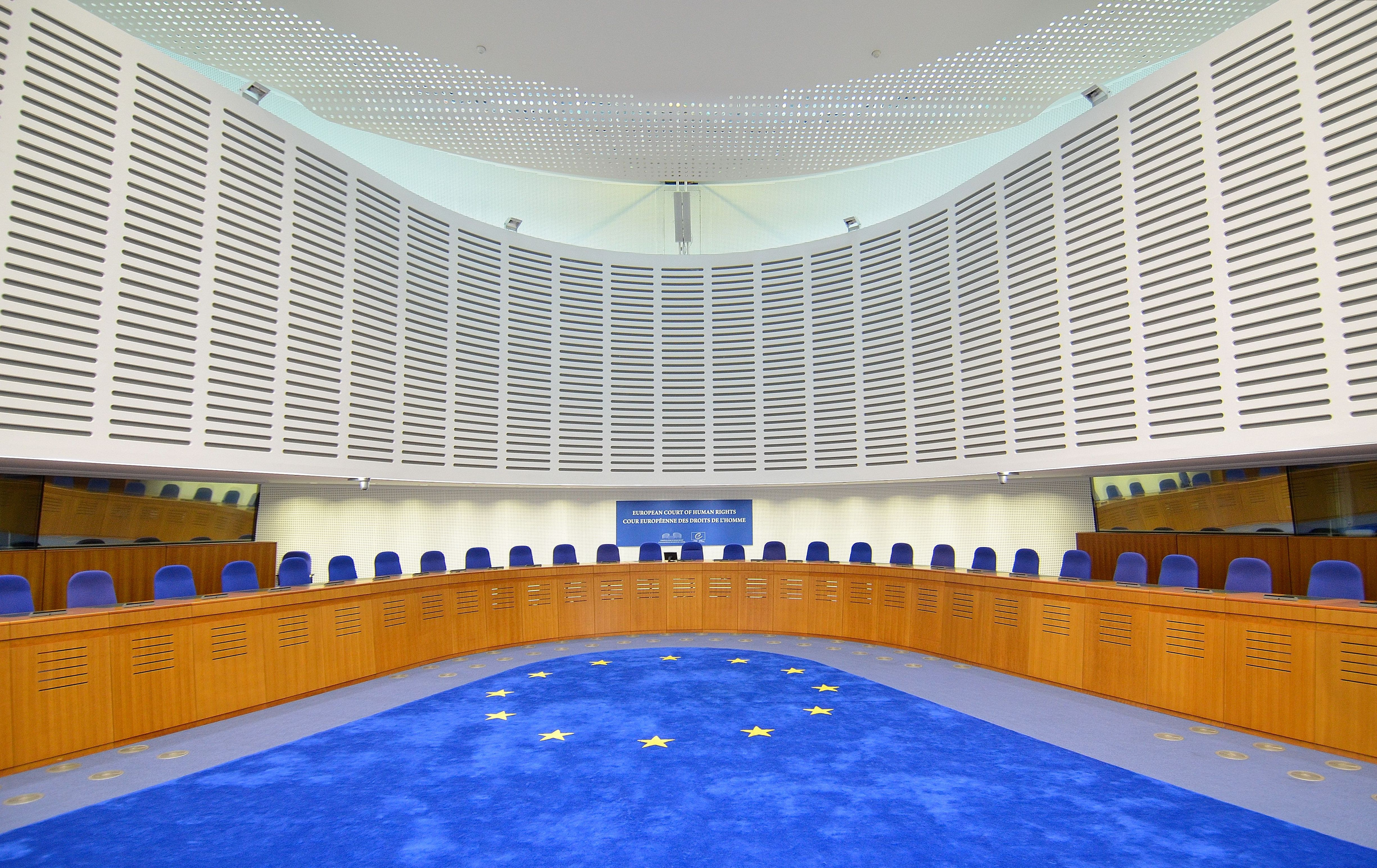
Європейський суд з прав людини в Страсбурзі, найвищий європейський орган з прав людини, використовує прапор Європи, але не є частиною ЄС. Усі країни-члени ЄС є учасниками Європейської конвенції, і договори ЄС вимагають її приєднання, але Суд затримав.

У той час як конституційне право стосується структури управління Європейським Союзом, адміністративне право зобов'язує установи ЄС та уряди держав-членів дотримуватися закону. Як держави-члени, так і Комісія мають загальне юридичне право або locus standi подавати позови проти установ ЄС та інших держав-членів за порушення договорів мають таке право. Від заснування ЄС Суд Евросоюзу також постановив, що угоди дозволяють громадянам або корпораціям подавати позови проти установ ЄС та держав-членів щодо порушення угод і правил, якщо вони належним чином тлумачаться як такі, що створюють права та обов'язки. Однак згідно з директивами 1986 року громадянам і корпораціям було сказано, що їм заборонено подавати позови проти інших недержавних сторін. Це означало, що суди держав-членів не були зобов'язані застосовувати законодавство Союзу, якщо законодавство держави суперечило, навіть якщо на уряд держави-члена можна було подати позов, якщо він накладає зобов'язання на іншого громадянина чи корпорацію. Ці правила щодо «прямої дії права Європейського Союзу» обмежують міру, до якої суди держав-членів зобов'язані застосовувати право ЄС. Усі дії інституцій ЄС можуть бути предметом судового нагляду та оцінюватися за стандартами пропорційности, особливо якщо йдеться про загальні принципи права чи основні права. Засіб правового захисту для позивача в разі порушення закону часто полягає в грошовій компенсації збитків, але суди також можуть вимагати виконання конкретних завдань або видати судову заборону, щоб забезпечити ефективність закону.

### Пряма дія
Хоча загальновизнано, що право ЄС має пріоритет, не всі нормативно-правові акти ЄС дають громадянам право подавати позови: тобто не всі НПА ЄС мають «пряму дію». У справі «Ван Ґенд ен Лоос проти Нідерландської податкової адміністрації» було встановлено, що положення Договорів (і Регламентів) мають пряму силу, якщо вони (1) є чіткими та недвозначними (2) безумовними та (3) не вимагають від ЄС або національних органів влади вжиття подальших дій для їх реалізації. Поштова компанія Ван Ґенд ен Лоос стверджувала, що стаття 30 ДФЄС не дозволяла митним органам Нідерландів стягувати тарифи, коли вона імпортувала карбамідоформальдегідні пластики з Німеччини до Нідерландів. Після того, як суд Нідерландів звернувся до суду, Суд постановив, що хоча угоди не надають «прямо» права громадянам або компаніям подавати позови, вони можуть це робити. Історично склалося так, що міжнародні договори дозволяли державам лише мати юридичні претензії щодо їх виконання, але Суд Справедливости проголосив, що «Співтовариство становить новий правовий порядок міжнародного права». Оскільки стаття 30 чітко, беззастережно та негайно зазначає, що ніякі кількісні обмеження не можуть бути накладені на торгівлю, без належного обґрунтування Ван Ґенд ен Лоос може повернути гроші, сплачені за тариф. Регламенти ЄС є такими ж, як положення Договору в цьому сенсі, оскільки, як зазначено в статті 288 ДФЄС, вони «прямо застосовуються в усіх державах-членах». Держави-члени зобов'язані не повторювати Регламенти у своєму законодавстві, щоб запобігти плутанині. Наприклад, у справі «Комісія проти Італії» Суд постановив, що Італія порушила зобов'язання за Договорами як через невиконання схеми виплати фермерам премії за забій корів (для зменшення перевиробництва молока), так і через відтворення правил у указ з різними доповненнями. «Регламенти», як постановив Суд Справедливости, «набувають чинности виключно в силу їх публікації», а імплементація може призвести до «загрози їх одночасному та однаковому застосуванню в усьому Європейському Союзі». З іншого боку, деякі Регламенти можуть самі прямо вимагати імплементаційних заходів, і в цьому випадку слід дотримуватися цих спеціальних правил.

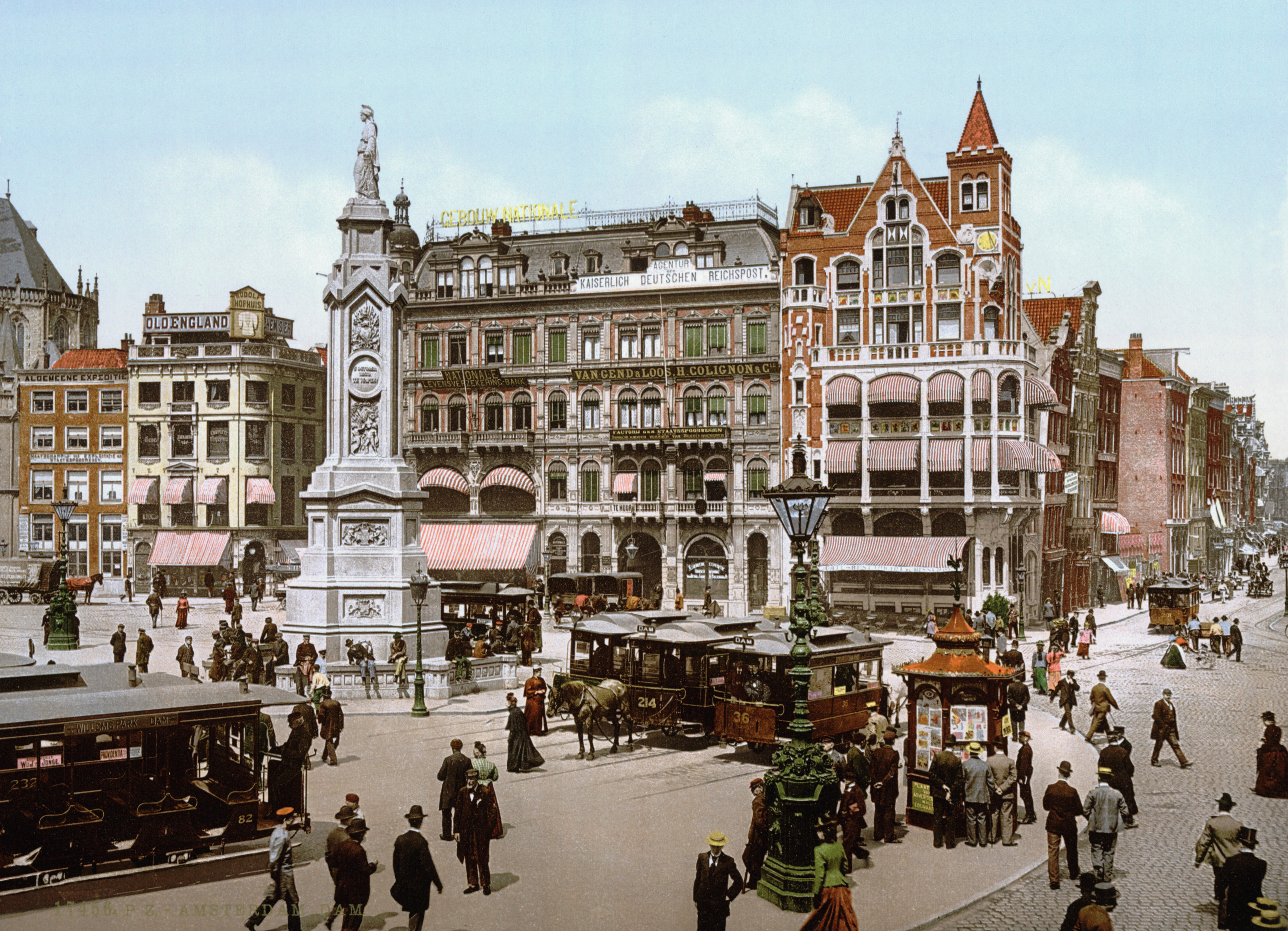
Справа «Ван Ґенд ен Лоос проти Нідерландської податкової адміністрації» вперше дозволила громадянам ЄС вимагати прав, заснованих на законодавстві ЄС. Незважаючи на впливові думки трьох генеральних адвокатів і великі винятки, усе ще вважається, що директиви не створюють прямих прав між приватними особами.

Незважаючи на те, що Договори та Регламенти матимуть пряму дію (якщо вони будуть чіткими, безумовними та негайними), Директиви зазвичай не дають громадянам (на відміну від держави-члена) права подавати до суду на інших громадян. Теоретично це тому, що стаття 288 ДФЄС говорить, що Директиви адресовані державам-членам і зазвичай «залишають національним органам влади вибір форми та методів» для виконання. Частково це відображає те, що директиви часто створюють мінімальні стандарти, залишаючи державам-членам застосовувати вищі стандарти. Наприклад, Директива про робочий час вимагає, щоб кожен працівник мав принаймні 4 тижні оплачуваної відпустки щороку, але більшість держав-членів вимагають більше 28 днів у національному законодавстві. Однак, згідно з поточною позицією, прийнятою Судом Справедливости, громадяни мають право подавати претензії на основі національних законів, які імплементують Директиви, а не самих Директив. Директиви не мають так званої «горизонтальної» прямої дії (тобто між недержавними сторонами). Ця точка зору миттєво викликала суперечки, і на початку 1990-х років три генеральні адвокати переконливо стверджували, що директиви мають створювати права та обов'язки для всіх громадян Європейського Союзу. Суд відмовив, але є п'ять великих винятків.
По-перше, якщо кінцевий термін імплементації Директиви не дотримується, держава-член не може забезпечити дотримання суперечливих нормативно-правових актів, і громадянин може посилатися на Директиву в таких випадках (так звана «вертикальна» пряма дія). Отже, у справі прокурор проти Ратті через те, що італійський уряд не виконав Директиву 73/173/EEC щодо пакування та маркування розчинників до встановленого терміну, йому було скасовано застосування суперечливого національного закону від 1963 року щодо розчинників та лакового бізнесу пана Ратті. Держава-член не може «покладатися проти окремих осіб на власну невиконання зобов'язань, які передбачає Директива». По-друге, громадянин або компанія також може посилатися на Директиву як захист у суперечці з іншим громадянином або компанією (не лише державним органом), які намагаються забезпечити дотримання національного законодавства, яке суперечить Директиві. Так, у справі «CIA Security International SA проти Signalson SA та Securitel SPRL» Суд постановив, що компанія під назвою CIA Security може захистити себе від звинувачень конкурентів у тому, що вона не дотримувалася бельгійського указу від 1991 року про системи сигналізації, на підставі того, що вона не була надіслано до відома комісії як вимогу Директиви. По-третє, якщо Директива виражає «загальний принцип» законодавства ЄС, на неї можна посилатися між приватними недержавними сторонами до кінцевого терміну імплементації. Це випливає з рішення «Кучукдівчі проти Swedex GmbH & Co KG», де § 622 Німецького цивільного уложення стверджує, що роки роботи людей віком до 25 років не будуть зараховуватися до збільшення обов'язкового попередження перед звільненням. Пані Кучукдівчі працювала 10 років, у віці від 18 до 28, у Swedex GmbH & Co KG до свого звільнення. Вона стверджувала, що нормативно-правовий акт, який не враховує її стаж до 25 років, є незаконною дискримінацією за віком відповідно до Рамкової директиви про рівність у сфері зайнятости. Суд постановив, що вона може послатися на Директиву, оскільки рівність також є загальним принципом права ЄС. По-четверте, якщо відповідач є еманацією держави, навіть якщо не центрального уряду, він все одно може бути зв'язаний Директивами. У справі «Фостер проти British Gas plc» Суд постановив, що пані Фостер мала право подати позов про дискримінацію за статтю проти свого роботодавця British Gas plc, у зв'язку з чим жінки виходили на пенсію у 60 років, а чоловіки — у 65, якщо (1) це було зроблено відповідно до державного заходу, (2) компанія надавала громадські послуги, і (3) мала особливі повноваження. Це також може бути законно, якщо підприємство приватизоване, оскільки воно належало водопровідній компанії, яка відповідала за базове водопостачання.
По-п'яте, національні суди зобов'язані тлумачити національне законодавство «наскільки це можливо у світлі формулювання та мети директиви». Підручники (хоча не сам Суд) часто називали це «випадковою дією». У справі «Marleasing SA проти La Comercial Internacional de Alimentacion SA» Суд постановив, що суд Іспанії мав тлумачити загальні положення Цивільного кодексу щодо контрактів, які не мають підстав або обманюють кредиторів, відповідно до статті 11 Першої директиви про корпоративне право, згідно з якою необхідні інкорпорації будуть анульовані лише за фіксований перелік причин. Суд швидко визнав, що обов'язок тлумачення не може суперечити простим словам національного закону. Але, якщо держава-член не змогла імплементувати Директиву, громадянин може не мати можливості подати претензії проти інших недержавних сторін. Замість цього він повинен судитися з самою державою-членом за невиконання нормативно-правового акту ЄС. Підсумовуючи, позиція Суду щодо прямого впливу означає, що уряди та платники податків повинні нести витрати приватних сторін, переважно корпорацій, за відмову дотримуватися нормативно-правових актів ЄС.

### Засоби правового захисту
Судові спори часто починаються і вирішуються судами країн-членів Європейського Союзу. Вони тлумачать і застосовують законодавство ЄС і присуджують засоби правового захисту у вигляді відшкодування збитків та реституції (відшкодування збитків або позбавлення прибутку), судові заборони та присудження до виконання зобов'язання (примушення когось припинити або зробити щось). Проте, якщо позиція в законодавстві ЄС виглядає нечіткою, суди держав-членів можуть передавати питання до Суду для винесення «преюдиційного запиту» щодо правильного тлумачення права ЄС. Стаття 267 ДФЄС говорить, що суд «може» передати справу, «якщо він вважає» це «необхідним для того, щоб він міг винести рішення», і «повинен передати справу до Суду Справедливости», якщо немає можливості для подальшого оскарження та правового захисту. Будь-який «суд або трибунал держави-члена» може посилатися на це. У справі «Ваассен проти Гірничодобувної компанії Фонду державної служби» Суд Справедливости постановив, що третейський суд з питань пенсії шахтаря може зробити преюдиційний запит. І навпаки, у справі «Майлз проти європейських шкіл» Суд Справедливости постановив, що Рада з розгляду скарг європейських шкіл, створена відповідно до міжнародної угоди, Конвенції європейських шкіл, не може робити преюдиційний запит, оскільки, хоча вона і є судом, вона не є «державою-членом» (хоча всі держави-члени підписали цю конвенцію).

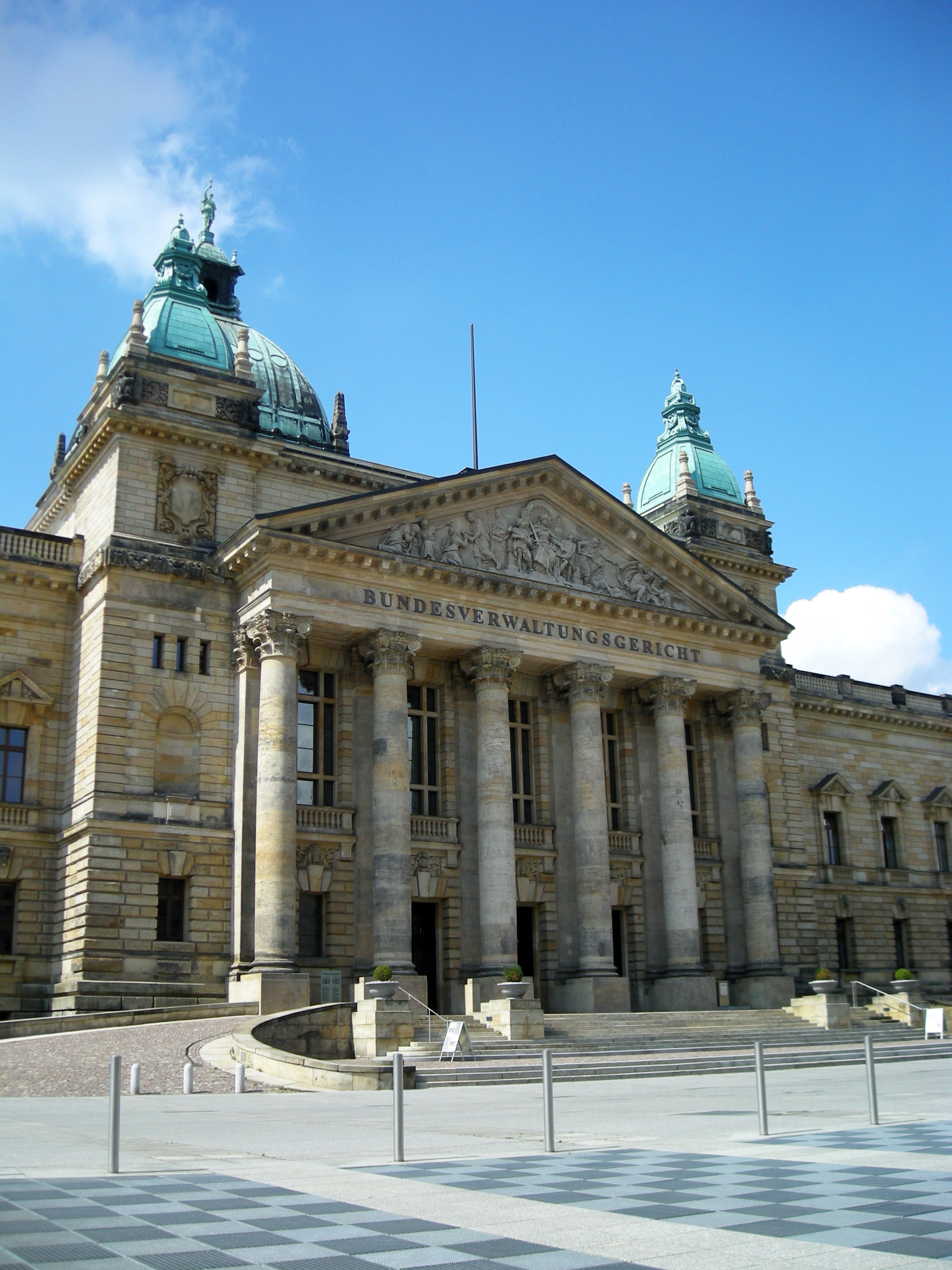
Суди в країнах ЄС, як-от Федеральний адміністративний суд Німеччини, можуть у будь-який час передавати питання тлумачення до Суду Справедливости. Деякі країни-члени діють у цьому більш активно, ніж інші.

З іншого боку, суди та трибунали теоретично зобов'язані направляти преюдиційні запити. У Сполученому Королівстві, наприклад, лорд Деннінґ вважав за доцільне передавати справу, якщо результат справи залежав від правильної відповіді, а Правила цивільного судочинства давали право Високому суду Англії та Вельсу передавати справу на будь-якій стадії провадження. Погляд Суду Справедливости в провідній справі «Srl CILFIT проти Міністерства охорони здоров’я» полягає в тому, що національний суд не має обов'язку робити преюдиційний запит, якщо закон є acte clair (чітким правилом) або «настільки очевидним, що не залишає можливости для будь-яких обґрунтованих сумнівів щодо способу вирішення порушеного питання». У справі «Кенні Роланда Лікескоґа» Суд Справедливости постановив, що обов'язок звернення існував для Апеляційного суду Швеції, hovrätt, оскільки Верховний суд Швеції (Högsta domstol) мав надати дозвіл на продовження апеляцій. Практична складність полягає в тому, що судді розходяться в поглядах на те, чи є закон чітким чи ні. У важливій справі «Рада округа Три-Ріверс проти Голови Банку Англії», Палата лордів Сполученого Королівства була впевнена, що відповідно до Першої банківської директиви було зрозуміло, що вкладники не мали прямих прав подавати позов до Банку Англії за передбачувану неспроможність подати преюдиційний запит. Їх світлості підкреслили, що, хоча певна невизначеність може існувати, вартість затримки у створенні посилання переважує переваги повної впевнености. На противагу цьому, у справі «Cavendish Square Holding BV проти Talal El Makdessi», більшість Верховного Суду, очевидно, вважала за спроможне оголосити, що закон згідно з Директивою про несправедливі умови споживчих договорів є acte clair, і відмовитися від преюдиційного запиту, навіть незважаючи на те, що лорд старшого юридичного рівня висловив аргументовану незгоду з цим рішенням. Однак, окрім небажання подавати преюдиційний запит, серед вищих суддів держав-членів виріс загальний скептицизм щодо методу міркування, який використовує Суд Справедливости. Верховний суд Сполученого Королівства у справі «R (HS2 Action Alliance Ltd) проти державного секретаря з питань транспорту» присвятив значну частину свого рішення критиці непередбачуваного, на його думку, «телеологічного» способу аргументації Суду Справедливости, який може знизити довіру до підтримання діалогу в рамках плюралістичної та транснаціональної судової системи. Він додав, що не може тлумачити Закон про Європейські Спільноти 1972 року в бік звуження основних принципів і розуміння конституційного функціонування — фактично маючи на увазі, що він може відмовитися виконувати необґрунтовані рішення Суду Справедливости з важливих питань. Аналогічно, Федеральний конституційний суд Німеччини у справі про прямі грошові операції подав преюдиційний запит про те, чи був незаконним план Європейського центрального банку купувати грецькі та інші державні облігації на вторинних ринках, незважаючи на заборону Договору купувати їх напряму. Вкрай незвично, що двоє найстарших суддів не погодилися з тим, що план ЄЦБ може бути законним, у той час як більшість чітко орієнтувалася на відповідний спосіб аргументації Суду ЄС.
У разі надходження скарг Суд Справедливости виносить попереднє рішення, щоб суд держави-члена міг завершити розгляд справи та призначити засіб правового захисту. Право на ефективний засіб правового захисту є загальним принципом права ЄС, закріпленим у статті 47 Хартії основних прав Європейського Союзу. У більшості випадків Регламенти та Директиви встановлюють відповідні засоби правового захисту, які мають бути надані, або вони тлумачаться на основі законодавства відповідно до практики держави-члена. Також може статися так, що уряд несе відповідальність за невиконання належним чином Директиви чи Регламенту, і тому має відшкодувати збитки. У справі «Франкович проти Італії» італійський уряд не створив страховий фонд для працівників, які могли б вимагати невиплаченої заробітної плати, якщо їхні роботодавці стали банкрутами, як того вимагає Директива про захист працівників у разі неплатоспроможности їхнього роботодавця. Франковичу, колишньому співробітнику збанкрутілої венеціанської фірми, було дозволено вимагати від італійського уряду 6 мільйонів лір як відшкодування збитків. Суд постановив, що якщо Директива надає особам права, які можна ідентифікувати, і існує причинно-наслідковий зв'язок між порушенням ЄС державою-членом і втратою позивача, збитки повинні бути виплачені. Той факт, що несумісний закон є актом парламенту, не є аргументом на захист. У справі «R (Factortame Ltd) проти державного секретаря транспорту» було нерелевантним те, що парламент законодавчо вимагав квоти британського володіння рибальськими суднами в первинному законодавстві. Подібним чином у справі «Brasserie du Pêcheur проти Німеччини» уряд Німеччини був зобов'язаний перед французькою пивною компанією за збитки від заборони її імпорту, який не відповідав Райнгайтсґеботу. Необхідно було лише, щоб (1) існувало правило, призначене для надання прав, (2) порушення було достатньо серйозним, і (3) існував причинно-наслідковий зв'язок між порушенням і шкодою. Суд Справедливости порадив вважати порушення «достатньо серйозним», зваживши низку факторів, зокрема, чи було воно добровільним, чи тривалим. У справі «Коблер проти Республіки Австрія» Суд Справедливости додав, що відповідальність держави-члена також може випливати з суддів, які не виконують належним чином закон. З іншого боку, інституції ЄС, такі як Комісія, можуть нести відповідальність за тими самими принципами за недотримання закону. Єдиною інституцією, рішення якої, як видається, не можуть бути підставою для позову про відшкодування збитків, є сам Суд Справедливости.

### Судовий нагляд
Крім преюдиційних запитів щодо правильного тлумачення права ЄС, важливою функцією Суду є судовий наглядів актів самого ЄС. Відповідно до статті 263(1) Договору про функціонування Європейського Союзу Суд може переглядати законність будь-якого законодавчого акту ЄС або іншого «акту», який суперечить Договорам або загальним принципам, таким як ті, що містяться в Хартії основних прав ЄС. Тобто законодавство та більшість інших актів, які мають правові наслідки для громадян ЄС. Наприклад, у справі «Публічне акціонерне товариство Cimenteries CBR Cementsbedrijven NV проти Комісії», Комісія прийняла рішення відкликати гарантії нідерландської цементної компанії щодо того, що вона буде звільнена від штрафів законодавства про конкуренцію за вертикальні угоди. Цементна компанія оскаржила це рішення, і Комісія стверджувала, що це насправді не був «акт», і тому не може бути оскаржене. Суд постановив, що оскарження можна було зробити, і це було актом, оскільки він «позбавив [цементну компанію] переваг правової ситуації… і піддав її серйозному фінансовому ризику». Подібним чином у справі Deutsche Post проти Комісії, Комісія вимагала надати інформацію про державну допомогу, надану Німеччиною Deutsche Post протягом 20 днів. Коли обидва оскаржили це, Комісія стверджувала, що вимога інформації не може бути актом, оскільки не було санкцій. Суд не погодився з цим і провів судовий нагляд, оскільки запит мав «обов'язкові юридичні наслідки», оскільки надану інформацію чи ні можна було використовувати як доказ у остаточному рішенні. Відтак, у справі «IBM проти Комісії» Суд Справедливости постановив, що лист від комісії до IBM про подання до суду на IBM за зловживання домінуючим становищем усупереч конкуренції не був актом, який підлягає перегляду, а лише попередньою заявою про намір діяти. У будь-якому випадку, якщо акт інституції ЄС, що підлягає перегляду, буде визнано несумісним із законом відповідно до статті 264, він буде оголошений недійсним.

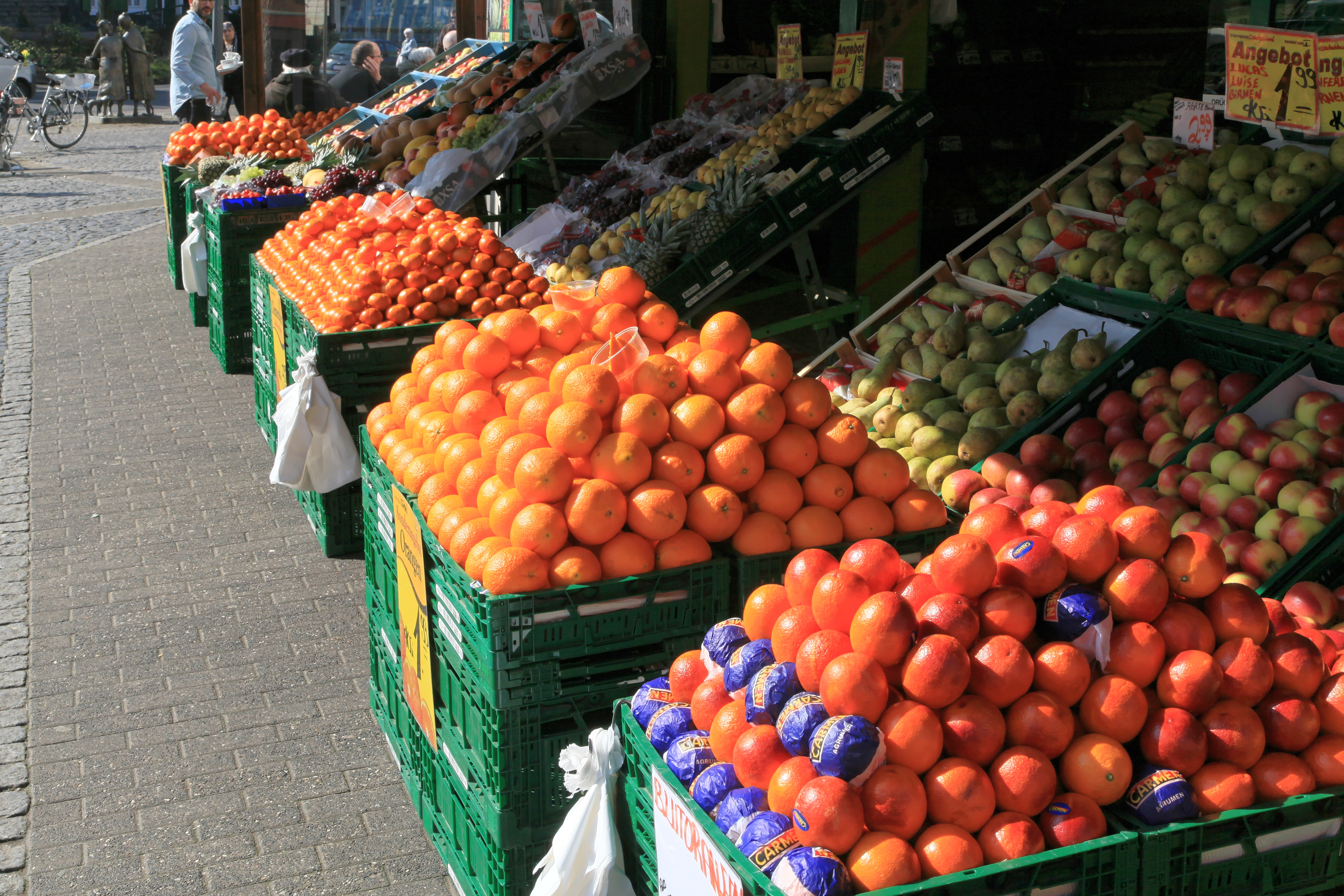
У справі «Плауманн і Ко проти Комісії» вимагалося, щоб позивачі були індивідуально та безпосередньо зачеплені законом ЄС, щоб вимагати судового нагляду. Недостатньо було просто зазнати негативного впливу від підвищення мита на клементини.

Проте лише обмежена кількість осіб може подати позови до суду. Згідно зі статтею 263(2) ДФЄС держава-член, парламент, рада чи комісія мають автоматичне право вимагати судового нагляду. Але згідно зі статтею 263(4) «фізична або юридична особа» повинна мати «пряме та індивідуальне занепокоєння» щодо регуляторного акта. «Пряме» занепокоєння означає, що на когось впливає акт ЄС без «втручання автономної волі між рішенням та його наслідками», наприклад, з боку національного органу влади. У справі «Піраїки-Патраїки проти Комісії» група грецьких текстильних підприємств, які експортували вироби з бавовни до Франції, оскаржила рішення Комісії, яке дозволило Франції обмежити експорт. Комісія стверджувала, що експортерів це безпосередньо не стосується, оскільки Франція може вирішити не обмежувати експорт, але Суд визнав таку можливість «повністю теоретичною». На противагу цьому у справі «Комуна Діфферданж проти Комісії», муніципалітет хотів оскаржити рішення Комісії про допомогу металургійним компаніям, які скоротили виробництво: це, ймовірно, зменшить збір податків. Але Суд Справедливости постановив, що оскільки Люксембург мав дискреційні повноваження, а його рішення про скорочення потужностей не було неминучим, муніципалітет не мав «прямого» стосунку (його скарга була натомість до уряду Люксембургу). «Індивідуальне занепокоєння» вимагає, щоб хтось постраждав конкретно, а не як член групи. У справі «Плауманн і Ко проти Комісії» Суд Справедливости постановив, що імпортер клементину не був особисто зацікавлений, коли Комісія відмовила Німеччині у дозволі припинити імпортне митне мито. Через це пану Плауманну було дорожче імпортувати клементини, але це було так само дорого для всіх інших. Це рішення суттєво обмежувало коло осіб, які могли вимагати судового перегляду. У справі «Спілки дрібних фермерів» генеральний адвокат Джейкобс пропонує ширший критерій, який дозволяє будь-кому подавати позов, якщо мав місце «суттєвий негативний вплив» на інтереси позивача. У цій справі група іспанських виробників оливкової олії оскаржила постанову Ради № 1638/98, яка скасувала субсидії. Оскільки Регламент не імплементований у національне законодавство, але має пряму дію, вони стверджували, що вимога про індивідуальну зацікавленість позбавляє їх ефективного судового захисту. Суд Справедливости постановив, що тут пряма дія не передбачається: держави-члени повинні внести зміни до установчих договорів. Однак, згідно зі статтею 263(4), індивідуальне занепокоєння не є потрібним, якщо акт не є законодавством, а лише «нормативним актом». У справі «Інуїт Тапіріт Канатам проти Парламенту та Ради» Суд Справедливости підтвердив, що Регламент не вважається «нормативним актом» у розумінні Договору: він призначений лише для актів меншої важливості. У цій справі канадська група, що представляє інуїтів, хотіла оскаржити Регламент про продукцію з тюленів, але їй не дозволили. Вони повинні мати безпосереднє, так і індивідуальне занепокоєння в цій справі, як зазвичай. Таким чином, без зміни установчих договорів ЄС адміністративне право залишається одним із найбільш обмежувальних у Європейському Союзі.

### Права та принципи людини
Хоча доступ до судового нагляду обмежено для звичайних питань права, Суд Справедливости поступово виробив більш відкритий підхід до захисту прав людини. Права людини також стали важливими для правильного тлумачення та побудови всього права ЄС. Якщо є два або більше вірогідних тлумачень правила, слід вибрати те, яке найбільше відповідає правам людини. Згідно з Лісабонським договором 2007 року права лежать в основі компетенції Суду Справедливости і вимагають приєднання ЄС до Європейської конвенції з прав людини, під наглядом зовнішнього Страсбурзького суду. Спочатку, відображаючи примітивну економічну природу, договори не згадували про права. Однак у 1969 році, особливо після занепокоєння Німеччини, Суд Справедливости оголосив у справі «Штаудер проти міста Ульм», що «фундаментальні права людини» були «закріплені в загальних принципах права Співтовариства». Це означало, що пан Штаудер, який отримував субсидоване масло за схемою соціальної допомоги ЄС, лише показавши купон із своїм іменем та адресою, мав право стверджувати, що це порушує його гідність: він мав право не проходити через приниження, доводячи свою ідентичність, щоб отримати їжу. Хоча ці «загальні принципи» не були записані в законодавстві ЄС, а суд просто проголосив їх існування, це узгоджується з філософською точкою зору більшості, що правила «чорної літери», або позитивне право, обов'язково існують з причин, яких прагне суспільство, що їх створило: вони породжують принципи, які визначають мету закону. Крім того, Суд Справедливости пояснив, що визнання ним прав було «надихнуто» власними «конституційними традиціями» держав-членів і міжнародними договорами. До них належать права, які містяться в конституціях держав-членів, біллях про права, основоположних актах парламенту, визначних судових справах, Європейській конвенції з прав людини, Європейській соціальній хартії 1961 року, Загальній декларації прав людини 1948 року або Конвенції Міжнародної організації праці. Сам ЄС повинен приєднатися до ЄКПЛ, хоча у Висновку 2/13 Суд Справедливости відклав це через потенційні труднощі у збереженні належного балансу компетенцій.

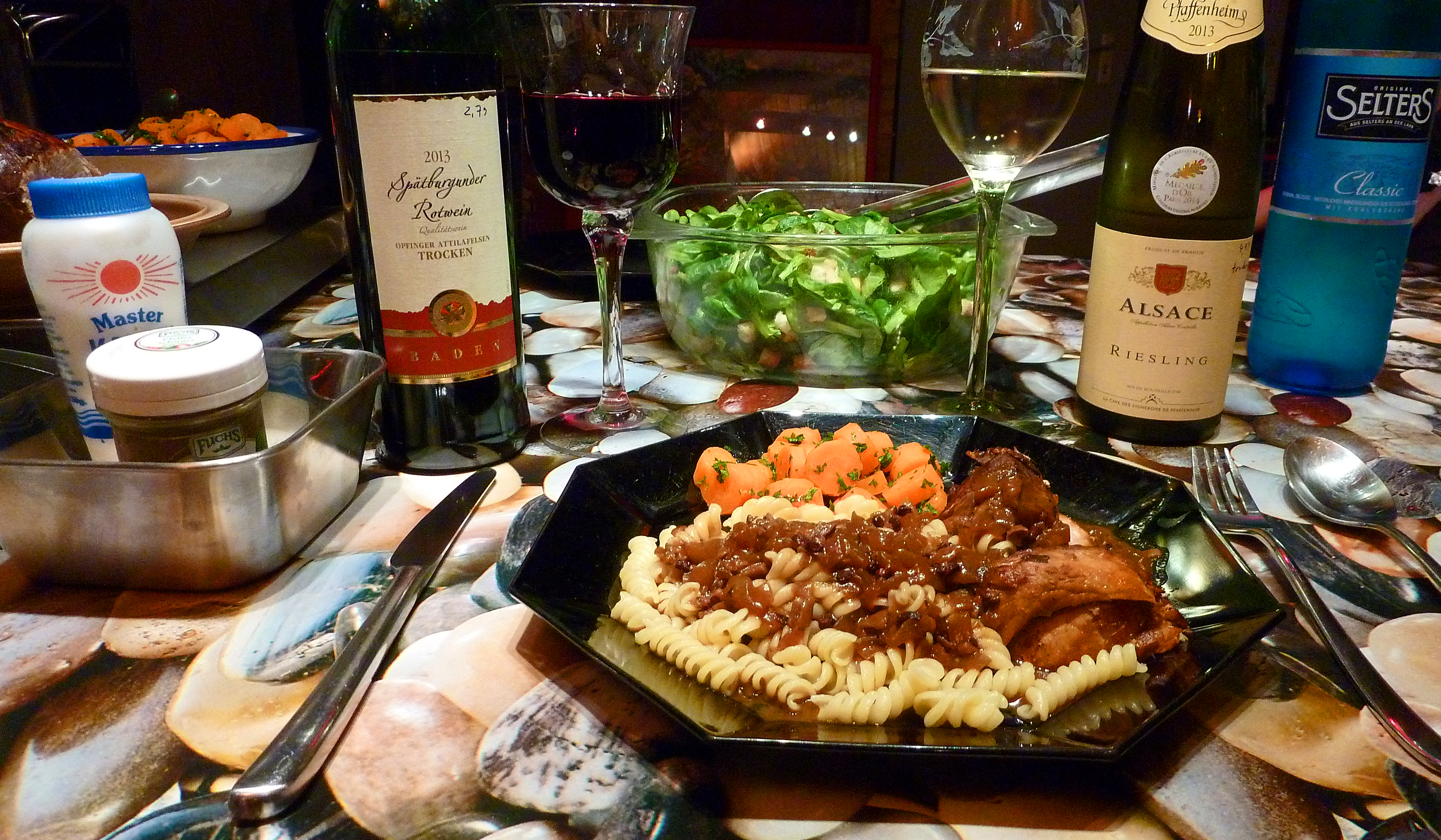
У справі ' винороби хотіли продавати своє вино як «легко засвоюване», але регулятори харчових продуктів вважали, що це введе споживачів в оману. Суд Справедливости застосував право на здоров'я з Хартії, щоб підтримати якісне інформування споживачів.

Багато з найважливіших прав були кодифіковані в Хартії основних прав Європейського Союзу в 2000 році. Хоча Сполучене Королівство відмовилося від прямого застосування Хартії, це не мала практичного значення, оскільки Хартія лише відображає існуючі принципи, а Суд Справедливости використовує Хартію для тлумачення всього права ЄС. Наприклад, у справі «Бельгійська асоціація споживачів Test-Achats ASBL проти Ради Міністрів» Суд Справедливости постановив, що стаття 5(2) Директиви про рівне ставлення до товарів і послуг, мала на меті дозволити відступ від рівного ставлення, щоб чоловіки та жінки платили різні тарифи на автострахування, була незаконною. Він суперечив принципу рівності в статтях 21 і 23 ХОПЄС і мав бути визнаний неефективним після перехідного періоду. І навпаки, у справі «Deutsches Weintor eG проти землі Рейнланд-Пфальц» виробники вина стверджували, що вказівка державного регулятора харчових продуктів (діючи відповідно до законодавства ЄС) припинити рекламувати їхні бренди як «легко засвоювані» (bekömmlich), адже це суперечить їхньому праву на професійну та свобода підприємницької діяльності відповідно до статей 15 і 16 ХОПЄС. Суд постановив, що право споживачів на здоров'я, передбачене статтею 35, також має бути враховане, і йому слід надавати більшої ваги, особливо з огляду на вплив алкоголю на здоров'я. Деякі права в Хартії, однак, не виражені з достатньою ясністю, щоб вважатися прямо зобов'язуючими. У справі «Асоціація соціального посередництва проти Місцевого об'єднання профспілок вугільної промисловості» французька профспілка стверджувала, що французький трудовий кодекс не повинен виключати тимчасових працівників із права створювати робочу раду, яку організація-рободавець повинна інформувати та консультуватися. Вони сказали, що це суперечить Директиві про інформування та консультування працівників, а також статті 27 ХОПЄС. Суд погодився, що Трудовий кодекс Франції несумісний з Директивою, але постановив, що стаття 27 виражена надто загально, щоб створити прямі права. З цієї точки зору, законодавство було необхідне, щоб зробити абстрактні принципи прав людини конкретними та такими, що мають правову силу.
Окрім прав людини, Суд Справедливости визнав ще щонайменше п'ять «загальних принципів» права ЄС. Категорії загальних принципів не є вичерпними і можуть розвиватися відповідно до соціальних очікувань людей, що живуть у Європі.
1. Юридична визначеність вимагає, щоб судові рішення були перспективними, відкритими та чіткими.
2. Прийняття рішень має бути «пропорційним» законній меті при перегляді будь-якого дискреційного акту уряду або владного органу, наприклад, якщо уряд бажає змінити трудове законодавство у нейтральний спосіб, але це може мати непропорційний негативний вплив на жінок, а не на чоловіків, уряд повинен продемонструвати законну мету, а також те, що його заходи є (1) відповідними або придатними для її досягнення, (2) роблять не більше, ніж необхідно, і (3) розумно балансують між конфліктуючими правами різних сторін.[173]
3. Рівність розглядається як фундаментальний принцип: це особливо важливо для трудових прав, політичних прав і доступу до державних чи приватних послуг.[174]
4. Право на справедливий розгляд.
5. Професійна таємниця між юристами та клієнтами.

## Вільне пересування і торгівля

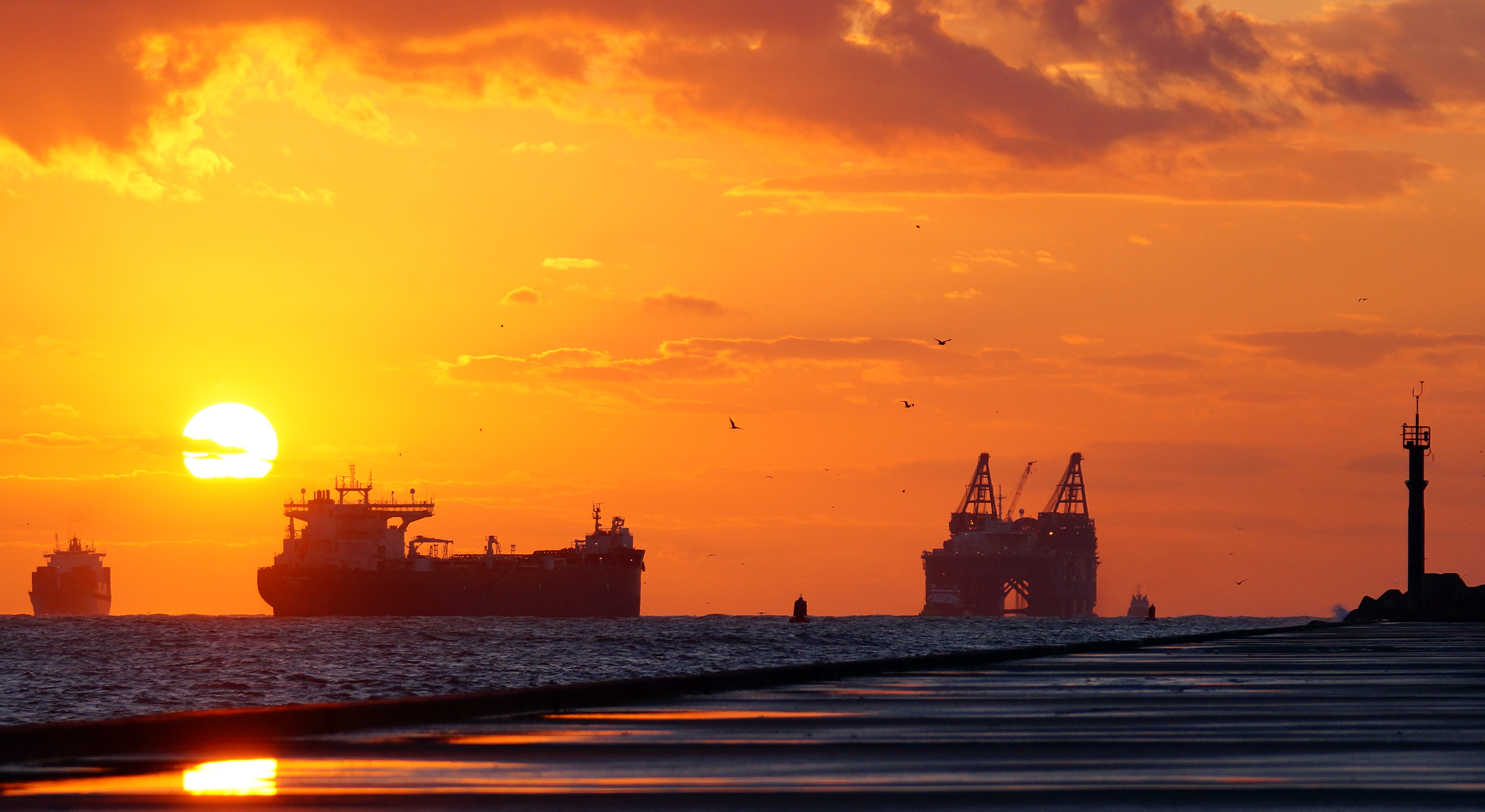
Внутрішній ринок ЄС для торгівлі експортом, як і той, що проходить через його найбільший порт Роттердам, становить понад €2,840 мільярдів.

Хоча концепція «соціальної ринкової економіки» була введена в законодавство ЄС лише Лісабонським договором 2007 року, вільне пересування та торгівля були центральними для європейського розвитку з Римського договору 1957 року. Стандартна теорія порівняльних переваг говорить, що обидві країни можуть отримати вигоду від торгівлі, навіть якщо одна з них має менш продуктивну економіку в усіх відношеннях. Подібно до Північноамериканської асоціації вільної торгівлі або Світової організації торгівлі, законодавство ЄС усуває бар'єри для торгівлі, створюючи права на вільний рух товарів, послуг, ручної праці та капіталу. Це має на меті знизити споживчі ціни та підвищити рівень життя. Ранні теоретики стверджували, що зона вільної торгівлі поступиться місцем митному союзу, який призвів до спільного ринку, потім валютному союзу, потім монетарного та фіскального союзів, і врешті-решт повної політичної унії, характерної для федеральної держави. Але в Європі ці етапи були змішаними, і незрозуміло, чи повинен «ендшпіль» бути таким самим, як держава. Вільна торгівля без прав на забезпечення справедливої торгівлі може принести користь деяким групам усередині держави (особливо великому бізнесу) більше, ніж іншим, і поставити в невигідне становище людей, яким бракує переговорної сили на ринку, що розширюється, зокрема робітників, споживачів, малий бізнес, галузі, що розвиваються, та громади. З цієї причини Європейський Союз став «не просто економічним об'єднанням», а створив обов'язкові соціальні права для людей, які «забезпечують соціальний прогрес і прагнуть до постійного покращення умов життя та праці для європейців». Статті 28-37 Договору про функціонування Європейського Союзу встановлюють принцип вільного руху товарів у ЄС, тоді як статті 45-66 вимагають вільного руху осіб, послуг і капіталу. Вважалося, що цим «чотирьом свободам» пригнічують фізичні бар'єри (наприклад, митниця), технічні бар'єри (наприклад, різні закони про безпеку, споживчі та екологічні стандарти) та фіскальні бар'єри (наприклад, різні ставки податку на додану вартість). Вільний рух і торгівля не є дозволом на необмежену комерційну вигоду. Договори та Суд Справедливости все частіше прагнуть гарантувати, що вільна торгівля служить таким вищим цінностям, як громадське здоров'я, захист споживачів, права працівників, чесна конкуренція та покращення навколишнього середовища.

### Комерційне право
Вільний рух товарів у межах Європейського Союзу забезпечується митним союзом та принципом недискримінації. ЄС керує імпортом з країн, що не є членами ЄС, мита між державами-членами заборонені, а імпорт вільно обертається. Крім того, згідно зі статтею 34 Договору про функціонування Європейського Союзу «кількісні обмеження імпорту та всі заходи, що мають еквівалентний ефект, забороняються між державами-членами». У справі «Прокурор Королівства проти Бенуа та Ґюстава Дассонвіля» Суд Справедливости постановив, що це правило означає, що всі «правила торгівлі», які «встановлюються державами-членами», які можуть перешкоджати торгівлі «прямо чи опосередковано, фактично чи потенційно», підпадають під дію статті 34. Це означало, що бельгійський закон, який вимагає від імпортованого шотландського віскі мати сертифікат походження, навряд чи буде законним. Це дискримінувало паралельних імпортерів, таких як пан Дассонвіль, який не міг отримати сертифікати від влади у Франції, де вони купували щотландське віскі. Цей «широкий тест» для визначення того, що потенційно може бути незаконним обмеженням торгівлі, однаково застосовується до дій квазіурядових органів, таких як колишня компанія «Купуй ірландське», в якій були призначені урядовці. Це також означає, що держави можуть нести відповідальність за приватних суб'єктів. Наприклад, у справі «Комісія проти Франції» французькі фермери постійно саботували поставки іспанської полуниці і навіть імпорт бельгійських томатів. Франція несла відповідальність за ці перешкоди в торгівлі, оскільки влада «явно і наполегливо утримувалася» від запобігання саботажу.

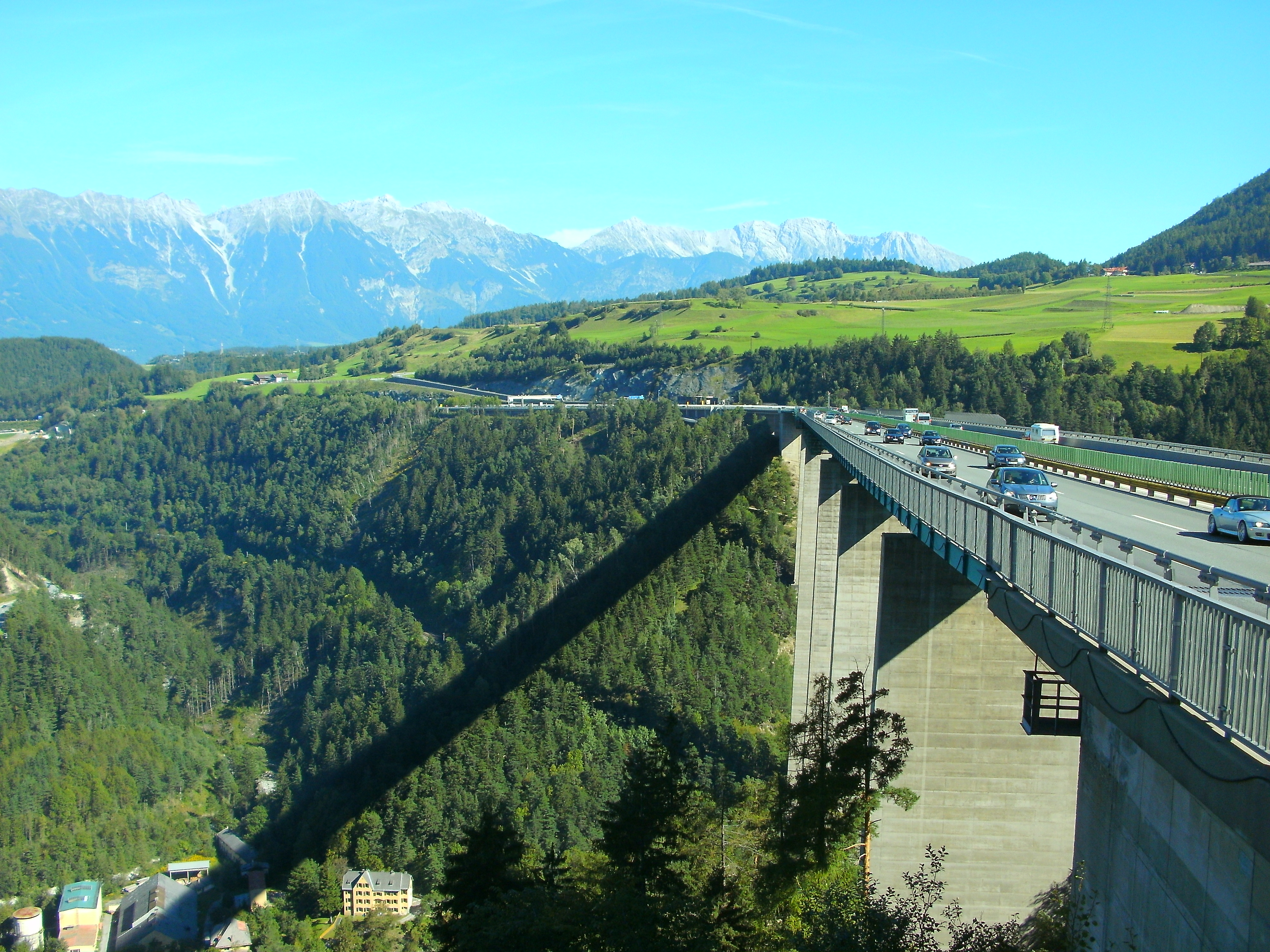
У справі «» протести заблокували вантажівки для товарів через австрійські Альпи на. Суд Справедливости визнав, що основні права мають пріоритет над вільною торгівлею.

Загалом кажучи, якщо держава-член має закони чи практику, які прямо порушують правила імпорту (або експорт відповідно до статті 35 ДФЄС), тоді це має бути виправдано відповідно до статті 36. Виправдання включають суспільну мораль, політику чи безпеку, «захист здоров'я та життя людей, тварин або рослин», «національні скарби» «мистецької, історичної чи археологічної цінності» та «промислову та комерційну власність». Крім того, хоча це не чітко перераховано, захист навколишнього середовища може виправдати обмеження торгівлі як головну вимогу, що випливає зі статті 11 ДФЄС. У більш загальному плані все більше визнається, що фундаментальні права людини повинні мати пріоритет над усіма правилами торгівлі. Так, у справі «Шмідберґер проти Австрії» Суд Справедливости постановив, що Австрія не порушила статтю 34, не заборонивши акцію протесту, яка заблокувала інтенсивний рух по автобану Бреннер A13 на шляху до Італії. Незважаючи на те, що багатьом компаніям, у тому числі німецькому підприємству пана Шмідберґера, було заборонено здійснювати торгівлю, Суд Справедливости вирішив, що свобода об'єднань є одним із «фундаментальних стовпів демократичного суспільства», з яким має бути збалансований вільний рух товарів і, ймовірно, він має підпорядкований характер. Якщо держава-член апелює до обґрунтування статті 36, заходи, які вона вживає, повинні застосовуватися пропорційно. Це означає, що правило має переслідувати законну мету і (1) бути пропорційним для досягнення цієї мети, (2) бути необхідним, щоб менш обмежувальний захід не міг досягти того ж результату, і (3) бути розумним у збалансуванні інтересів вільної торгівлі з інтересами, передбаченими статтею 36.
Часто правила нейтрально застосовуються до всіх товарів, але можуть мати більший практичний вплив на імпорт, ніж на вітчизняні товари. Для таких «непрямих» дискримінаційних (або «нечітко застосовних») заходів Суд Справедливости розробив більше обґрунтувань: або тих, що містяться в статті 36, або додаткових «обов'язкових» або «переважних» вимог, таких як захист споживачів, покращення стандартів праці, захист навколишнього середовища, різноманітність преси, справедливість у торгівлі та багато іншого. У згаданій справі «Rewe-Zentral VS Bundesmonopolverwaltung für Branntwein» Суд Справедливости встановив, що німецький закон, який вимагає, щоб усі спиртні напої та лікери (не лише імпортовані) мали мінімальний вміст алкоголю 25 відсотків, суперечить статті 34 ДФЄС, оскільки це мало більший негативний вплив на імпорт. Німецькі лікери мали понад 25 відсотків алкоголю, але Cassis de Dijon, який Rewe-Zentrale AG хотіла імпортувати з Франції, мав лише 15-20 відсотків алкоголю. Суд Справедливости відхилив аргументи уряду Німеччини про те, що цей захід пропорційно захищав громадське здоров'я згідно зі статтею 36 ДФЄС, оскільки були доступні міцніші напої та відповідного маркування було б достатньо, щоб споживачі могли зрозуміти, що вони купують. Це правило в першу чергу стосується вимог щодо вмісту або упаковки товару. У справі «Walter Rau Food Works проти De Smedt PVBA» Суд Справедливости визнав, що бельгійський закон, який вимагає, щоб увесь маргарин був у упаковках у формі куба, порушує статтю 34 і не виправдовується прагненням до захисту споживачів. Аргумент про те, що бельгійці вважали б, що це масло, якби воно не було у формі куба, був непропорційним: це «значно перевищувало б вимоги об'єкта розгляду», а маркування захищало б споживачів «так само ефективно».
У справі 2003 року «Комісія проти Італії» італійське законодавство вимагало, щоб какао-продукти, які включали інші рослинні жири, не могли позначатися як «шоколад». Це мав бути «замінник шоколаду». Весь італійський шоколад виготовлявся тільки з какао-масла, але британські, данські та ірландські виробники використовували інші рослинні жири. Вони стверджували, що закон порушує статтю 34 ДФЄС. Суд Справедливости постановив, що низький вміст рослинного жиру не виправдовує етикетку «замінник шоколаду». Це було принизливо в очах споживачів. «Нейтральної та об'єктивної заяви» було достатньо, щоб захистити споживачів. Якщо країни-члени створюють значні перешкоди для використання продукту, це також може порушувати статтю 34. Так, у справі 2009 року «Комісія проти Італії» Суд Справедливости постановив, що італійський закон, який забороняв мотоцикли чи мопеди з причепами, порушує статтю 34. Знову ж таки, закон нейтрально застосовувався до всіх, але непропорційно торкався імпортерів, оскільки італійські компанії не виготовляли причепів. Це не було вимогою до продукту, але Суд Справедливости зазначив, що заборона стримає людей від його покупки: це матиме «значний вплив на поведінку споживачів», що «впливає на доступ цього продукту на ринок».

У 2002 році запропонований Ремом Кулгасом прапор Європи зі штрих-кодом викликав обурення, оскільки символізував, що ЄС стає не більш ніж ринковою економікою для нескінченного конкурентного споживання, позбавленого соціальних цінностей і прав. Його не прийняли.

На відміну від вимог до продукції або інших законів, які перешкоджають доступу до ринку, Суд Справедливости розробив презумпцію, що «домовленості про продаж» не підпадають під дію статті 34 ДФЄС, якщо вони застосовуються однаково до всіх продавців і фактично впливають на них однаковим чином. У справі «Кек і Мітуард» два імпортери стверджували, що їх переслідування згідно з французьким законом про конкуренцію, яке забороняло їм продавати біттер Picon за оптовою ціною. Мета закону полягала в тому, щоб запобігти різкій конкуренції, а не перешкоджати торгівлі. Суд Справедливости постановив, що оскільки «законодавчо і фактично» це однаково застосовна «продажна домовленість» (а не щось, що змінює вміст продукту), це не підпадає під дію статті 34, а отже, не потребує судового захисту. Можна вважати, що домовленості про продаж мають нерівний ефект «фактично», особливо якщо трейдери з іншої держави-члена прагнуть проникнути на ринок, але існують обмеження щодо реклами та маркетингу. У справі «Омбудсмен у справах споживачів проти Де Аґостіні» Суд Справедливости переглянув шведські заборони на рекламу для дітей віком до 12 років та оманливу рекламу засобів догляду за шкірою. Хоча заборони залишаються (виправдані відповідно до статті 36 або як обов'язкова вимога), Суд Справедливости підкреслив, що повна заборона маркетингу може бути непропорційною, якби реклама була «єдиною ефективною формою просування, що дозволяє [торговцю] проникнути» на ринок. У справі «Омбудсмен у справах споживачів проти Gourmet AB» Суд припустив, що повна заборона реклами алкоголю на радіо, телебаченні та в журналах може підпадати під дію статті 34, де реклама є єдиним способом для продавців подолати «традиційну соціальну практику» споживачів і місцеву звички та звичаї, щоб купувати їхню продукцію, але знову ж таки національні суди вирішуватимуть, чи було це виправдано відповідно до статті 36 для захисту громадського здоров'я. Відповідно до Директиви про недобросовісну комерційну практику Європейський Союз гармонізував обмеження на маркетинг і рекламу, щоб заборонити поведінку, яка спотворює звичайну поведінку споживачів, є оманливою або агресивною, і встановлює перелік прикладів, які вважаються несправедливими. Насамперед державам доводиться взаємно визнавати стандарти регулювання одна одної, тоді як ЄС намагається гармонізувати мінімальні ідеали найкращих практик. Є надія, що спроба підвищити стандарти допоможе уникнути регуляторних «перегонів на дно», водночас надаючи споживачам доступ до товарів з усього континенту.

### Працівники
З моменту заснування Договори мали на меті надати людям можливість досягати своїх життєвих цілей у будь-якій країні шляхом вільного пересування. Відображаючи економічну природу проєкту, Європейська економічна спільнота спочатку зосередилася на вільному пересуванні працівників: як на факторі виробництва. Однак, починаючи з 1970-х років, цей фокус змістився в бік розвитку більш «соціальної» Європи. Вільне пересування дедалі більше ґрунтувалося на «громадянстві», тож люди мали права, які дозволяли їм стати економічно та соціально активними. Це означає, що основні права «працівника» у статті 45 ДФЄС функціонують як конкретний вираз загальних прав громадян у статтях 18–21 ДФЄС. Відповідно до Суду Справедливости, «працівник» — це будь-яка економічно активна особа, яка включає всіх, хто перебуває у трудових відносинах «під керівництвом іншої особи» за «винагороду». Однак робота не обов'язково оплачується грошима. Наприклад, у справі «Стейманн проти Державного секретаря юстиції» німець претендував на право на проживання в Нідерландах, у той час як він добровільно виконував сантехнічні та домашні обов'язки в громаді Бгаґаван, яка забезпечувала матеріальні потреби кожного та кожної, незалежно від їхніх внесків. Суд постановив, що пан Штайманн мав право залишитися, якщо існувала принаймні «непряма компенсація за роботу», яку він виконав. Наявність статусу «працівника» означає захист від усіх форм дискримінації з боку урядів і роботодавців у доступі до прав на працевлаштування, оподаткування та соціального забезпечення. Натомість громадянин, який є «будь-якою особою, що має громадянство держави-члена» (стаття 20 (1) ДФЄС), має право шукати роботу, голосувати на місцевих і європейських виборах, але має більш обмежені права вимагати соціальне забезпечення. На практиці вільне пересування стало політично суперечливим, оскільки націоналістичні політичні партії маніпулювали побоюваннями щодо іммігрантів, які позбавляли людей роботи та пільг (одночасно як це не парадоксально). Тим не менш, практично «всі доступні дослідження виявляють незначний вплив» «мобільності робочої сили на заробітну плату та зайнятість місцевих працівників».

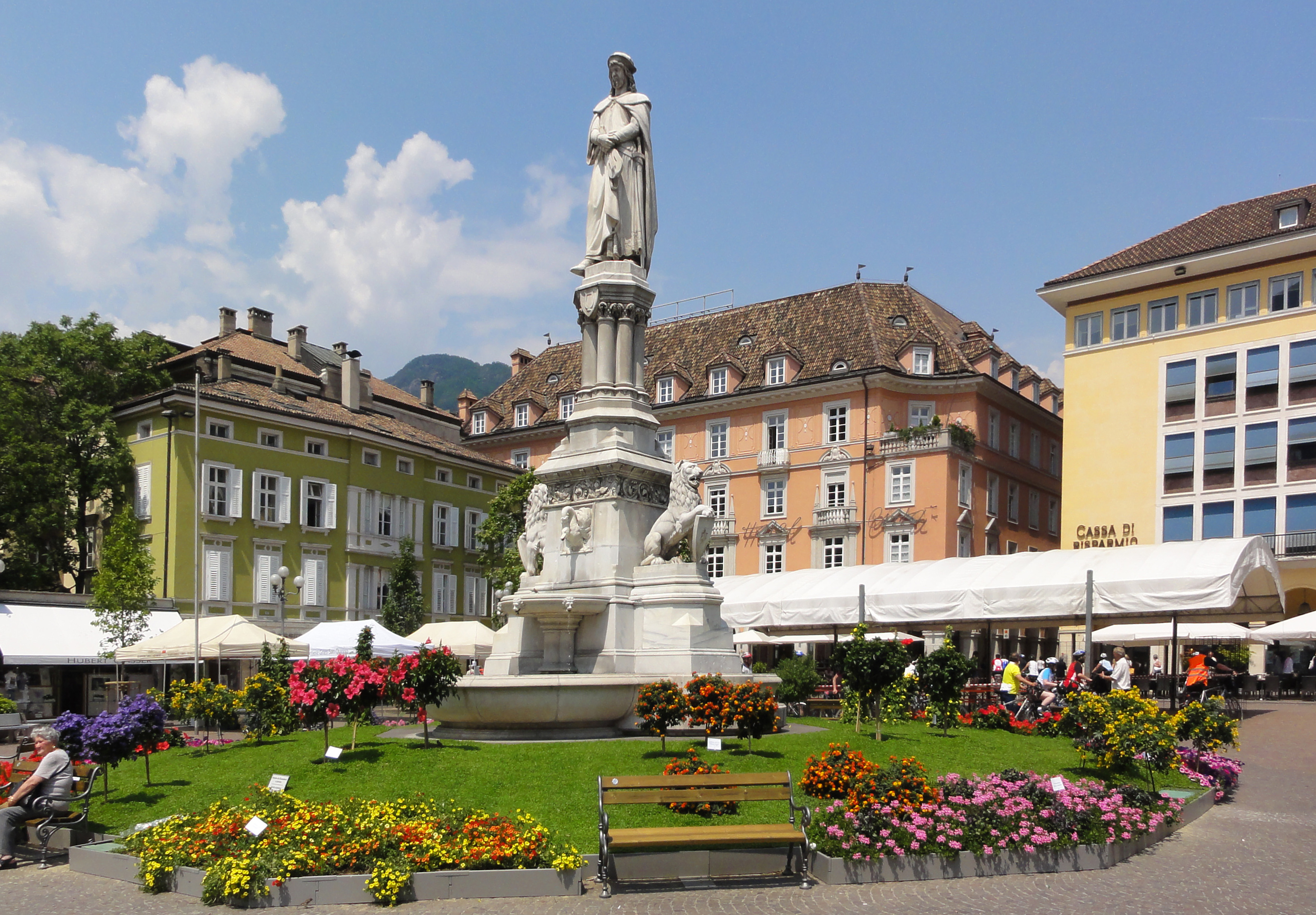
У справі ' Суд Справедливости застосував «горизонтальну пряму дію» на вільне пересування, тому банк не міг відмовити в працевлаштуванні працівнику, який не мав больцанського сертифіката про знання мови.

У статтях 1-7 Регламенту про вільне пересування працівників викладено основні положення щодо рівного ставлення до працівників. По-перше, статті 1–4 загалом вимагають, щоб працівники могли влаштовуватися на роботу, укладати договори і не зазнавати дискримінації порівняно з громадянами держави-члена. У відомій справі «Бельгійська футбольна асоціація проти Босмана» бельгійський футболіст на ім'я Жан-Марк Босман стверджував, що він повинен мати можливість перейти з RFC de Liège до USL Dunkerque після завершення його контракту, незалежно від того, чи може Дюнкерк дозволити собі платити Льєжу звичайні комісії за переказ. Суд постановив, що «правила передачі становлять перешкоду для вільного пересування» і були незаконними, якщо вони не могли бути виправдані суспільними інтересами, але це малоймовірно. У справі «Ґронер проти міністра освіти» Суд Справедливости визнав, що вимога володіти ґойдельською мовою для викладання в Дублінському коледжі дизайну може бути виправданою як частина державної політики сприяння ірландській мові, але лише якщо захід не є непропорційним. На противагу цьому у справі «Анґонезе проти Cassa di Risparmio di Bolzano SpA» банку в Больцано, Італія, не було дозволено вимагати від пана Анґонезе двомовний сертифікат, який можна було отримати лише в Больцано. Суд Справедливости, застосував «горизонтальну пряму дію» статті 45 ДФЄС, мотивував це тим, що люди з інших країн матимуть мало шансів отримати сертифікат, а також тому, що «неможливо подати доказ необхідних лінгвістичних знань будь-якими іншими способами», міра була непропорційною. По-друге, стаття 7(2) вимагає рівного ставлення до оподаткування. У справі «Податкова інспекція Старого міста Кельна проти Шумакера» Суд Справедливости постановив, що відмова в податкових пільгах (наприклад, для подружніх пар і у вирахуваннях на соціальне страхування) чоловіку, який працював у Німеччині, але проживав у Бельгії на той час, порушив статтю 45 ДФЄС, поки інші жителі Німеччини отримали пільги. На противагу цьому у справі «Вайґель проти Фінансової дирекції Форарльберга» Суд Справедливости відхилив вимогу пана Вайґеля про те, що плата за перереєстрацію після привезення його автомобіля до Австрії порушує його право на вільне пересування. Незважаючи на те, що податок «імовірно мав негативний вплив на рішення трудових мігрантів скористатися своїм правом на свободу пересування», оскільки стягнення однаково стосувалося австрійців, за відсутності законодавства ЄС з цього питання слід було вважати виправданим. По-третє, люди повинні отримувати однакове ставлення щодо «соціальних переваг», хоча Суд Справедливости схвалив кваліфікаційні періоди проживання в Австрії. У справі «Гендрікс проти Інституту страхування працівників» Суд Справедливости постановив, що громадянин Нідерландів не мав права продовжувати отримувати допомогу у зв'язку з непрацездатністю після переїзду до Бельгії, оскільки ця допомога була «тісно пов'язана з соціально-економічною ситуацією» у Нідерландах. І навпаки, у справі «Ґевен проти землі Північна Рейн-Вестфалія» Суд Справедливости постановив, що нідерландська жінка, яка проживає в Нідерландах, але працює від 3 до 14 годин на тиждень у Німеччині, не має права отримувати допомогу на дітей у Німеччині, навіть якщо її чоловік працював повний робочий день у Німеччині, але проживав в Австрії, міг. Загальні обґрунтування обмеження вільного пересування в статті 45(3) Договору про Європейський Союз є «публічний порядок, громадська безпека або громадська охорона здоров'я», а також загальний виняток, який міститься в частині четвертій статті 45, — це «зайнятість у сфері публічної служби».

### Громадянство

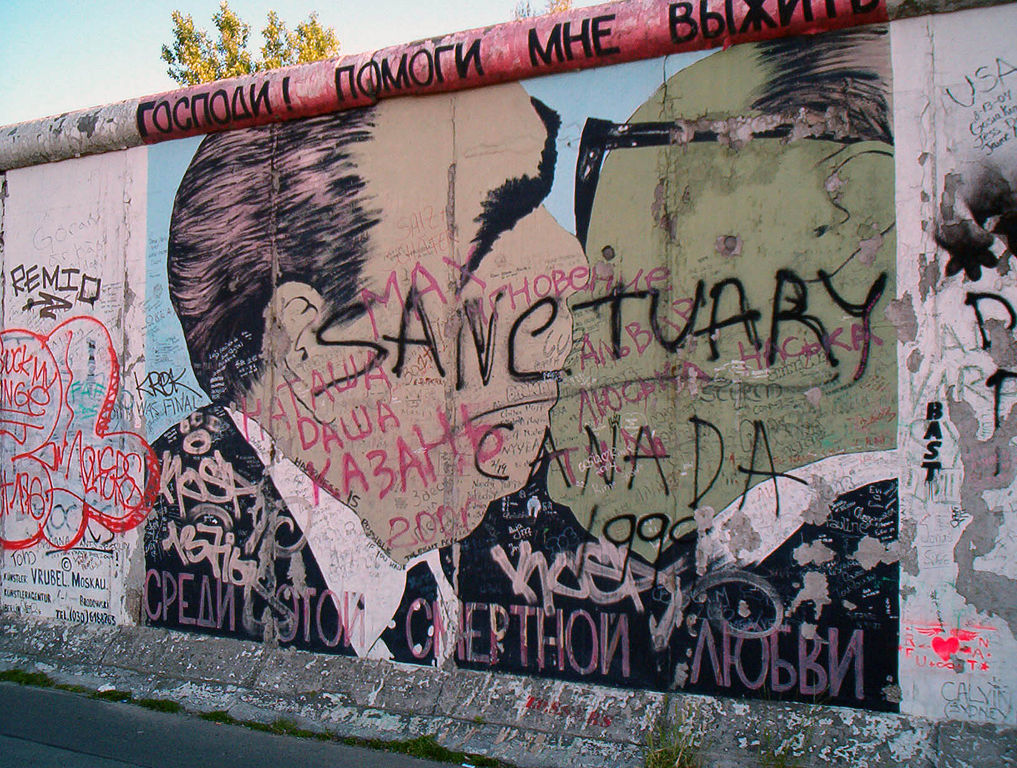
Берлінська стіна (1961—1989) символізувала обмежену земну кулю, за яку громадяни Радянського Союзу не мали права в'їжджати. ЄС поступово демонтував бар'єри для вільного пересування відповідно до економічного розвитку.

Окрім права на вільне пересування для праці, Європейський Союз дедалі більше прагне гарантувати права громадян, і права бути просто людиною. Але хоча Суд Європейського Союзу заявив, що «громадянство має бути основним статусом громадян держав-членів», усе ще тривають політичні дебати щодо того, хто має мати доступ до державних послуг і систем соціального забезпечення, що фінансуються за рахунок податків. Наразі громадянство Союзу критикують за те, що воно недостатньо інклюзивне та не змогло створити справді безмежний простір соціальної солідарности. У 2008 році лише 8 мільйонів чоловік із 500 мільйони громадян ЄС (1,7 відсотка) фактично користувалися правом на вільне пересування, переважна більшість з них — працівники. Згідно зі статтею 20 ДФЄС, громадянство ЄС випливає з громадянства держави-члена. Стаття 21 надає загальні права на вільне пересування в ЄС і вільне проживання в межах, встановлених законодавством. Це стосується громадян та їхніх найближчих родичів. Це призводить до виникнення чотирьох основних груп прав: (1) виїжджати і повертатися без необґрунтованих обмежень, (2) проживати, не стаючи необґрунтованим тягарем для отримання соціальної допомоги, (3) голосувати на місцевих і європейських виборах, і (4) право на рівне ставлення до громадян приймаючої держави, але на соціальну допомогу тільки після 3 місяців проживання.
По-перше, у статті 4 Директиви про права громадян 2004 року сказано, що кожен громадянин має право виїхати з держави-члена з дійсним паспортом. Це має історичне значення для Центральної та Східної Європи, коли Радянський Союз і Берлінська стіна позбавляли її громадян свободи виїзду. Стаття 5 надає кожному громадянину право в'їзду за умови проходження національного прикордонного контролю. Держави Шенгенської зони (крім Сполученого Королівства та Ірландії, де діє єдиний міграційний простір) взагалі скасували необхідність пред'являти документи та поліцейські обшуки на кордоні. Вони відображають загальний принцип вільного пересування в статті 21 ДФЄС. По-друге, стаття 6 дозволяє кожному громадянину залишатися три місяці в іншій державі-члені, незалежно від того, чи він економічно активний, чи ні. Стаття 7 дозволяє перебування понад три місяці за наявності доказів «достатніх ресурсів… щоб не стати тягарем для системи соціальної допомоги». Статті 16 і 17 дають право на постійне проживання після 5 років без будь-яких умов. По-третє, стаття 10(3) ДЄС вимагає права голосу в місцевих виборчих округах до Європейського парламенту незалежно від місця проживання громадянина.

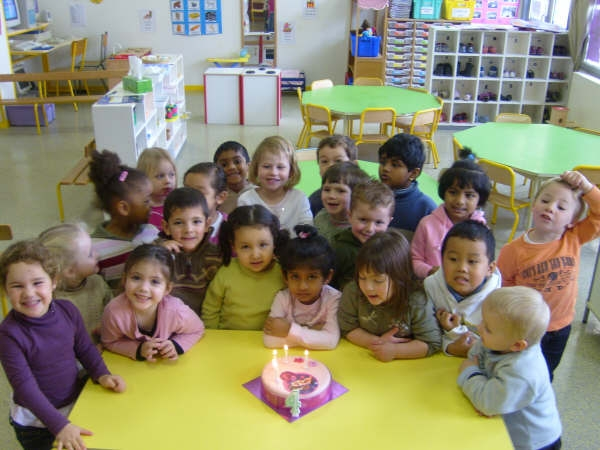
Усі громадяни ЄС мають право на, освіту, соціальне забезпечення та іншу допомогу в державах-членах ЄС. Щоб переконатися, що люди роблять справедливий внесок у громади, у яких вони живуть, можуть бути кваліфіковані періоди проживання та роботи до п'яти років.

По-четверте, і більш обговорюване, стаття 24 вимагає, що чим довше громадянин ЄС залишається в іншій державі, тим більше прав він має на доступ до державних і соціальних послуг на основі рівного ставлення. Це відображає загальні принципи рівного ставлення та громадянства в статтях 18 і 20 ДФЄС. У справі «Сала проти Вільної держави Баварія» Суд Справедливости постановив, що іспанська жінка, яка прожила в Німеччині 25 років і мала дитину, має право на аліменти без необхідности отримання дозволу на проживання, оскільки німцям такий дозвіл не потрібен. У справі «Трояні проти Центру громадської допомоги Брюсселю» француз, який прожив у Бельгії протягом двох років, мав право на державну допомогу «minimex» для мінімального прожиткового мінімуму. У справі «Ґжельчик проти Державного центру соціального забезпечення Оттіньї-Лувен-ла-Нев» студент, який прожив у Бельгії протягом трьох років, мав право на отримання «minimex» матеріальної допомоги протягом четвертого року навчання. Подібно в справі «R (Bidar) проти лондонського боро Ілінг» Суд Справедливости постановив, що вимога до студента економічного факультету Університетського коледжа Лондона прожити в Сполученому Королівстві три роки перед отриманням студентської позики була законною, але не вимагала, щоб він мав додатковий «статус осілого». Аналогічно в справі «Комісія проти Австрії» Австрія не мала права обмежувати місця в університетах австрійськими студентами, щоб уникнути «структурних, кадрових і фінансових проблем», якщо заяву подавали (переважно німецькі) іноземні студенти, якщо не було доведено, що така проблема дійсно існувала. Однак у справі «Дано проти центру зайнятості Лейпцига» Суд Справедливости постановив, що німецький уряд мав право відмовити у виплаті аліментів на дитину румунській мамі, яка прожила в Німеччині три роки, але ніколи не працювала. Оскільки вона проживала в Німеччині більше 3 місяців, але менше п'яти років, вона повинна була надати докази наявности «достатніх ресурсів», оскільки Суд обґрунтував, що право на рівне ставлення, передбачене статтею 24, протягом цього часу залежить від законного проживання згідно зі статтею 7.

### Корпоративне право
Договір про функціонування Європейського Союзу не тільки створює права для «працівників», яким зазвичай бракує переговорної сили на ринку, а також захищає «свободу заснування» у статті 49 та «свободу надання послуг» у стаття 56. У справі «Ґебгард проти Ради асоціації адвокатів Мілану» Суд Справедливости постановив, що бути «заснованим» означає брати участь в економічному житті «на стабільній і безперервній основі», в той час як надання «послуг» означає здійснення діяльності більше «на тимчасовій основі». Це означало, що адвокат зі Штутгарта, який заснував адвокатську контору в Мілані і був засуджений Радою адвокатів Мілана за відсутність реєстрації, мав би скаржитися на порушення свободи заснування, а не свободи надання послуг. Однак, вимоги щодо реєстрації в Мілані перед початком здійснення адвокатської діяльності можуть бути дозволені, якщо вони є недискримінаційними, «обґрунтованими імперативними вимогами в загальних інтересах» та пропорційно застосованими. Усі фізичні чи юридичні особи, які займаються економічною діяльністю, особливо самозайняті, або «підприємства», такі як компанії чи фірми, мають право засновувати підприємство без необґрунтованих обмежень. Суд Справедливости постановив, що як уряд держави-члена, так і приватна сторона можуть перешкоджати свободі заснування, тому стаття 49 має як «вертикальну», так і «горизонтальну» пряму дію. У справі «Рейнерс проти Бельгії» Суд Справедливости постановив, що відмова в допуску адвоката до бельгійської колегії адвокатів через відсутність у нього бельгійського громадянства була невиправданою. Стаття 49 ДФЄС говорить, що держави звільняються від порушення свободи заснування, коли вони здійснюють «офіційні повноваження». Але регламентація роботи адвоката (на відміну від суду) не була офіційною. На противагу цьому у справі «Комісія проти Італії» Суд Справедливости постановив, що вимога до адвокатів в Італії дотримуватися максимальних тарифів, якщо немає угоди з клієнтом, не є якимось обмеженням. Суд Справедливости постановив, що комісія не довела, що вони мали мету або наслідок обмеження виходу практиків на ринок. Таким чином, не було prima facie порушення свободи заснування, яке потребувало б виправдання.

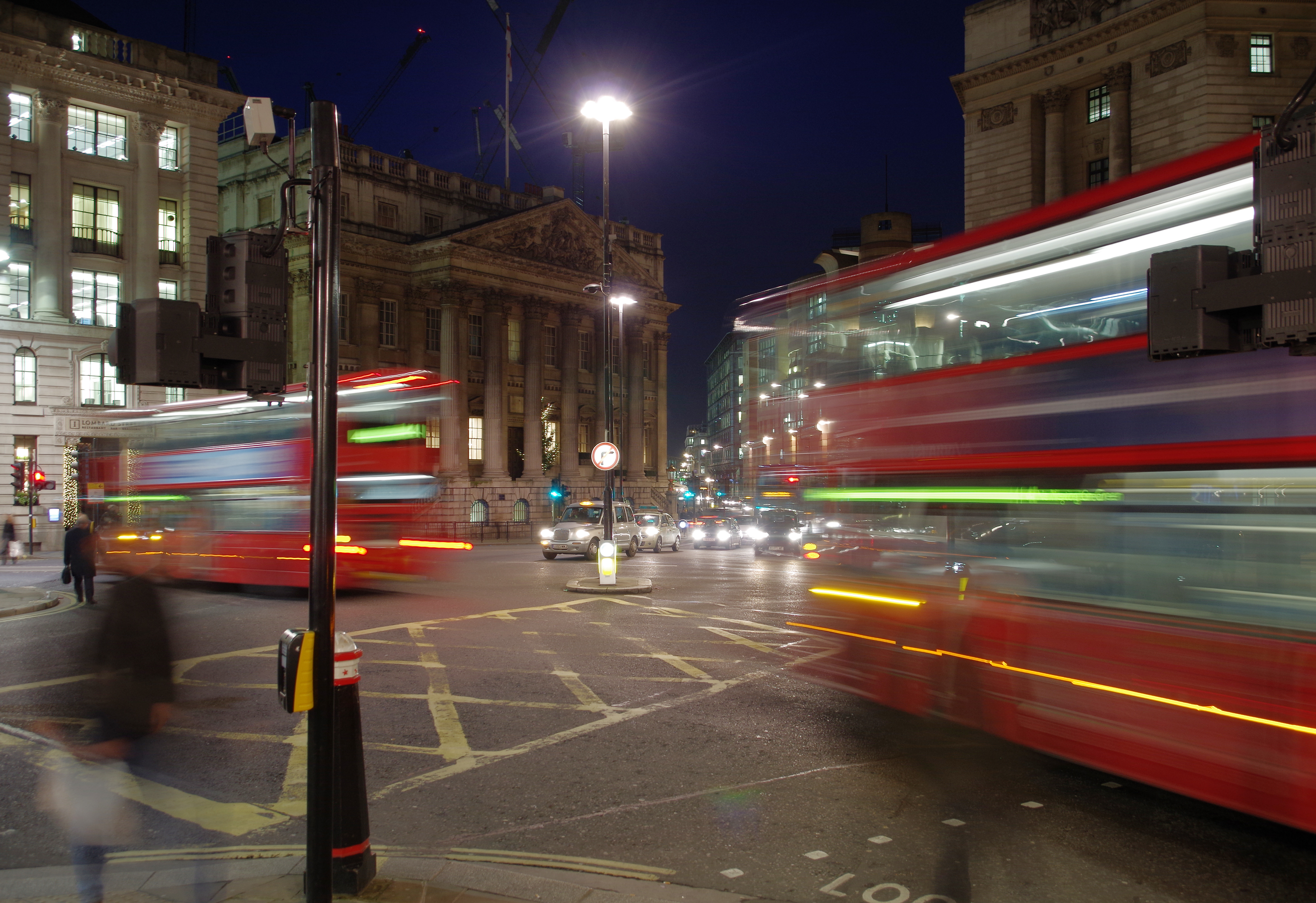
Суд Справедливости в справі ' постановив, що можна заснувати британську чи будь-яку іншу компанію для ведення бізнесу в усьому ЄС, але повинні дотримуватися пропорційних вимог в інтересах суспільства, таких як основне трудове право —.

Стосовно компаній Суд Справедливости постановив у справі «R (Daily Mail та General Trust plc) проти Королівської Скарбниці», що держави-члени можуть обмежити компанії у переміщенні свого офісу, не порушуючи статтю 49 ДФЄС. Це означало, що материнська компанія газети Daily Mail не могла ухилитися від сплати податків, перенісши свою резидентність до Нідерландів, не сплативши попередньо свої податкові рахунки у Сполученому Королівстві. Сполученому Королівстві не потрібно було обґрунтовувати свої дії, оскільки правила щодо розміщення компаній ще не були гармонізовані. Навпаки, у справі «Centros Ltd проти Данського агентства з питань торгівлі та компаній» Суд Справедливости встановив, що товариство з обмеженою відповідальністю Сполученого Королівства, яке працює в Королівстві Данія, не може бути зобов'язана дотримуватись правил Данії щодо мінімального статутного капіталу. Закон Сполученого Королівства вимагав лише 1 фунт стерлінгів капіталу для відкриття товариства, тоді як законодавчий орган Данії висловив думку, що компанії слід створювати лише за наявності 200 000 данських крон (приблизно 27 000 євро) для захисту кредиторів у випадку банкрутства компанії та її банкрутства. Суд Справедливости постановив, що закон про мінімальний капітал Данії порушує свободу заснування Centros Ltd і не може бути виправданим, оскільки компанія у Сполученому Королівстві, безперечно, могла надавати послуги в Данії, не будучи там заснованою, і були менш обмежувальні засоби для досягнення мети захист кредиторів. Такий підхід критикувався як потенційно відкриваючий ЄС для невиправданої конкуренції у сфері регулювання та гонки за зниженням правових стандартів, як в американському штаті Делавер, який, як стверджується, залучає компанії з найгіршими стандартами підзвітності та необґрунтовано низьким корпоративним податком. У справі «Überseering BV проти Nordic Construction Company Baumanagement GmbH» Суд Справедливости постановив, що нідерландська будівельна компанія не може відмовити нідерландській будівельній компанії в праві забезпечити виконання контракту в Німеччині лише тому, що вона не була належним чином зареєстрована в Німеччині. Обмеження свободи заснування можуть бути виправдані захистом кредиторів, трудовими правами на участь у праці або суспільним інтересом у зборі податків. Проте в цьому випадку заперечення правоздатності зайшло надто далеко: це було «пряме заперечення» права заснування. Встановлюючи подальші межі, у справі «Cartesio Oktató és Szolgáltató bt» Суд Справедливости постановив, що оскільки корпорації створюються згідно із законом, вони повинні підпорядковуватися будь-яким правилам створення, які бажає встановити держава, в якій вони зареєстровані. Це означає, що угорська влада може заборонити компанії перенести центральне управління в Італію, хоча вона все ще працює і зареєстрована в Угорщині. Таким чином, суд проводить різницю між правом заснування для іноземних компаній (де обмеження мають бути обґрунтованими) і правом держави визначати умови для компаній, зареєстрованих на її території, хоча не зовсім зрозуміло чому.

### Надання послуг
«Свобода надання послуг» відповідно до статті 56 ДФЄС поширюється на людей, які надають послуги «за винагороду», особливо комерційну або професійну діяльність. Наприклад, у справі «Ван Бінсберґен проти Управління бізнес-асоціації металургійної промисловості» нідерландський юрист переїхав до Бельгії, коли консультував клієнта у справі про соціальне страхування, і йому сказали, що він не може продовжувати, оскільки за нідерландським законодавством право надавати поради можуть лише особи, які проживають у Нідерландах. Суд Справедливости Суд ухвалив, що свобода надання послуг застосовується, має пряму дію, і правило, ймовірно, є необґрунтованою: наявності адреси в державі-члені було б достатньо для досягнення законної мети забезпечення належного правосуддя. Суд постановив, що середня освіта не підпадає під дію статті 56, оскільки зазвичай її фінансує держава, а вища освіта — ні. Охорона здоров'я зазвичай вважається послугою. У справі «Ґерайтс-Смітс проти Штіхтінґ Цікенфондс» пані Ґерайтс-Смітс стверджувала, що їй має бути відшкодовано нідерландським соціальним страхуванням витрати на лікування в Німеччині. Нідерландські органи охорони здоров'я вважали лікування непотрібним, тому вона стверджувала, що це обмежує свободу (німецької медичної клініки) надавати послуги. Деякі органи заявили, що лікарняні послуги не повинні розглядатися як економічні та не повинні підпадати під дію статті 56. Але Суд Справедливости постановив, що охорона здоров'я є «послугою», хоча держава (а не одержувач послуги) оплачує цю послугу. Національні органи влади можуть мати виправдані відмови у відшкодуванні пацієнтів за медичні послуги за кордоном, якщо медична допомога, отримана вдома, була без зайвих затримок і відповідала «міжнародній медичній науці», згідно з якою лікування вважалося нормальним і необхідним. Окрім державних послуг, ще однією чутливою сферою послуг є ті, які класифікуються як незаконні. «Йосеманс проти мера Маастрихта» постановив, що регулювання споживання канабісу в Нідерландах, включаючи заборону деяких муніципалітетів на відвідування кав'ярень туристами (але не громадянами Нідерландів), взагалі не поширюється на статтю 56. Суд Справедливости пояснював, що наркотики контролюються в усіх державах-членах, і тому це відрізняється від інших випадків, коли проституція чи інша квазілегальна діяльність підлягає обмеженню.
Якщо діяльність підпадає під дію статті 56, обмеження може бути виправдано згідно зі статтею 52 або основними вимогами, розробленими Судом ЄС. У справі «Alpine Investments BV проти Міністра фінансів» компанія, яка продавала товарні ф'ючерси (разом з Merrill Lynch та іншими банківськими фірмами), намагалася оскаржити нідерландський закон, який забороняє холодні дзвінки клієнтам. Суд Справедливости постановив, що нідерландська заборона переслідувала законну мету запобігти «небажаному розвитку подій у торгівлі цінними паперами», включаючи захист споживача від агресивної тактики продажу, таким чином зберігаючи довіру до нідерландських ринків. У справі «Omega Spielhallen GmbH проти мера федерального міста Бонн» «лазердромний» бізнес був заборонений місцевою радою міста Бонн. Компанія придбала послуги з використання фальшивих лазерних пістолетів у британської фірми під назвою Pulsar Ltd, але жителі протестували проти розваг «вбивства». Суд Справедливости постановив, що конституційна цінність людської гідності Німеччини, яка лежить в основі заборони, дійсно вважалася виправданим обмеженням свободи надання послуг. У справім «Португальська футбольна ліга проти Санта-Каса-да-Мізерікордія-ді-Лісабон» Суд Справедливости також постановив, що державна монополія на азартні ігри та штраф для ґібралтарської фірми, яка продавала послуги азартних ігор в Інтернеті, були виправдані, щоб запобігти шахрайству та азартним іграм там, де враховуються погляди людей дуже різняться. Заборона була пропорційною, оскільки це був відповідний і необхідний спосіб вирішення серйозних проблем шахрайства, які виникають в Інтернеті. У Директиві про послуги групу обґрунтувань було кодифіковано в статті 16, яку розвинула судова практика.

### Фінансове право

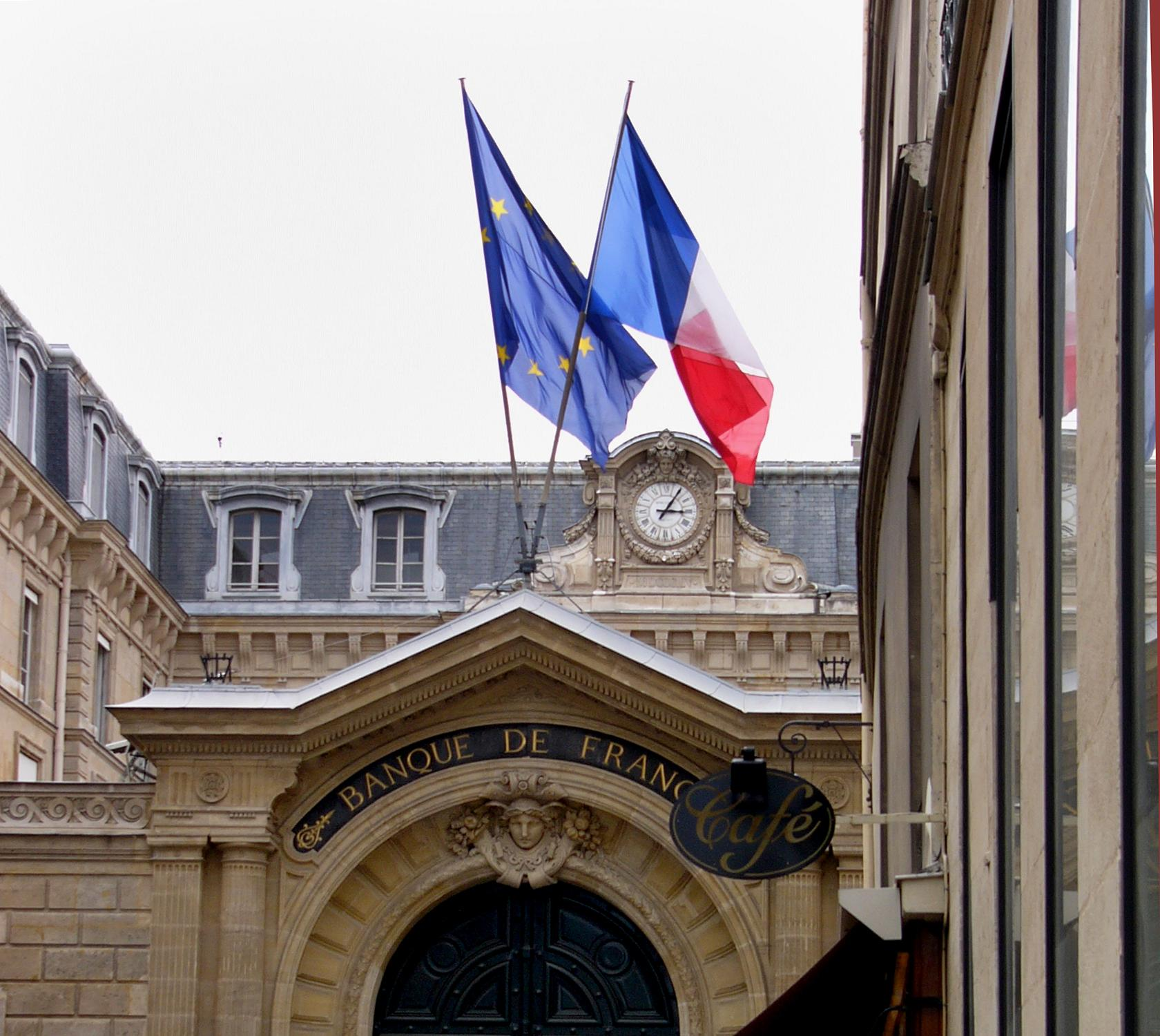
Європейська система центральних банків, включаючи ЄЦБ і банки держав-членів, такі як Банк Франції, критикували за невиконання свого мандату. Вони інтерпретували вимогу цінової стабільности як потребу в зниженні заробітної плати та зростанні нерівності у своїх справах через європейську боргову кризу.

Вільний рух капіталу традиційно розглядався як четверта свобода після товарів, працівників і осіб, послуг і організації. Початковий Римський договір вимагав, щоб обмеження на вільний рух капіталу було знято лише в тій мірі, в якій це необхідно для спільного ринку. З Маастрихтського договору, тепер у статті 63 ДФЄС, «будуть заборонені будь-які обмеження на рух капіталу між державами-членами та між державами-членами та третіми державами». Це означає, що різні види контролю над капіталом заборонені, включаючи обмеження на купівлю валюти, обмеження на купівлю акцій компанії чи фінансових активів або вимоги уряду щодо схвалення іноземних інвестицій. Проте це не впливає на оподаткування капіталу, включаючи корпоративний податок, податок на приріст капіталу та податок на фінансові операції, якщо вони не дискримінують за національністю. Згідно з Директивою про рух капіталу 1988 року, Додаток I, охоплено 13 категорій капіталу, який має вільно переміщатися. У справі «Baars v Inspecteur der Belastingen Particulieren» Суд ЄС постановив, що для інвестицій у компанії застосовуються правила про капітал, а не правила про свободу заснування, якщо інвестиція не дає інвестору можливості «певного впливу» через голосування акціонерів або інші права. У цій справі було встановлено, що нідерландський Закон про податок на багатство 1964 року необґрунтовано звільнив нідерландські інвестиції, але не інвестиції пана Баарса в ірландську компанію, від податку: податок на багатство або пільги повинні застосовуватися однаково. З іншого боку, стаття 65(1) Договору про заснування Європейського Союзу не перешкоджає запровадженню податків, які розрізняють платників податків на основі їхнього місця проживання або місцезнаходження інвестицій (оскільки податки зазвичай зосереджуються на фактичному джерелі прибутку особи), або будь-яких заходів, спрямованих на запобігання ухиленню від сплати податків. Крім податкових справ, які здебільшого виникли в Сполученому Королівстві, низка справ стверджувала, що державні золоті акції були незаконними. У справі «Комісія проти Німеччини» Комісія стверджувала, що німецький закон «Фольксваген» 1960 року порушує статтю 63, оскільки § 2(1) обмежує будь-яку сторону, яка має право голосу, що перевищує 20 % компанії, а § 4(3) дозволяв меншості, що володіє 20 % акцій, які належать уряду Нижньої Саксонії, блокувати будь-які рішення. Хоча це не було перешкодою для фактичної купівлі акцій або отримання дивідендів будь-яким акціонером, Велика палата Суду ЄС погодилася з тим, що це було непропорційно заявленій урядом меті захисту працівників або міноритарних акціонерів. Подібно в справі «Комісія проти Португалії» Суд Справедливости постановив, що Португалія порушила вільний рух капіталу, зберігаючи золоті акції в Portugal Telecom, які надавали непропорційні права голосу, створюючи «стримуючий ефект для портфельних інвестицій» і знижуючи «привабливість інвестицій». Це свідчить про те, що Суд Справедливости вважає за краще, щоб уряд, якщо він прагне отримати державну власність або контроль, мав повністю націоналізувати бажану частку компанії відповідно до статті 345 ДФЄС.
Вважалося, що завершальний етап повністю вільного руху капіталу вимагає єдиної валюти та монетарної політики, що усуває трансакційні витрати та коливання валютного обміну між державами-членами, але не між державами-членами та третіми державами (ст. 63 ДФЄС). Після доповіді Комісії Делора в 1988 році Маастрихтський договір зробив економічний і валютний союз метою, по-перше, шляхом завершення внутрішнього ринку, по-друге, шляхом створення Європейської системи центральних банків для координації спільної монетарної політики, і, по-третє, через блокування обмінних курсів і введення єдиної валюти євро. Сьогодні 21 країн-членів прийняли євро, тоді як 6 держав-членів або вирішили відмовитися від нього, або їх вступ було відкладено, особливо після європейської боргової кризи. Відповідно до статей 119 і 127 ДФЄС метою Європейського центрального банку та інших центральних банків має бути стабільність цін. Проте це було критикована через те, що воно очевидно перевершує мету повної зайнятості в статті 3 Договору про Європейський Союз.

## Соціально-ринкове регулювання

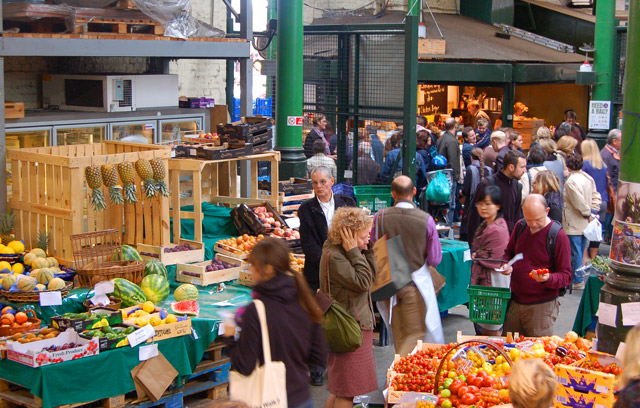
Усі підприємства та ринки регулюються через юридичні права споживачів, працівників, інвесторів та громадськості, що містяться в законах про власність, контрактах, конкуренції, екологічному законодавстві та інших соціальних та економічних правах. Законодавство ЄС гармонізує мінімальний обсяг прав, щоб зацікавлені сторони могли повною мірою брати участь у соціальному прогресі.

Хоча Європейське економічне співтовариство спочатку зосереджувалося на вільному пересуванні та усуненні бар'єрів для торгівлі, сьогодні законодавство Європейського Союзу більше стосується регулювання «соціально-ринкової економіки». У 1976 році Суд Справедливости заявив у справі «Дефрен проти Сабени» що метою є «не просто економічний союз», а «забезпечення соціального прогресу та прагнення до постійного покращення умов життя та праці їхніх народів». З цієї точки зору, зацікавлені сторони в кожній державі-члені можуть не мати можливості скористатися перевагами розширення торгівлі в умовах глобалізації економіки. Групи з більшою переговорною силою можуть використовувати слабші законні права в інших державах-членах. Наприклад, корпорація може перенести виробництво в держава-члена з нижчою мінімальною заробітною платою, щоб збільшити прибуток акціонерів, навіть якщо виробництво коштує більше, а працівникам платять менше. Це означало б загальну втрату суспільного багатства та «гонку на дно» у людському розвитку. Щоб зробити глобалізацію справедливою, ЄС встановлює мінімальний рівень прав для зацікавлених сторін підприємства: для споживачів, працівників, інвесторів, акціонерів, кредиторів і громадськості. Кожна галузь права є великою, тому законодавство ЄС розроблено як допоміжне до комплексних правил у кожній державі-члені. Держави-члени можуть вийти за межі узгодженого мінімуму, діючи як у «лабораторії демократії».
Законодавство ЄС визначає базові стандарти «виходу» (там, де діють ринки), прав (забезпечених у судовому порядку) та «голосу» (особливо через голосування) у компаніях. Норми законодавства про конкуренцію збалансовують інтереси різних груп, як правило, для надання переваг споживачам, для ширшої мети в Договорі про Європейський Союз, стаття 3(3) «висококонкурентної соціально-ринкової економіки». Згідно зі статтею 345 Договору про функціонування Європейського Союзу, ЄС зобов'язаний «не завдавати шкоди правилам держав-членів, які регулюють систему власності на майно». Це означає, що ЄС зобов'язана бути нейтральною щодо вибору держав-членів щодо прийняття підприємств у державну власність або їх приватизації. Хоча були академічні пропозиції щодо Європейського цивільного кодексу та проєкти щодо створення необов'язкових принципів договору та делікту, узгодження відбулося лише для колізійного права та інтелектуальної власности.

### Захист прав споживачів

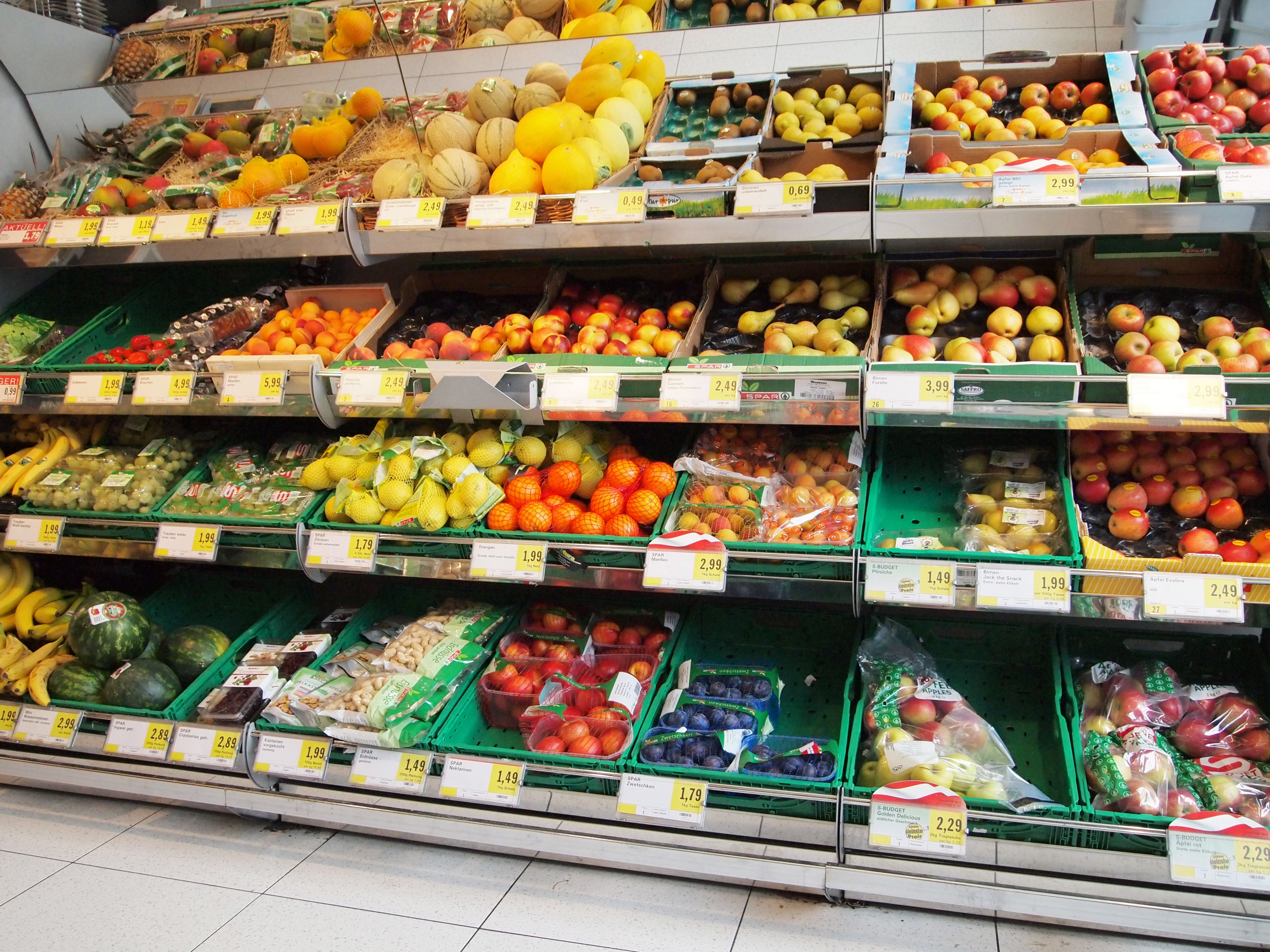
Через нерівну переговорну силу споживачі мають право на законодавчу «хартію прав» на безпечні та здорові продукти, справедливі умови, належну інформацію без оманливої реклами та маркетингу та права на скасування.

Захист європейських споживачів був центральною частиною розвитку внутрішнього ринку ЄС. Стаття 169 Договору про функціонування Європейського Союзу дозволяє ЄС дотримуватися звичайної законодавчої процедури для захисту «здоров'я, безпеки та економічних інтересів» споживачів і заохочувати права на «інформацію, освіту та самоорганізацію для захисту своїх інтересів». Усі держави-члени можуть надавати вищий захист, а «високий рівень захисту споживачів» вважається основним правом. Крім цих загальних принципів і поза окремими секторами, існують чотири основні Директиви: Директива про відповідальність за дефектну продукцію, Директива про несправедливі умови споживчих договорів, Директива про недобросовісну комерційну практику та Директива про права споживачів, які вимагають надання споживачам інформації та прав на повернення. Загалом нормативно-правові акти розроблені для забезпечення того, щоб споживачі в ЄС мали однакові мінімальні права, де б вони не робили покупки, і значною мірою ґрунтується на теоріях захисту споживачів, розроблених у Каліфорнії, і Біллі про права споживачів, проголошеній Джоном Ф. Кеннеді в 1962 році. Суд Справедливости постійно підтверджував, що потреба в більших правах споживачів (ніж у комерційних договорах) через те, що споживачам, як правило, бракує інформації, і вони мають меншу силу на переговорах.
Директива про відповідальність за якість продукції 1985 року була першим заходом захисту споживачів. Вона гарантує сувору відповідальність підприємства для всіх виробників і роздрібних торговців за будь-яку шкоду, завдану споживачам продуктами, як спосіб просування основних стандартів здоров'я та безпеки. Будь-який виробник або постачальник продукту, якщо кінцевий виробник є неплатоспроможним, несе сувору відповідальність за компенсацію споживачеві будь-якої шкоди, завданої дефектним продуктом. «Дефект» — це все, що є нижчим за те, що споживач має право очікувати, а це, по суті, означає, що продукція повинна бути безпечною для свого призначення. Вузький захист можливий, якщо виробник може довести, що дефект не може бути виявлений жодним науковим методом, хоча це ніколи не було успішно використано, оскільки вважається, що компанія, яка отримує прибуток, не повинна мати можливости перекладати ризики своєї діяльності на інших осіб.
Директива про несправедливі умови в споживчих договорах 1993 року була другим основним заходом. Згідно зі статтею 3(1) умова є несправедливою та не має обов'язкової сили, якщо вона не є «обговореною в індивідуальному порядку» та «якщо, всупереч вимозі сумлінності, вона спричиняє значний дисбаланс у правах та обов'язках сторін, що випливають із контракту на шкоду споживачу». Суд Справедливости постійно підтверджував, що Директива, як зазначено в декларативній частині 16, «ґрунтується на ідеї, що споживач знаходиться в слабкій позиції по відношенню до продавця або постачальника, як щодо його переговорної спроможности, так і рівня його знань». Умови, які є дуже спотвореними, слід остаточно вважати такими, що суперечать «сумлінності» і, отже, несправедливими. Наприклад, у справі «RWE Vertrieb AG проти Verbraucherzentrale Nordrhein-Westfalen eV» пункти в контрактах на постачання газу, які дозволяють корпорації RWE в односторонньому порядку змінювати ціни, були визнані Судом Справедливости недостатньо прозорими, а тому несправедливими. У справі «Брюссе проти Jahani BV» Суд Справедливости зазначив, що пункти в договорі оренди, які вимагають від орендарів платити €25 на день, ймовірно, були несправедливими та мали б бути повністю недійсними без заміни, якби вони не були замінені більш точними обов'язковими умовами. в національному законодавстві. У справі «Азіз проти Кайша д'Есталвіс де Каталонія» після фінансової кризи 2007—2008 років Європейський суд зазначив, що національні суди мають оцінювати справедливість навіть умов щодо повернення будинків у власність в Іспанії. У справі «Кушйонова проти SMART Capital a.s.» Суд ЄС постановив, що законодавство про захист прав споживачів має тлумачитися у світлі основних прав, включаючи право на житло, якщо житло може бути повернуто у власність. Оскільки законодавство про захист прав споживачів діє через Директиви, національні суди мають останнє слово щодо застосування загальних принципів, викладених у прецедентному праві Суду Європейського Союзу.
- Директива про недобросовісну комерційну практику 2005/29/ЄУ
- Директива про права споживачів[en] 2011/83/EU
- Директива про платіжні послуги 2007/64/ЄУ
- Директива про затримку платежів[en] 2011/7/ЄУ

### Права працівників
У той час як вільне пересування працівників займало центральне місце в першій угоді Європейського економічного співтовариства, розвиток європейського трудового права був поступовим процесом. Спочатку звіт Оліна 1956 року рекомендував, що трудові стандарти не потребують гармонізації, хоча загальний принцип боротьби з дискримінацією між чоловіками та жінками був включений до ранніх договорів. Відсутність трудових прав дедалі частіше розглядалася як неадекватність з огляду на можливість «гонки на дно» в міжнародній торгівлі, якщо корпорації можуть перенести робочі місця та виробництво в країни з низькою заробітною платою. Сьогодні, відповідно до статті 147 ДФЄС, ЄС зобов'язаний сприяти «високому рівню зайнятости шляхом заохочення співпраці між державами-членами». Це не призвело до прийняття законодавства, яке зазвичай вимагає оподаткування та фіскального стимулювання для значних змін, тоді як грошово-кредитна політика Європейського центрального банку викликала гострі суперечки під час європейської боргової кризи. Згідно зі статтею 153(1), ЄС може використовувати звичайну законодавчу процедуру щодо переліку сфер трудового права. Зокрема, це виключає регулювання заробітної плати та колективні переговори. Загалом чотири основні сфери регулювання трудових прав ЄС стосуються (1) індивідуальних трудових прав, (2) антидискримінаційних норм, (3) прав на інформацію, консультації та участі в роботі та (4) права безпеки на роботі. Практично в усіх випадках ЄС дотримується принципу, що держави-члени завжди можуть створювати права, які будуть більш вигідними для працівників. Це пояснюється тим, що основний принцип трудового законодавства полягає в тому, що нерівна переговорна сила працівників виправдовує заміну правил власності та контракту позитивними соціальними правами, щоб люди могли заробляти на життя для повної участі в демократичному суспільстві. Повноваження ЄС загалом відповідають принципам, кодифікованим у Хартії Співтовариства про основні соціальні права працівників 1989 року введеній у «соціальний розділ» Маастрихтського договору. Спочатку Сполучене Королівство відмовилося від цих положень через опозицію з боку Консервативної партії, але коли Лейбористська партія виграла парламентські вибори 1997 року, то приєдналося згідно з Амстердамським договором.

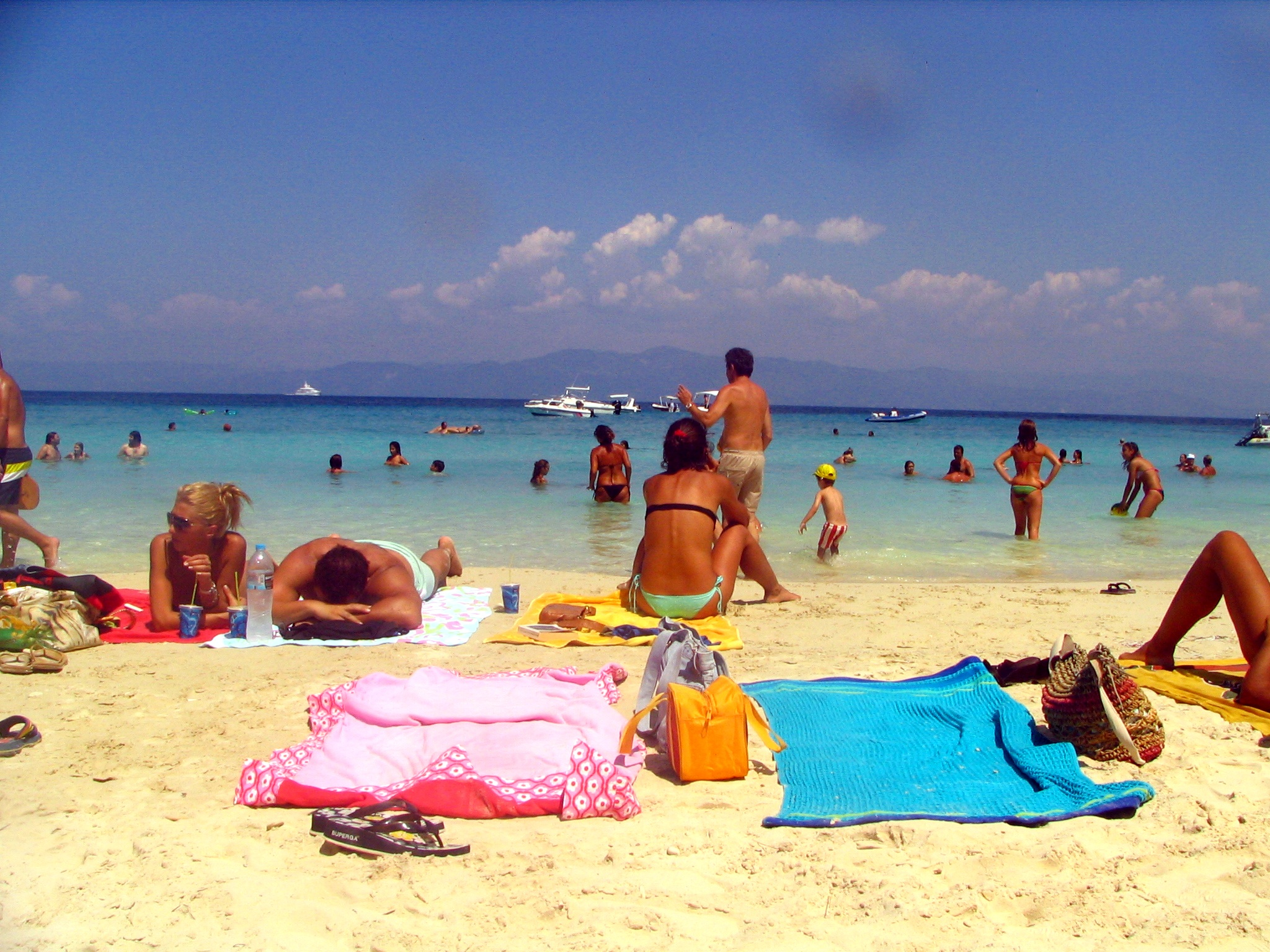
Європейська соціальна хартія 1961 ст. 2(1) вимагає «поступово скорочувати робочий тиждень» із «збільшенням продуктивности». Директива про робочий час 2003 року вимагає 28 оплачуваних відпусток на рік. Завдяки дводенним вихідним більшість людей у ЄС працюють дві третини року або менше.

По-перше, перша група директив створює низку індивідуальних прав у трудових відносинах ЄС. Директива про інформацію про зайнятість 1991 року вимагає, щоб кожен працівник (незалежно від того, як це визначено законодавством держави-члена) мав право отримати письмову заяву щодо свого трудового договору. Незважаючи на відсутність регулювання заробітної плати, Директива про установи професійного пенсійного забезпечення 2003 року вимагає, щоб пенсійні виплати були захищені через національний страховий фонд, щоб інформація надавалася бенефіціарам і дотримувались мінімальних стандартів управління. Більшість держав-членів виходять далеко за рамки цих вимог, зокрема, вимагаючи голосування для працівників, які розпоряджаються їхніми коштами. Відображаючи основні стандарти Загальної декларації прав людини та Конвенцій МОП, Директива про робочий час 2003 року вимагає мінімум 4 тижні (загалом 28 днів) оплачуваної відпустки щороку, мінімум 20-хвилинної оплачуваної перерви на відпочинок для 6-годинної робочої зміни, обмеження роботи в нічний час або часу, витраченого на небезпечну роботу, і максимальний 48-годинний робочий тиждень, якщо працівник не надає індивідуальну згоду. Директива про батьківську відпустку 2010 року надає мінімум 4 місяці неоплачуваної відпустки для батьків (мами, батька або законних опікунів) для догляду за дітьми до того, як їм виповниться 8 років, а Директива про вагітних працівниць 1992 року створює право для матерів на мінімум 14 тижнів оплачуваної відпустки для догляду за дітьми. Директива про запровадження заходів, покликаних заохочувати до покращення безпеки та охорони здоров’я працівників на роботі 1989 року вимагає базових вимог щодо запобігання та страхування ризиків на робочому місці, за консультацій та участі працівників, і це доповнюється спеціалізованими Директивами, починаючи від робочого обладнання до небезпечних виробництв. Майже в усіх випадках усі держави-члени значно перевищують цей мінімум. Таким чином, метою транснаціонального регулювання є поступове підвищення мінімальної суми відповідно до економічного розвитку. По-друге, рівність була підтверджена Судом Справедливости у справі «Кучукдівчі проти Swedex GmbH & Co KG» як загальний принцип права ЄС. На додаток до цього, Директива про неповний робочий день 1997 року, Директива про роботу за строковим договором 1999 року та Директива про тимчасову зайнятість 2008 року загалом вимагають, щоб люди, які не мають звичайних постійних контрактів на повний робочий день, мали не менш прихильне ставлення, ніж їхні колеги. Однак сфера дії захищеного працівника залишається на законі держав-членів, а ДпТЗ стосується лише «основних умов праці» (переважно оплата, робочі години та права участи) і дозволяє державам-членам мати кваліфікаційний період. Директива про расову та етнічну рівність, Директива про рівність у сфері зайнятості та Директива про рівне ставлення забороняють дискримінацію на ґрунті сексуальної орієнтації, інвалідности, релігії чи переконань, віку, раси та статі. Окрім «прямої дискримінації», існує заборона на «непряму дискримінацію», коли роботодавці застосовують нейтральне правило до всіх, але це має непропорційний вплив на захищену групу. Правила не консолідовані, а винагорода за ґендерною ознакою потенційно обмежена через відсутність можливості гіпотетичного компаратора або компараторів у автсорсинговому бізнесі. Правила рівности ще не застосовуються до прав на догляд за дитиною, які лише дають жінкам значну кількість вільного часу та, отже, перешкоджають рівності чоловіків і жінок, які доглядають за дітьми після народження та займаються кар'єрою.

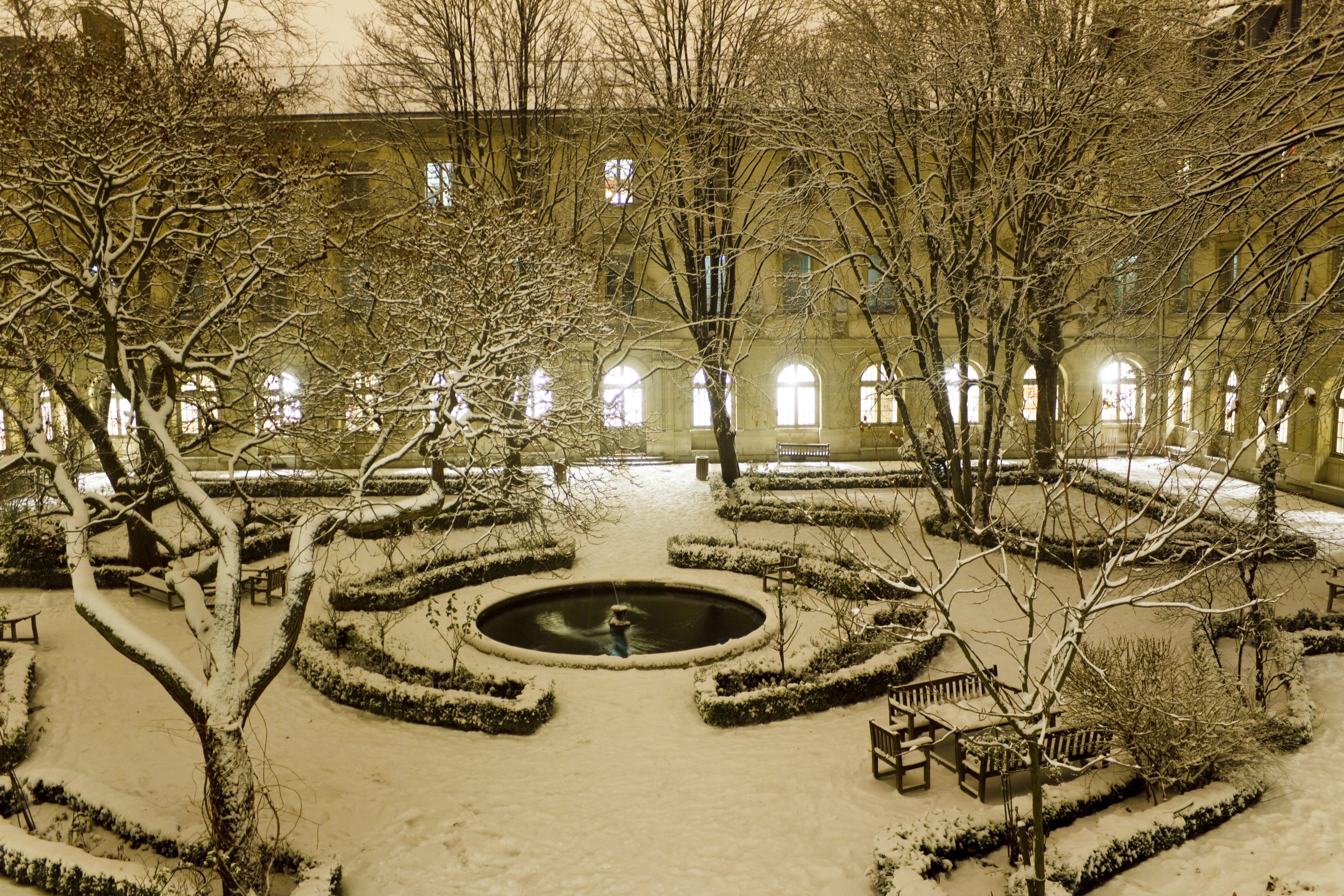
Більшість країн ЄС мають законодавство, наприклад, або статут Вищої нормальної школи в Парижі, яке захищає право працівників голосувати за керівництво корпорації. Це відображено в для європейських компаній.

По-третє, ЄС формально не має права видавати нормативно-правові акти про ведення колективних переговорів, хоча слід зазначити, що ЄС разом із усіма державами-членами пов'язана юриспруденцією Європейського суду з прав людини щодо свободи об'єднання. У справі «Вілсон і Палмер проти Сполученого Королівства» ЄСПЛ постановив, що будь-яка перешкода членству в профспілці є несумісною зі статтею 11, а у справі «Демір і Байкара проти Туреччини» ЄСПЛ постановив «право вести колективні переговори з роботодавцем в принципі стало одним із істотних елементів» статті 11. Цей підхід, який включає підтвердження фундаментального права на страйк у всіх демократичних державах-членах розглядається як такий, що суперечить деяким попереднім прецедентним правам Суду ЄС, зокрема «Міжнародна федерація транспортників проти Viking Line ABP» і Laval un Partneri Ltd проти Svenska Byggnadsarbetareförbundet. Ці суперечливі рішення, швидко схвалені законодавчими заходами, свідчать про те, що основоположне право працівників на колективні дії підпорядковується свободі бізнесу створювати та надавати послуги. Позитивніше те, що Директива про інформування та консультування працівників вимагає, щоб на робочих місцях із чисельністю персоналу понад 20 або 50 осіб було право створювати виборні робочі ради з низкою обов'язкових прав, Європейська директива про ради 2009 року дозволяє створювати робочі ради на транснаціональному рівні, а Директива про залучення працівників вимагає представництва працівників у радах директорів компаній у деяких європейських компаніях. Якщо компанія перетворюється з корпорації держави-члена на товариство відповідно до Регламенту про європейські компанії 2001 року, працівники мають право на не менш сприятливе представництво, ніж згідно з чинним законодавством держави-члена про участь у раді директорів. Це практично важливо, оскільки більшість держав-членів ЄС вимагають представництва працівників у радах директорів компаній.
По-четверте, мінімальні права на безпеку роботи передбачені трьома Директивами. Директива про колективні скорочення 1998 року визначає мінімальні періоди повідомлення та консультацій, якщо під загрозою опиняється більше, ніж встановлена кількість робочих місць. Директива про передачу підприємств 2001 року вимагає, щоб співробітники зберігали всі договірні права, якщо немає незалежної економічної, технічної чи організаційної причини, якщо їхнє робоче місце продається від однієї компанії до іншої. Директива про захист від неплатоспроможності 2008 року потребує, щоб вимоги працівників щодо заробітної плати були захищені у випадку, якщо їхній роботодавець стає неплатоспроможним. Ця остання Директива призвела до розгляду справи «Франкович проти Італії», де Суд Справедливости підтвердив, що держави-члени, які не впроваджують мінімальні стандарти Директив ЄС, зобов'язані виплачувати компенсації працівникам, які повинні мати ці права, передбачені цими директивами.

### Компанії та інвестиції
Як і регулювання праці, європейське корпоративне право не є до кінця цілісною системою права. Натомість низка директив вимагає впровадження мінімальних стандартів, які зазвичай захищають інвесторів, у національних законах, які регулюють корпоративне право. Найбільшими в Європі залишаються державні корпорації, такі як британська «відкрита публічна компанія з обмеженою відповідальністю», німецьке «акціонерне товариство» або французьке «анонімне товариство». Однак існує «Societas Europaea» (скорочено «SE»), створена відповідно до Регламенту про статут європейської компанії 2001 року. У ньому встановлюються основні положення щодо методу реєстрації (наприклад, шляхом злиття або рекорпорації існуючої компанії), але потім зазначається, що незалежно від того, де SE має зареєстрований офіс, законодавство цієї держави-члена доповнює норми Статуту. Директива про залучення працівників 2001 року також додає, що, коли SE зареєстровано, працівники мають право за замовчуванням зберегти все існуюче представництво в раді директорів, яке вони мають, якщо тільки вони не домовляться в колективному договорі про інший або кращий план, ніж це передбачено чинним законодавством держави-члена. Крім того, найважливіші норми типових нормативно-правових актів про корпоративне право залишається на розсуд законодавства держав-членів, якщо вони відповідають подальшим мінімальним вимогам директив у сфері корпоративного права. Обов'язки ради директорів перед компанією та її зацікавленими сторонами або право подавати похідні позови для захисту конституційних прав, як правило, не регулюються законодавством ЄС. Також не регулюються права переважної купівлі акцій, а також права будь-якої сторони щодо позовів через делікт, контракт або проривання корпоративної завіси для притягнення директорів та акціонерів до відповідальности. Проте Директиви вимагають мінімальних прав щодо створення компанії, підтримки капіталу, бухгалтерського обліку та авдиту, регулювання ринку, нейтралітету ради директорів у пропозиціях про поглинання, правил щодо злиття та управління транскордонною банкрутством. Упущення мінімальних стандартів є важливим, оскільки Суд Справедливости постановив у справі «Centros Ltd проти Агентства бізнесу та компаній», що свобода заснування вимагає від компаній працювати в будь-якій державі-учасниці ЄС, яку вони виберуть. Стверджувалося, що це створює ризик «гонки на дно», хоча Суд Справедливости незабаром підтвердив у справі «Торгово-промислової палати Амстердама проти Inspire Art Ltd», що компанії все одно повинні дотримуватися пропорційних вимог, які відповідають «суспільним інтересам».

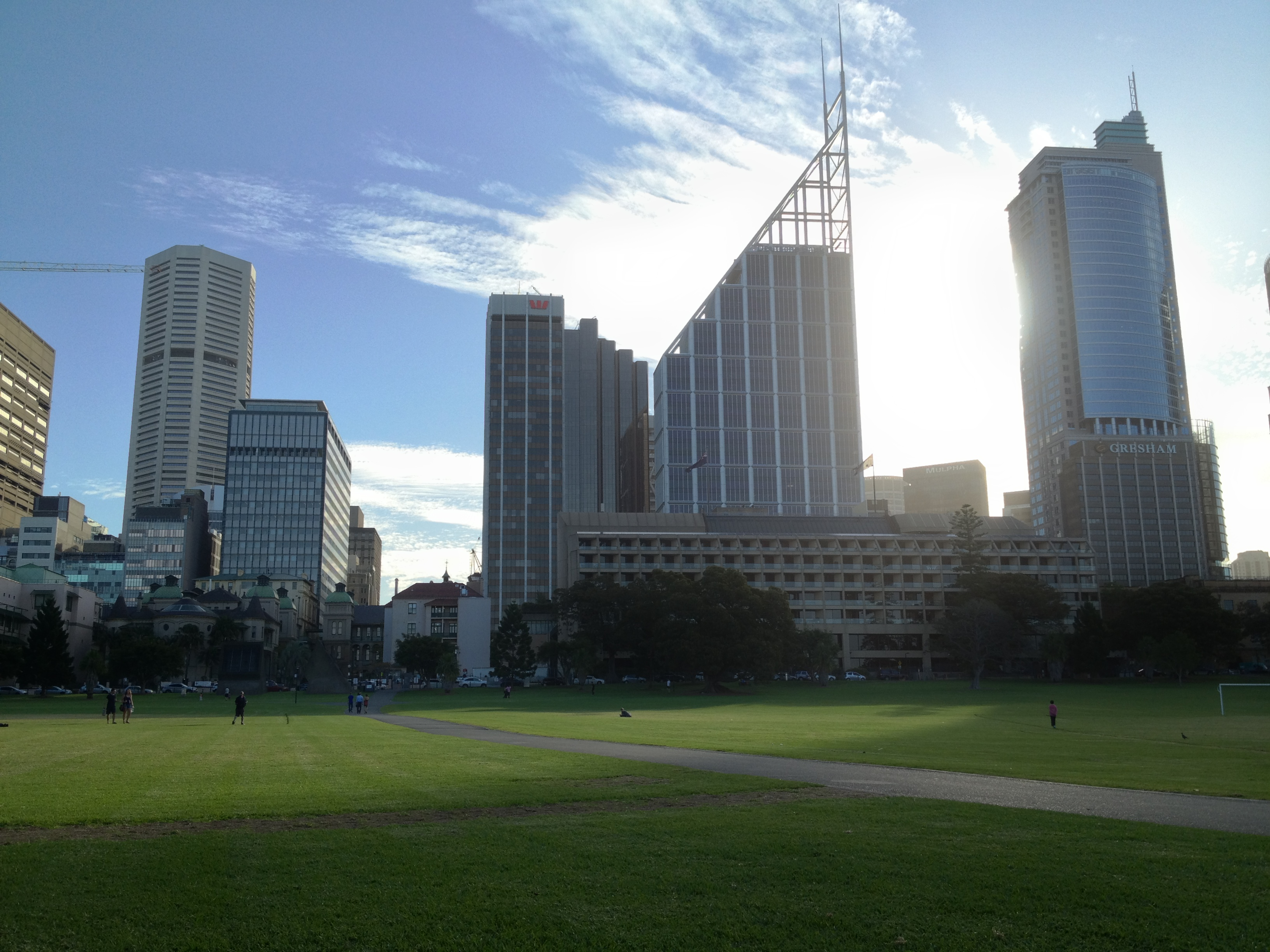
вимагає дотримання інструкцій щодо голосування за довіреністю. ЄС поки що не вжив жодних дій, як це зробили, щоб перешкодити менеджерам активів або банкам, таким як Deutsche Bank, голосувати за акціями компанії, куплені за, і надати повноваження кінцевим інвесторам.

Серед найважливіших стандартів управління — право голосу при виборі членів ради директорів для інвесторів праці та капіталу. Проєкт п'ятої директиви про корпоративне право, запропонований 1972 року, який хотів загальноєвропейських прав для працівників голосувати за ради директорів, застопорився здебільшого через спроби зажадати дворівневої структури рад директорів. Директива про права акціонерів 2007 року вимагає, щоб акціонери могли вносити пропозиції, ставити запитання на зборах, голосувати за дорученням і голосувати через посередників. Це стає дедалі важливішим, оскільки більшість акцій компанії належить інституційним інвесторам (насамперед менеджерам активів або банкам, залежно від держави-члена), які тримають «чужі гроші». Велика частина цих грошей надходить від співробітників та інших людей, які збирають гроші на пенсію, але не мають ефективного голосу. На відміну від Швейцарії після народної ініціативи 2013 року або Закону Додда-Франка 2010 року в США щодо брокерів, ЄС поки не заборонила посередникам голосувати без явних вказівок бенефіціарів. Це концентрує владу в руках невеликої кількости фінансових установ і створює потенціал для конфліктів інтересів, коли фінансові установи продають пенсійні, банківські або продукти компаніям, у яких вони голосують грошима інших людей. Низка прав для кінцевих інвесторів існує в Директиві про установи професійного пенсійного забезпечення 2003 року. Вона вимагає обов'язків щодо розкриття інформації про те, як управляється пенсійний фонд, фінансування та страхування для захисту від неплатоспроможности, але поки що не того, щоб права голосу надавались лише за вказівками інвесторів. Проте Директива про колективні інвестиції в переказні цінні папери 2009 року передбачає, що інвестори в пайовий взаємний фонд або («колективна інвестиційна схема») повинні контролювати права голосу. Ця директива насамперед стосується створення «паспорта». Якщо фірма дотримується правил авторизації та управління керуючими та інвестиційними компаніями в загальній структурі фонду, вона може продавати свої акції в колективній інвестиційній схемі по всьому Європейському Союзі. Це формує ширший пакет Директив щодо цінних паперів і регулювання фінансового ринку, більша частина якого була сформована досвідом фінансової кризи 2007—2008 років. Додаткові правила щодо практики винагороди, що розділяють депозитарні органи у фірмах від керуючих та інвестиційних компаній, і більше штрафів за порушення були введені в 2014 році. Ці заходи покликані знизити ризик для інвесторів, що інвестиції стануть неплатоспроможними. Директива про ринки фінансових інструментів 2004 року застосовується до компаній, що продають фінансові інструменти. Вона вимагає аналогічних процедур авторизації для отримання «паспорта» для продажу в будь-якій державі ЄС і прозорости фінансових контрактів через обов'язки розкривати суттєву інформацію про продукти, що продаються, включно з розкриттям потенційних конфліктів інтересів із клієнтами. Директива про управителів альтернативних інвестиційних фондів 2011 року застосовується до фірм із величезними обсягами капіталу, більше ніж €100 мільйонів, здебільшого до гедж-фондів і приватних інвестиційних компаній. Аналогічно, потрібен дозвіл на продаж продуктів по всій ЄС, а потім базові вимоги прозорости щодо продуктів, які продають, вимоги в політиці винагороди для керівників фондами, які сприймаються як такі, що знижують «ризик» або роблять оплату «результативною». Однак вони не вимагають обмежень на оплату. Існують загальні заборони на конфлікти інтересів і спеціальні заборони на виведення активів. Директива про платоспроможність II 2009 року спрямована, зокрема, на страхові компанії, яка вимагає мінімальний капітал і передову практику в оцінці активів, знову ж таки, щоб уникнути неплатоспроможності. Директиви про вимоги до капіталу містять аналогічні правила зі схожими цілями для банків. Для адміністрування нових правил 2011 року було створено Європейську систему фінансового нагляду, що складається з трьох основних відділень: Європейського управління з цінних паперів і ринків у Парижі, Європейського банківського управління в Дефансі та Європейського управління зі страхування та професійного пенсійного забезпечення у Франкфурті.

### Антимонопольне право

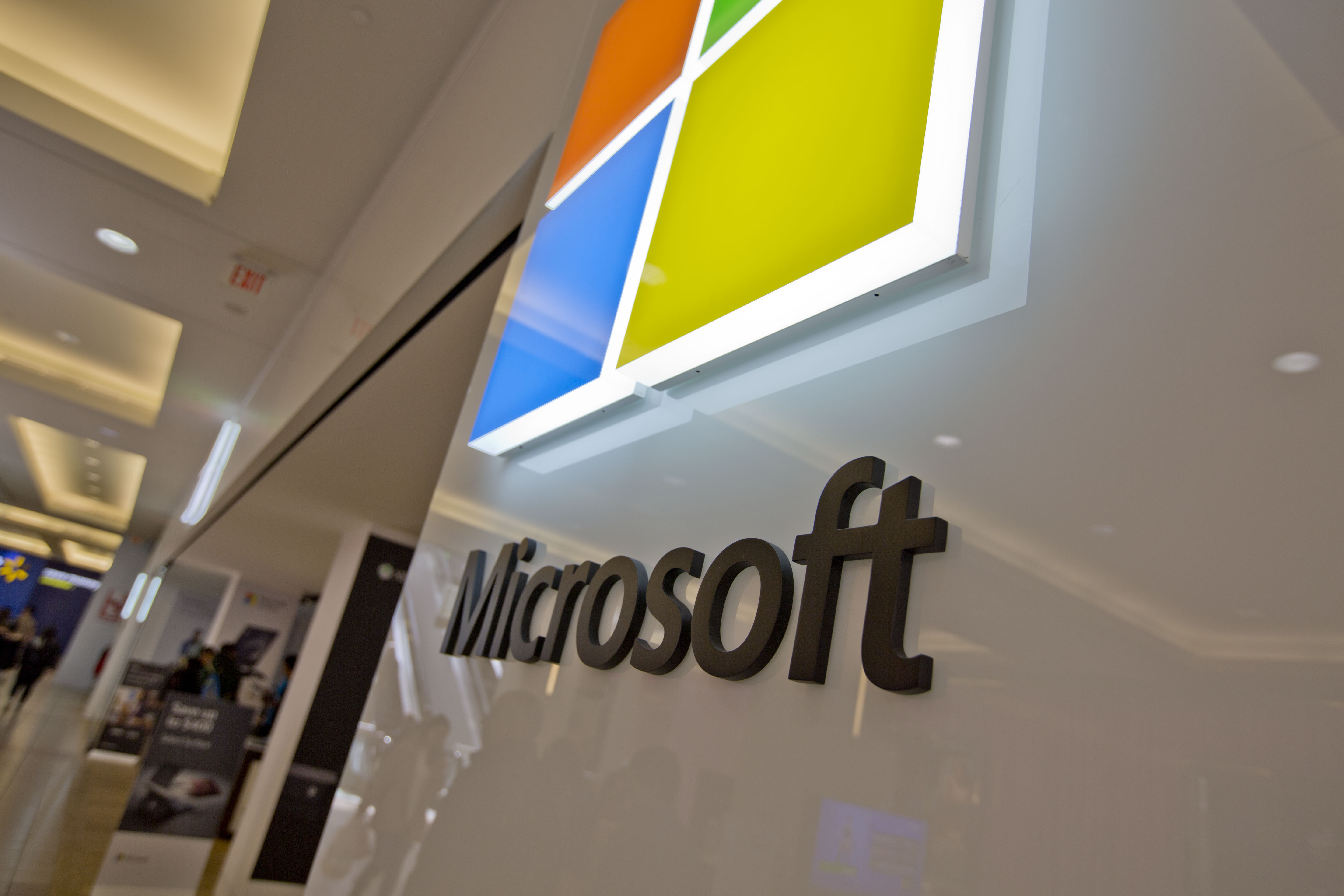
У справі Європейський Союз проти «Майкрософт» корпораціяMicrosoft була оштрафована на €497 мільйонів за прив'язку продажів своєї операційної системи до її медіаплеєра щодо збанкрутілих медіаплеєрів-конкурентів. Максимальні штрафи можуть досягати 10 % світового обороту.

Антимонопольне право має на меті «запобігти викривленню конкуренції на шкоду суспільним інтересам, окремим компаніям і споживачам», особливо шляхом обмеження влади великого бізнесу. Воно охоплює всі типи компаній незалежно від організаційно-правової форми або «кожну юридичну особу, яка займається економічною діяльністю», але не неприбуткові організації, засновані на принципі солідарності або органи, які здійснюють регулятивну функцію. Наймані працівники та профспілки не є компаніями та перебувають поза сферою дії антимонопольного права, а також індивідуальні самозайняті працівники, тому що згідно з давнім консенсусом у міжнародному праві праця не є товаром, а працівники мають структурно нерівну переговорну силу порівняно з бізнесом і роботодавцями. Юридичний професійний орган, який встановлює нормативні стандарти, є поза антимонопольним правом, як-от, наприклад, правила Міжнародного олімпійського комітету та Міжнародної федерації плавання щодо заборони наркотиків, тому що, хоча препарати можуть посилити «конкуренцію», «чесність і об'єктивність змагального спорту» була важливішою. Антимонопольне законодавство ЄС регулює лише діяльність, у якій торгівля між державами-членами має «значний» вплив, але держави-члени можуть мати вищі стандарти, які відповідають соціальним цілям. Чотири найважливіші набори правил стосуються монополій і компаній з домінуючим становищем, злиттів і поглинань, картелів або змов, а також державної допомоги.
По-перше, стаття 102 Договору про функціонування Європейського Союзу забороняє «зловживання домінуючим становищем одним або кількома компаніями». Вважається, що «домінуюче становище» існує тоді, коли частка ринку перевищує 50 % і може існувати при частці ринку 39,7 %. Також може існувати домінування через контроль над даними або групою компаній, що діють колективно і тоді цю корпоративну групу розглядатимуть як «єдину економічну одиницю» з метою розрахунку частки ринку. Заборонені категорії «зловживання» є необмеженими, але стаття 102 чітко визначає заборони на (а) «несправедливі ціни купівлі або продажу», (б) «обмеження виробництва», (в) «застосування несхожих умов до еквівалентних транзакції» та (г) накладення непов'язаних додаткових зобов'язань до контрактів. У відомій справі про (а) несправедливі ціни, «United Brands Company проти Комісії Європейських Спільнот», Суд Справедливости постановив, що, незважаючи на те, що бананова компанія займала домінуюче становище на своїх товарних і географічних ринках (оскільки банани нелегко було замінити іншими фруктами, і її відповідна частка ринку була 40-45 %), ціни на 7 % вищі, ніж у конкурентів, були недостатніми для зловживання. Натомість ціни, що на 25 % перевищували розрахункові витрати компанії, були визнані несправедливими. Несправедливе ціноутворення також включає хижацьке ціноутворення, коли компанія знижує власні продажні ціни, щоб збанкрутувати конкурента: існує презумпція зловживання, якщо компанія встановлює ціну «нижче середніх змінних витрат», а саме «тих, що змінюються в залежності від кількості виробленої продукції». При цьому не вимагається доводити, що збитки можуть бути відшкодовані. Провідною справою щодо (б) обмеження виробництва є «AstraZeneca plc проти Комісії», де фармацевтична компанія була оштрафована на €60 мільйонів за те, що ввела державні органи в оману, щоб отримати довший патент на ліки під назвою Losec, таким чином обмеживши публічне використання цієї назви. У 2022 році у справі «Google LLC проти Комісії» Загальний суд підтвердив штраф у розмірі €4,125 мільярда проти Google за «перешкоджання розробці та розповсюдженню конкурентних операційних систем Android» через виплату виробникам плати за те, щоб вони не встановлювали жодних версій, окрім власної версії Google. Відмова від постачання товарів чи послуг також може бути зловживанням, як у справі «Commercial Solvents Corporation проти Комісії», де дочірня компанія CSC припинила продаж конкуренту інгредієнта для препарату для боротьби з туберкульозом після того, як сама вийшла на ринок лікарських засобів. Подібно в справі Європейський Союз проти «Майкрософт» Microsoft було оштрафовано на €497 мільйонів, серед іншого, за відмову надати Sun Microsystems та іншим конкурентам інформацію, необхідну для створення серверів після того, як сама Microsoft вийшла на ринок серверів.

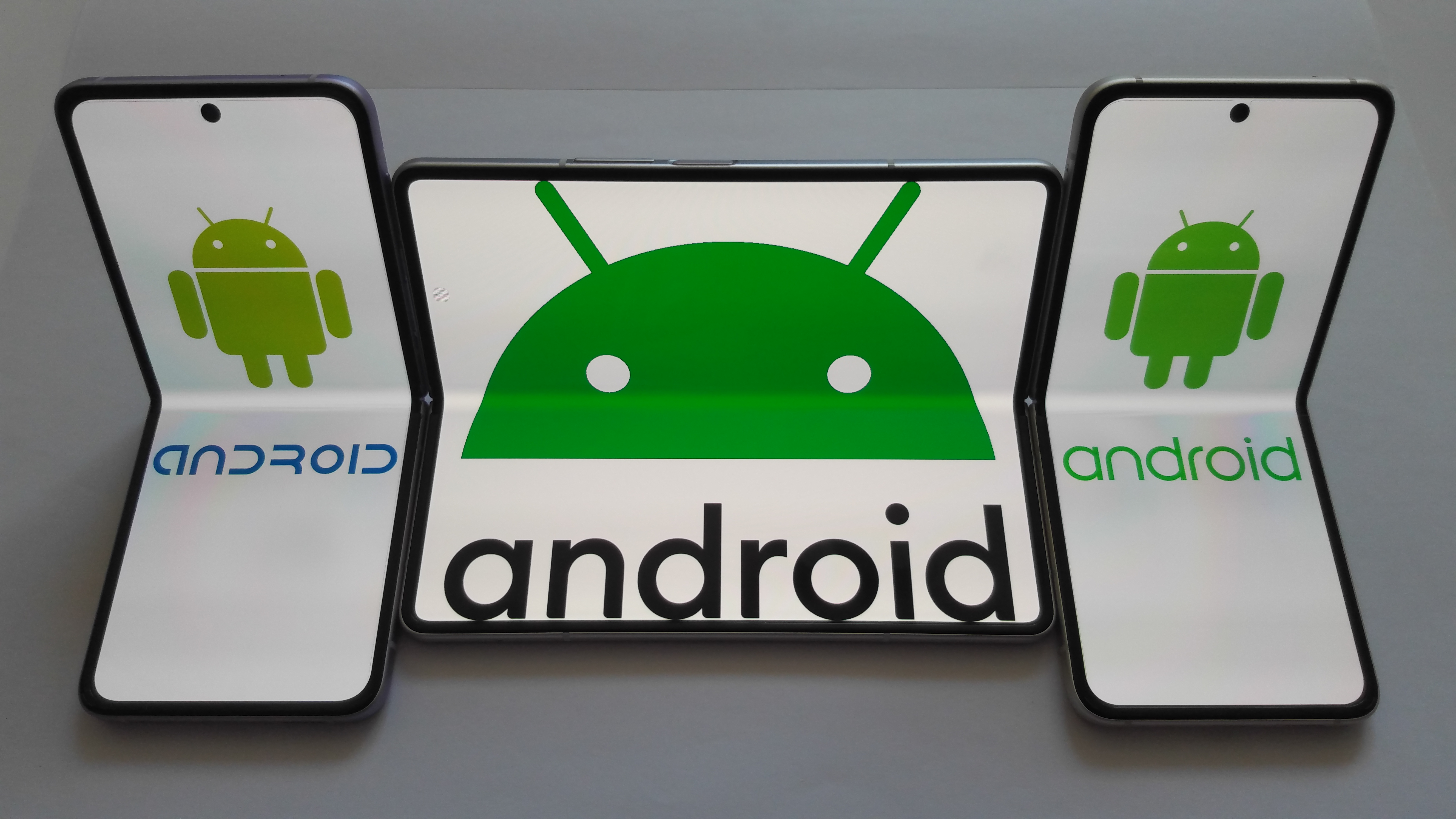
У справі «'» Google було оштрафовано на €4,125 мільярда за підкуп виробників телефонів з метою встановлення тільки її версії операційної системи Android.

Відповідно до третього типу зловживань, (в) незаконної дискримінації, у справі «British Airways plc проти Комісії» було встановлено, що British Airways зловжила своїм домінуючим становищем, надавши деяким турагентам додаткову плату за просування саме своїх квитків. Це зробило «вихід на ринок дуже складним» і позбавило «співвиконавців можливості обирати між різними джерелами поставок або комерційними партнерами». У категорії (г) прикладами зловживання накладенням непов'язаних додаткових зобов'язань є справа Європейський Союз проти «Майкрософт», де Microsoft включила попередньо встановлений медіаплеєр у продаж ОС Windows, що призвело до нанесення шкоди компаніям-конкурентам, таким як RealPlayer. Проте в справі «Intel Corp проти Комісії» Комісія оштрафувала Intel на €1,06 мільярда за надання знижок на комп'ютерні процесори x86, якщо виробники купували понад 80 % своїх мікросхем лише у Intel. Це мало ефект «прив'язування клієнтів до компаній, що займають домінуюче становище». Однак штраф було анульовано на тій підставі, що комісія не довела належним чином антиконкурентний ефект, тож у 2023 році Комісія наклала менший штраф у розмірі €376 млн. По-друге, європейське законодавство про злиття застосовується до «концентрації» (будь-якого злиття або поглинання), яка зазвичай має вартість щонайменше €100 мільйонів в ЄС, якщо це «суттєво перешкоджало б ефективній конкуренції» шляхом створення або зміцнення домінуючої позиції. У той час як злиття між прямими («горизонтальними») конкурентами ретельно перевіряються після обов'язкового повідомлення комісії, вертикальні або конгломератні злиття часто допускаються, якщо конкурента не видаляють Це призвело до появи все більших бізнес-груп із дедалі більшою владою.
По-третє, стаття 101 Договору про функціонування Європейського Союзу забороняє картелі або змову, включаючи участь конкурентів у (a) фіксації цін, (б) обмеженні виробництва, (в) розподілі ринків, (г) застосуванні несхожих умов до еквівалентних операцій та (ґ) створенні контрактів, що підлягають непов'язаним зобов'язанням. Відповідно до частини 2 статті 101 будь-які такі угоди між компаніями автоматично є недійсними. Стаття 101(3) встановлює винятки, якщо картелі або змова спрямована на розповсюдження чи технологічні інновації, надає споживачам «справедливу частку» вигоди та не містить необґрунтованих обмежень, які ризикують усунути конкуренцію будь-де. Наприклад, у справі «Parker ITR Srl проти Комісії» одинадцять корпорацій, які виробляли морські шланги для морських нафтових вишок, були оштрафовані на €131 мільйонів за фальсифікацію торгів і розподіл ринків по всьому світу — вони призначали «чемпіона торгів» у кожному випадку для підвищення цін. Таємні картелі часто важко довести, тому суди дозволяють антимонопольним органам встановлювати змову, коли немає інших правдоподібних пояснень зростання цін. Однак деякі угоди між компаніями можуть бути вельми вигідними. Наприклад, у рішенні Європейської ради з будівництва побутової техніки Комісія постановила, що угода між виробниками пральних машин про поетапну відмову від виробництва машин з низькою ефективністю є законною, особливо тому, що це призведе до «скорочення забруднення від виробництва електроенергії». По-четверте, стаття 106(1) ДФЄС вимагає, щоб держава не надавала особливих або виключних прав компаніям, які спотворюють конкуренцію. І також ця стаття зазначає, що (2) законодавство про конкуренцію застосовується до послуг, які становлять спільний економічний інтерес, якщо тільки воно не перешкоджає їхнім завданням згідно із законом або фактом (наприклад, при наданні державних послуг). Відповідно до статті 107 (1) ДФЄС заборонена державна допомога, яка спотворює конкуренцію, але дозволена допомога (2) окремим споживачам без дискримінації та (3) для економічного розвитку, зокрема для подолання неповної зайнятости. Директива про закупівлі 2014/24/EU щодо публічних закупівель у ЄС встановлює стандарти для відкритих тендерів під час аутсорсингу державних послуг приватним компаніям.

### Інтелектуальна власність
Поки законодавство ЄС ще не розробило цивільний кодекс для контрактів, деліктів, неправомірного збагачення, нерухомого чи особистого майна чи торгівлі в цілому, європейські вчені-правознавці розробили загальні принципи, включаючи принципи європейського договірного права та принципи європейського деліктного права, які є спільним для держав-членів. За відсутності узгоджености існує комплексна система колізійного права для врегулювання юрисдикції судів і застосовного права для більшости комерційних спорів. Брюссельський режим визначає юрисдикцію судів залежно від того, де особа проживає або веде діяльність. Застосовне право для консенсуальних зобов'язань тоді визначається Римським регламентом I, де стаття 3 зазначає принцип, що вибір права може бути зроблено прямо в договорі, якщо це не впливає на положення, від яких не можна відступати, наприклад, працевлаштування, споживання, права оренди чи інші права. Рим II визначає застосовне право у випадку неконсенсуальних зобов'язань, таких як делікти та необґрунтоване збагачення. Згідно зі статтею 4 загальне правило полягає в тому, що закон застосовується, коли «сталася шкода», хоча згідно зі статтею 7 у випадку «шкоди, завданої навколишньому середовищу або шкоди, заподіяної внаслідок цього особам або майну», є вибір подати позов відповідно до законe заподіювача шкоди.
На відміну від інших форм власності, права інтелектуальної власності комплексно регулюються серією директив щодо авторських прав, патентів і торгових марок. У статті 1 Директиви про терміни авторського права 2006 року стверджується, що авторські права діють протягом 70 років після смерті автора. Директива про авторське право та інформаційне суспільство 2001 року була прийнята для регулювання авторського права в мережі Інтернет, а дія статті 5 полягає в тому, що постачальники послуг Інтернету не несуть відповідальности за дані, які вони передають, навіть якщо вони порушують авторські права. Однак згідно зі статтею 6, держави-члени повинні забезпечити «належний правовий захист» авторських прав. Директива про права перепродажу створює право на винагороду для авторів, якщо роботи перепродаються. Директива про правозастосування вимагає, щоб держави-члени мали ефективні засоби правового захисту та судові процеси. Згідно з Європейською патентною конвенцією, яка діє окремо від ЄС, загальний термін дії патенту становить 20 років від дати подання заявки на патент (винахід) до офіційного реєстру, а розробка патенту ЄС спрямована на гармонізацію стандартів відповідно до цих норм. Директива про торговельні марки забезпечує єдину систему реєстрації торговельних марок, так що, за винятком винятків, зареєстрована торговельна марка діє в усіх державах-членах ЄС.

## Публічне регулювання

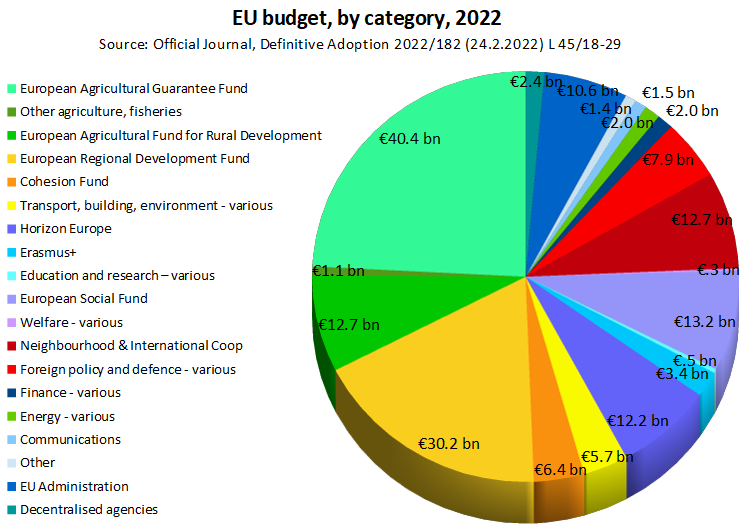
Бюджет ЄС у 2022 році становив близько €170 мільярдів. З них €54 млрд було витрачено на субсидоване сільське господарство, €42 млрд було витрачено на транспорт, будівництво та навколишнє середовище, €16 млрд було витрачено на освіту та дослідження, €13 млрд на соціальне забезпечення, €20 млрд на зовнішню та оборонну політику, €2 млрд на фінансування, 2 млрд євро на, €1,5 мільярда євро на комунікації та €13 мільярдів на адміністрування.

Значна частина законодавства ЄС і більша частина бюджету ЄС стосується публічного регулювання та державних послуг. Основна норма Договору про функціонування ЄС у статті 345 полягає в тому, що «Договори жодним чином не порушують правила держав-членів, що регулюють систему власності на власність», тобто ЄС залишається нейтральною щодо приватної чи державної власності, але можу бути спільні стандарти. Що стосується освіти та охорони здоров'я, держави-члени зазвичай організовують державні послуги, а ЄС вимагає вільного пересування. Європейський центральний банк фінансує приватні банки та приймає спільну монетарну політику для цінової стабільности та зайнятости. Політика ЄС у сфері енергетики, сільського та лісового господарства, транспорту та будівель має вирішальне значення для подолання шкоди клімату та повного переходу на чисту енергію, яка не нагріває планету. Серед них 33 % усього бюджету ЄС витрачається на сільськогосподарські субсидії фермерським корпораціям і власникам. ЄС також має дедалі більше політик щодо підвищення стандартів зв'язку, Інтернету, захисту даних та онлайн-медіа. Європейський Союз має обмежену участь у військовій справі та безпеці, але має спільну зовнішню політику та політику безпеки.

### Освіта та здоров'я

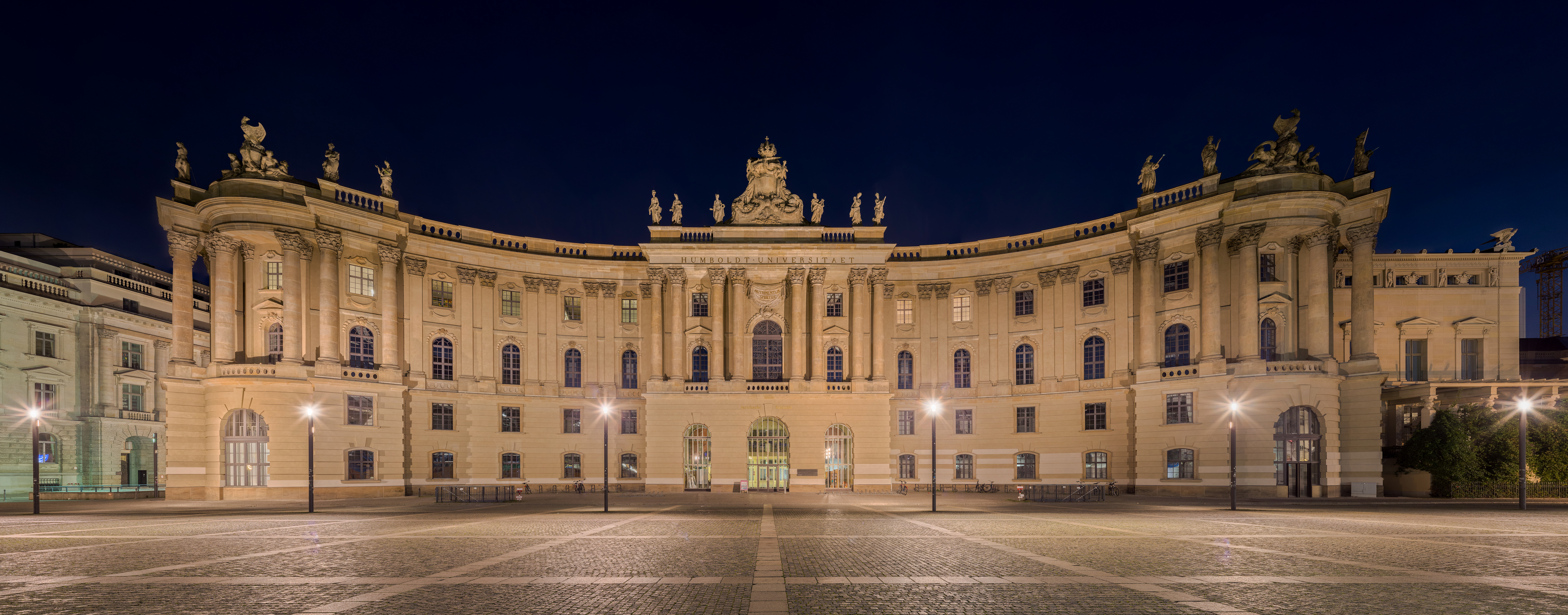
Більшість європейських університетів, таких як Берлінський університет, є безкоштовними та фінансуються за рахунок справедливого податку згідно з Європейською соціальною хартією та Міжнародним біллем про права, хоча їхнє керівництво не завжди надає достатнє право голосу співробітникам і випускникам.

Освіта та охорона здоров'я керуються в основному державами-членами, але формуються загальними мінімальними стандартами законодавства ЄС. У випадку освіти Європейська соціальна хартія, як і Загальна декларація, Міжнародний білль про права людини, стверджують, що «кожен» має право на освіту, і що початкова, середня та вища освіта має бути «безкоштовною»,, наприклад, «шляхом зменшення або скасування будь-яких зборів» і «надання фінансової допомоги». Хоча історія освіти була обмежена багатою елітою, сьогодні більшість держав-членів мають безкоштовні університети. Немає спільних правил фінансування чи управління університетами, хоча існує право на вільне пересування, а університети добровільно погодили стандарти. У 1987 році була створена програма Erasmus для фінансування навчання студентів в інших країнах із бюджетом €30 мільярдів з 2021 по 2027 рік. З 1999 року Болонська декларація та процес привели до створення Європейського простору вищої освіти, де державні університети-члени прийняли спільну структуру ступенів (ступені бакалавра, мастера та доктора) з метою мати однакові очікування щодо результатів навчання. Держави-члени не можуть встановлювати різні збори для студентів з інших держав-членів або обмежувати їхню кількість, і це спрацювало навіть без системи відшкодування країнами одна одній, якщо витрати сильно відрізняються. Однак, якщо держави-члени мають ґранти або студентські позики, згідно справи «R (Bidar) проти лондонського боро Ілінг», може бути мінімальна вимога щодо проживання, наприклад, три роки. Більшість найкращих університетів світу надають можливість більшості співробітників, а також випускникам і студентам брати активну участь в управлінні університетом. Наприклад, французький Освітній кодекс вимагає, щоб університети мали керівну раду з 24 до 36 членів, причому від 8 до 16 членів обирали професори, від 4 до 6 — неакадемічний персонал, від 4 до 6 — студенти та 8 зовнішніх членів, і мали академічну раду, яку обирають працівники, з повноваженнями встановлювати важливі правила, як-от навчання чи іспити. Середня, початкова та дошкільна освіта, як правило, безкоштовні. Більш успішні шкільні системи, як правило, добре фінансуються і є державними і не мають бар'єрів для дітей, заснованих на багатстві, таких як приватні збори за навчання. Більшість шкіл дозволяють співробітникам і батькам голосувати за представників у керівних органах шкіл своїх дітей.

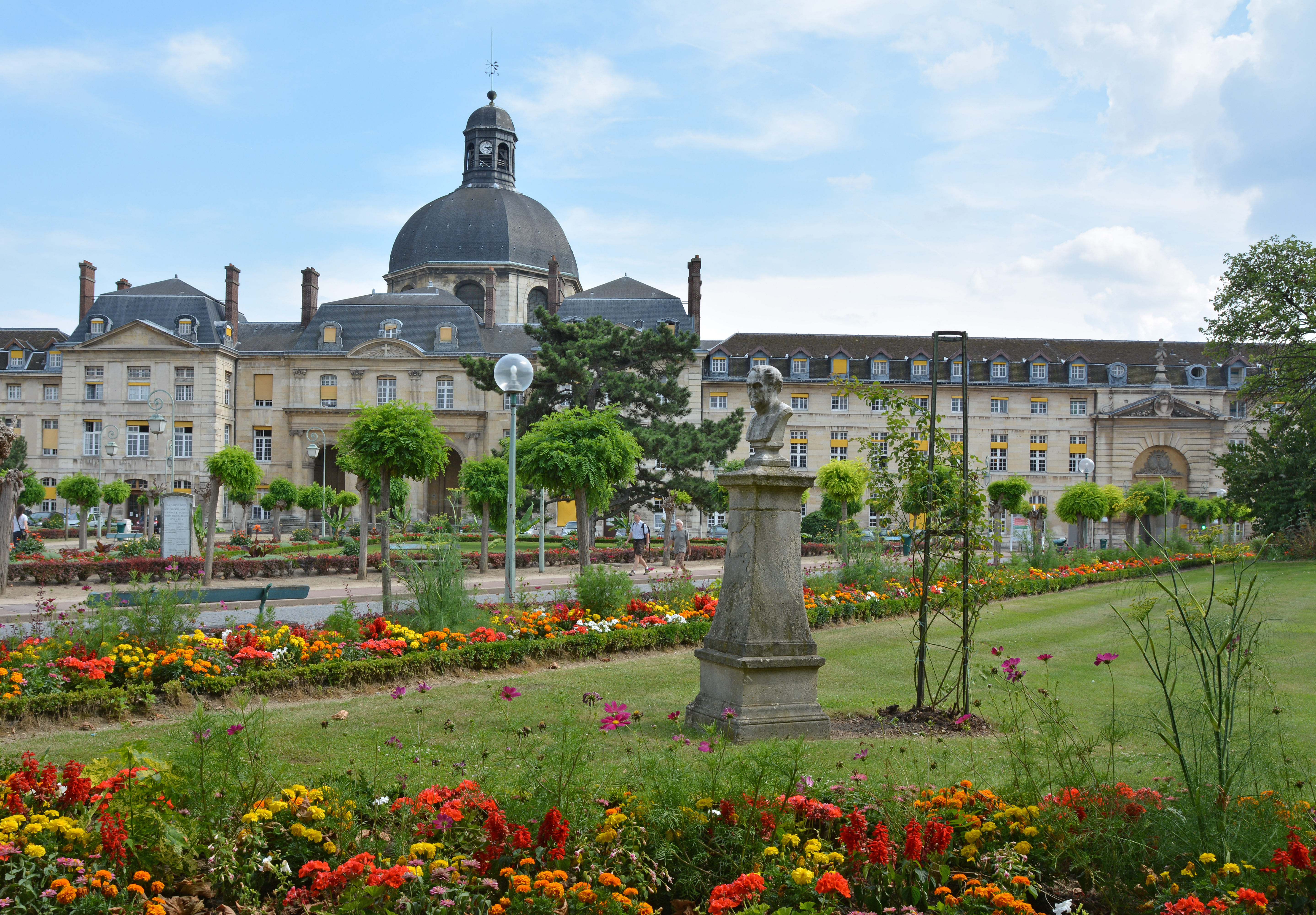
Більшість держав ЄС гарантують, що охорона здоров'я є безоплатною державною послугою, або надають державне страхування з лікарнями, що працюють незалежно, як, наприклад, госпіталь Пітьє-Сальпетрієр у Парижі, в той час як меншість країн пропонує дорожче приватне обслуговування з гіршими результатами.

Як і в освіті, існує загальне право людини на «здоров'я та благополуччя», включаючи «медичну допомогу та необхідні соціальні послуги», хоча в законодавстві про права людини не йдеться про те, яка система управління охороною здоров'я є найкращою. Серед держав-членів ЄС існують дві основні традиції надання медичних послуг, що ґрунтуються на державній службі або страхуванні. По-перше, охорону здоров'я можна розглядати як державну послугу, безоплатну в момент використання, при цьому лікарні здебільшого належать державній службі охорони здоров'я, а лікарі фінансуються державою («модель Беверіджа»). Така система є, наприклад, у Фінляндії, Швеції, Данії, Іспанії, Італії, Португалії, Греції або Ірландії. По-друге, охорону здоров'я можна надавати за допомогою страхування, де лікарні та лікарі перебувають в окремій власності й управляються постачальником послуг («модель Бісмарка»). Є великий спектр між системами, заснованими переважно на державному страхуванні, які зазвичай створюють державні опціонні лікарні або не потребують прибутку (наприклад, Франція, Бельгія, Люксембург, Словенія, Чехія або Естонія), і тими, що допускають значне приватне та прибуткове страхування та лікарняне або лікарське забезпечення (Нідерланди та Німеччина). У будь-якому випадку охорона здоров'я є загальною та субсидованою або безкоштовною там, де люди не можуть дозволити собі страхові внески, на відміну від сумнозвісного випадку Сполучених Штатів, де все ще немає загального медичного обслуговування. Результати охорони здоров'я сильно різняться між різними системами, тож, хоча загалом тривалість життя вища за більших інвестицій, охорона здоров'я, як правило, має гірші результати і коштує дорожче там, де більше приватного бізнесу або прибутку. Згідно зі статтею 56 Договору про функціонування Європейського Союзу існує право на отримання послуг із правилами, кодифікованими в Директиві про права пацієнтів 2011 року. Стаття 4 вимагає, щоб люди отримували лікування, стаття 5 вимагає відшкодування витрат державаю походження особи, стаття 6 вимагає, щоб національні контактні пункти з'єднували постачальників медичних послуг або страхових компаній і організації пацієнтів, але згідно зі статтею 8 держави-члени можуть вимагати попереднього дозволу людей на виїзд за кордон на лікування, де витрати високі або потрібне планування. Європейська картка медичного страхування також доступна безкоштовно, щоб отримати медичне обслуговування по всьому ЄС. Цю систему було розроблено після справи «R (Воттс) проти Bedford Primary Care Trust», де в 2003 році пані Воттс приїхала з Сполученого Королівства до Франції, заплатила 3900 фунтів стерлінгів за операцію по заміні тазостегнового суглоба та вимагала відшкодування. У той час списки очікування Національної служби охорони здоров'я Сполученого Королівства становили від 4 до 6 місяців. Велика палата Суду постановила, що медична допомога вважається «послугою» відповідно до статті 56 ДФЄС, і що в принципі існує право отримувати ці послуги за кордоном. Однак високий попит може виправдати списки очікування в національній системі охорони здоров'я, але необхідно оцінити індивідуальні обставини пацієнта. Стосовно людей з держав, які не входять до ЄС, Європейський суд з прав людини постановив у справі «N проти Сполученого Королівства», що депортація будь-кого в державу, де вони навряд чи проживуть довше ніж два роки без лікування, не є нелюдським та таким, що принижує гідність, поводженням, що суперечить статті 3 ЄКПЛ. Не існує обов'язку «через надання безоплатної та необмеженої медичної допомоги всім іноземцям без права перебування в межах її юрисдикції» уникати «надто великого тягаря для Договірних держав». Проте, якщо чиясь смерть неминуча, Європейський суд з прав людини ухвалив, що рішення про висилку порушить статтю 3 ЄКПЛ.

### Банківське та податкове право
Банківська, монетарна та фіскальна політика контролюється Європейським центральним банком (ЄЦБ), державами-членами та Комісією. Банківська, монетарна та фіскальна є життєво важливою для європейського суспільства, оскільки впливає на права людини на повну зайнятість, справедливу заробітну плату, житло та достатній рівень життя. Коли було створено єврозону та спільну валюту євро, не було політичної домовлености про розробку повноцінної фіскальної політики ЄС (тобто податків і витрат), щоб уряди об'єднували гроші та позичали державам, які опинились у скруті, оскільки вважалося, що багатші країни-члени не повинні субсидувати бідніші держави-члени. Проте планувалося створення спільного центрального банку, який мав би мати на меті спільні процентні ставки. Європейський центральний банк, розташований у Франкфурті, контролює грошово-кредитну політику, яка лежить в основі євро. Держави-члени також мають центральні банки (такі як Федеральний банк Німеччини, Банк Франції, Банк Іспанії, Банк Італії тощо), і ці 19 центральних банків держав-членів єврозони зобов'язані діяти відповідно до політики ЄЦБ. ЄЦБ має виконавчу раду з президентом, віце-президентом і чотирма іншими членами, які призначаються Європейською радою кваліфікованою більшістю після консультацій з Європейським парламентом і Радою керуючих ЄЦБ. Рада керуючих складається з виконавчої ради ЄЦБ і центральних банків держав-членів, які використовують євро, вони мають 8-річний термін повноважень і можуть бути звільнені лише за серйозні порушення.

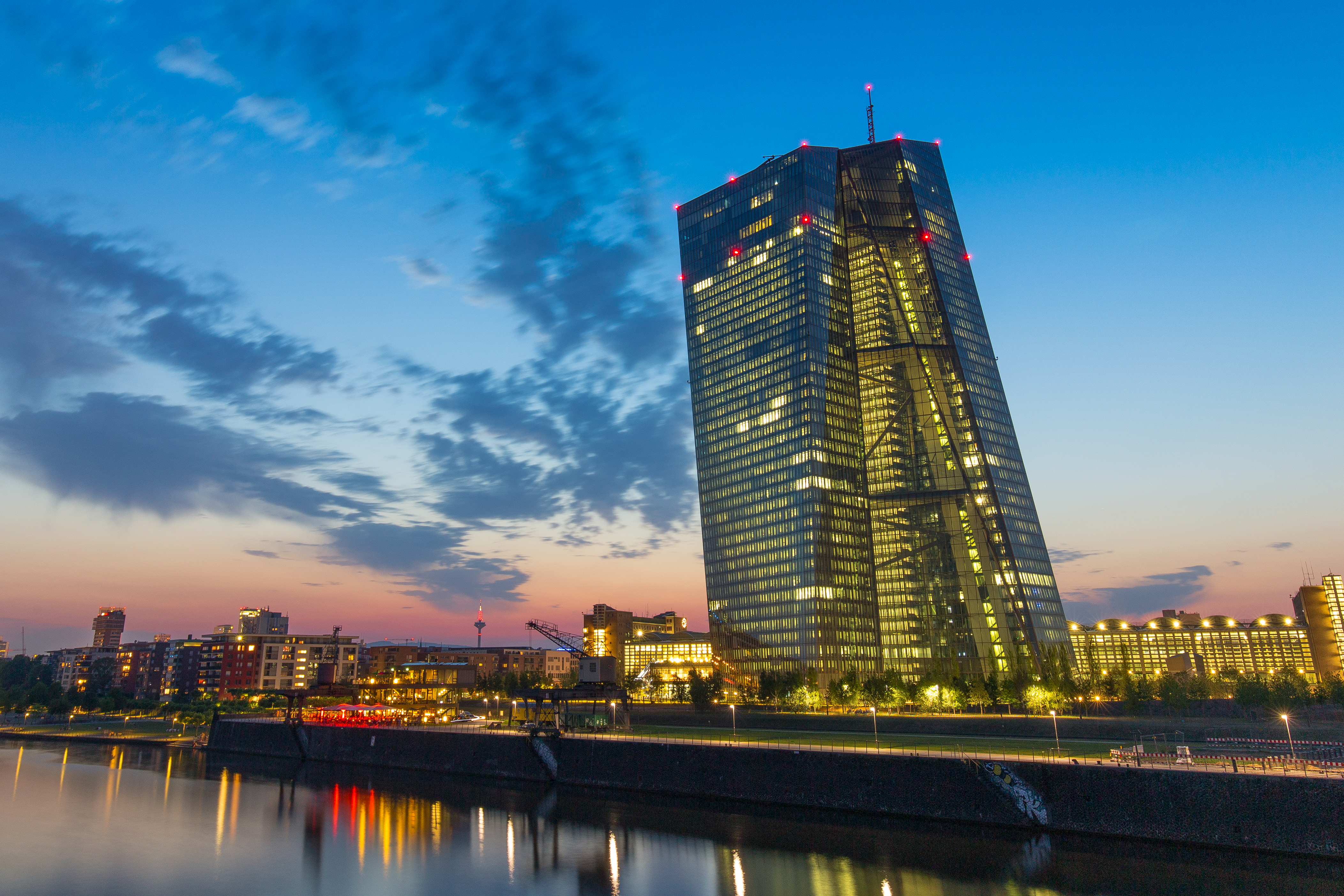
Європейський центральний банк покликаний підтримувати «стабільність цін» і повну зайнятість, але він ще не використав свої повноваження щодо монетарної політики, щоб змусити банки відмовитися від викопного палива, яке викликає інфляцію, щоб запобігти ескалації нерівності в оплаті праці або зростання цін на житло.

«Основною метою Європейського центрального банку… є підтримання стабільности цін. Без шкоди для цієї мети він підтримує загальну економічну політику в Європейському Союзі», таку як «збалансоване економічне зростання та стабільність цін, висококонкурентна соціальна ринкова економіка», спрямована на повну зайнятість і соціальний прогрес, а також високий рівень захисту та покращення якості довкілля». Для досягнення цих цілей існують три основні пункти. По-перше, ЄЦБ може вимагати від інших банків мати резерви, пропорційні їхньому типу кредитування. По-друге, він може позичати гроші іншим банкам або проводити «кредитні операції». По-третє, він може «діяти на фінансових ринках шляхом купівлі та продажу» цінних паперів. Наприклад, у справі «Ґаувайлер та інші проти Бундестагу» німецький політик заявив, що купівля ЄЦБ грецького державного боргу на вторинних ринках порушила статтю 123 ДФЄС, яка забороняє пряме позичання грошей урядам держав-членів. Суд ЄС відхилив те, що ЄЦБ займався «економічною політикою» (тобто фіскальними трансфертами), а не рішеннями монетарної політики, що йому було дозволено робити. Поки що ЄЦБ не спромігся використати ці повноваження, щоб ліквідувати інвестиції у викопне паливо, незважаючи на інфляцію, яку викликають газ, нафта та вугілля, враховуючи коливання цін на міжнародних ринках.
Окрім центрального банку, Директива про кредитні установи 2013 року вимагає авторизації та положень про обачність в інших банках у всіх державах-членах ЄС. Відповідно до програми Базель III, створеної міжнародною банківською групою, банки повинні тримати більше грошей у резервах на основі профілю ризику, який він має, як визначено регулятором держави-члена. Більш ризиковані активи вимагають більших резервів, і Регламент про пруденційні вимоги для кредитних установ кодифікує ці стандарти, наприклад, встановлюючи пропорційно менші резерви, якщо зберігається більший державний борг, але більше, якщо зберігаються цінні папери, забезпечені іпотекою. Щоб запобігти ризику напливу банків, Директива про гарантування вкладів 2014 року встановлює для всієї ЄС мінімальну гарантію в розмірі €100,000 для банківських депозитів, тож якщо чийсь банк стане неплатоспроможним, держава виплатить депозит до цієї суми. Поки що немає правил, що вимагають більш високого резервування та врахування кліматичних ризиків, а також знецінення запасів газу, нафти або вугілля, коли Європа замінює викопне паливо відновлюваною енергією

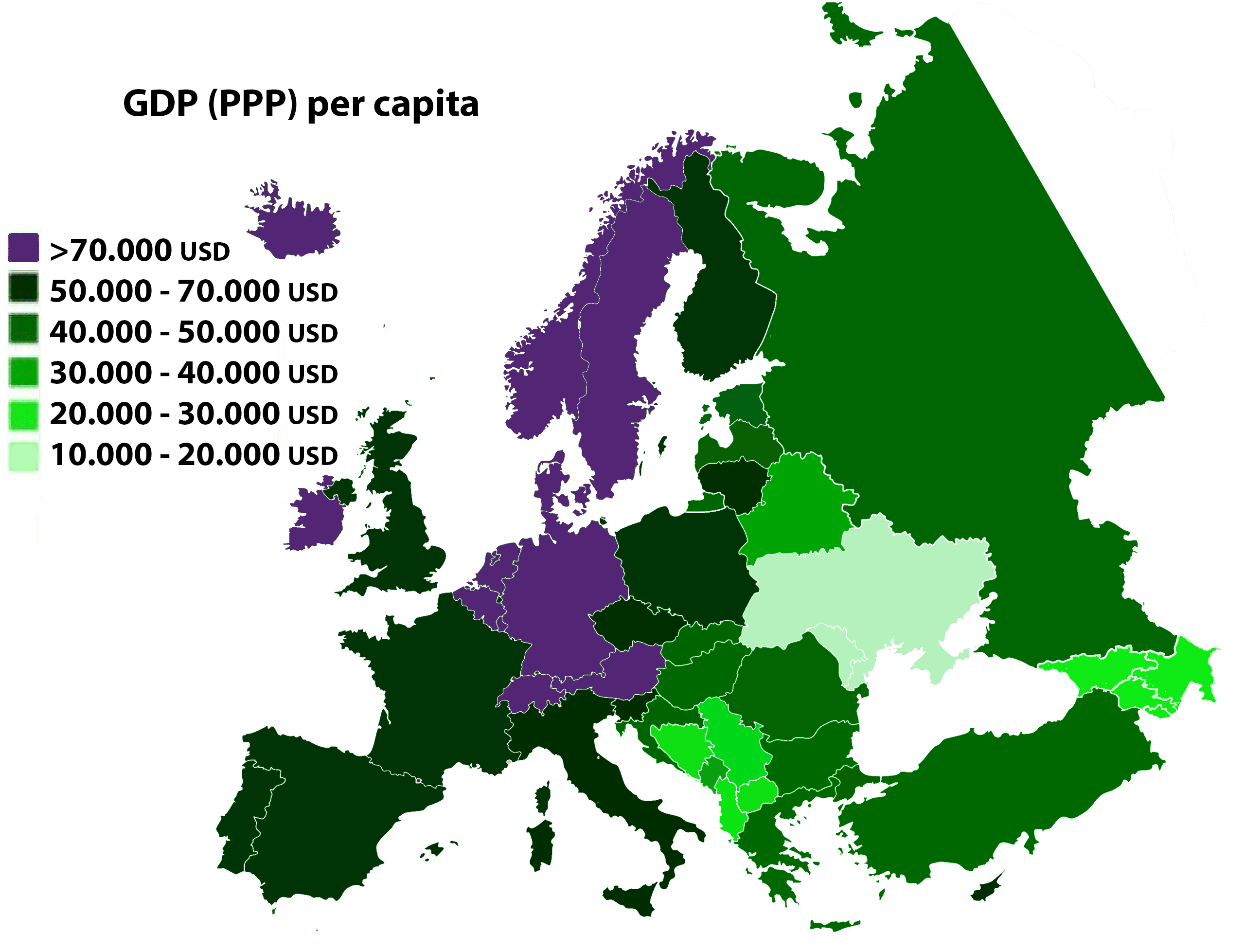
Європейські держави за ВВП (ПКС) на душу населення у 2019 році.

Бюджет Європейського Союзу складається з 7-річних циклів, і в 2022 році було витрачено близько €170 мільярдів, з яких майже третина була сільськогосподарська політика, включаючи регіональний розвиток. Урядові витрати держав-членів ЄС є набагато вищими у відношенні до валового внутрішнього продукту, але обмежені Європейським фіскальним пактом, який вимагає не більше ніж 3 % дефіциту бюджету порівняно з ВВП у будь-який конкретний рік, і спрямований на надлишки або збалансовані бюджети. У результаті кризи в єврозоні Договір про створення Європейського стабілізаційного механізму створив фонд для допомоги державам із серйозними фіскальними проблемами. Результати «суворих умов», що додається до кредитів (або так званої «структурної перебудови), які вимагали приватизації, скорочення соціального забезпечення та заробітної плати в Греції, Іспанії, Португалії та Ірландії, були особливо негативними для громадян. Основним показником економічної ефективности ЄС був ВВП, який підсумовує ринкові обмінні вартості на рахунках фірм і державних видатків згідно з Регламентом про валовий національний дохід 2019 року, хоча він не враховує забруднювальні та шкідливі види економічної діяльності, як-от енергетика й промисловість, які завдають шкоди клімату, навколишньому середовищу та здоров'ю людини. Бюджет ЄС в основному формується за рахунок внесків у розмірі близько 0,7 % ВВП на державу-члена, а також частки податку на додану вартість і митних зборів ЄС. У ЄС поки що немає більш всеосяжної системи для запобігання ухиленню від сплати податків або для справедливого оподаткування транснаціональних або фінансових корпорацій.

### Енергетичне право
Як і для всього світу, найважливішим завданням ЄС є заміна викопного палива чистою енергією так швидко, як це дозволяють технології, оскільки захист „життя“ і „покращення якости навколишнього середовища“ є основними правами та найвищою політичною метою ЄС. У міжнародному праві також існує „невід'ємне право всіх народів мати та використовувати повністю та вільно свої природні багатства та ресурси“, такі як чисте повітря, і право на «вигоди наукового прогресу», такі як чиста енергія. Загальна мета ЄС полягає в тому, щоб скоротити викиди токсичних парникових газів на 50-55 % до 2030 року, досягти вуглецево-нейтрального чи негативного рівня до 2050 року, і використовувати відновлювану енергію на 32 % до 2030 року, хоча Комісія запропонувала цільовий показник у 45 % до 2030 року, який підтримав Парламент у 2022 році Після російського вторгнення в Україну в 2022 році Європейський Союз прагне ліквідувати залежність від російського імпорту викопного палива якомога швидше. Однак такі нормативно-правові акти, як Директива про вуглеводні 1994 року, все ще дозволяють видобуток газу та нафти. Вона вимагає, щоб ліцензії надавалися на основі технічних і фінансових можливостей, методів, ціни та попередньої поведінки, щоб заявники мали однакове ставлення за об'єктивними та недискримінаційними критеріями, а оголошення про тендери повинні бути публічними. Вона поки що не вимагає від існуючих ліцензіатів платити за забруднення і шкоду, яку вони завдали клімату, і не прагне припинити видобуток газу і нафти.

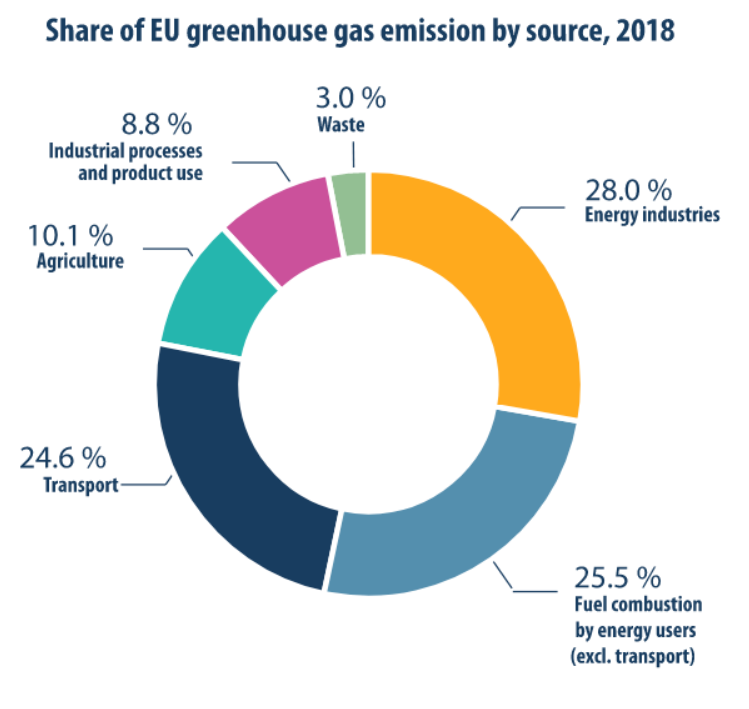
90 % в ЄС складають (1) виробництво енергії з газу, нафти та вугілля, (2) будівлі з газовим опаленням, (3) транспорт, що використовує нафту, і (4) сільське господарство. До 2023 року чиста енергія від вітру, сонця чи гідроенергії була дешевшою, але законодавство ЄС ще не вимагає швидкого впровадження чистих технологій.

Зростає кількість справ, спрямованих на притягнення до відповідальности забруднювачів газу, нафти та вугілля. У справі «Milieudefensie проти Royal Dutch Shell» Гаазький окружний суд постановив, що компанія Shell зобов'язана дотримуватися положень Цивільного кодексу Нідерландів, книги 6, розділу 162(2), тлумачених у світлі статті 2 Паризької угоди 2015 року (1) і статті 2 і 8 ЄКПЛ. Компанія повинна негайно почати скорочувати всі свої викиди на 45 % до 2030 року, незалежно від того, чи виробляються вони безпосередньо її корпоративною групою (сфера 1), побічно від її закупівель (сфера 2) або побічно від її ланцюжка створення вартості або купівлі та використання її продуктів (сфера 3). Суд підкреслив, що «серйозні та незворотні наслідки небезпечної зміни клімату в Нідерландах… становлять загрозу правам людини жителів Нідерландів». Після цього програшу Shell виключила «Royal Dutch» зі своєї назви і перенесла свою штаб-квартиру в Лондон. У справі «Люя проти RWE AG» пан Люя, який живе в Уарасі, Перу, стверджував, що RWE AG повинна сплатити 0,47 % витрат на захист від повеней проти танення гірського льодовика, який збільшує розмір озера Палкакоча, оскільки RWE несе відповідальність за 0,47 % історичних світових викидів парникових газів. Вищий земельний суд Ессена дозволив подати апеляцію щодо наявності причинного збитку, і в 2022 році відвідав озеро. Також було посилено відповідальність урядів держав-членів. У справі «Нідерланди проти Urgenda Foundation» Верховний суд Нідерландів постановив, що уряд Нідерландів повинен скоротити викиди парникових газів на 25 % до 2020 року, дотримуючись мінімальних рекомендацій МГЕЗК 2007 року, і що невиконання цього порушить право на життя та дім, зазначене у статтях 2 і 8 ЄКПЛ. У справі «Нойбауер проти Німеччини» Федеральний конституційний суд Німеччини постановив, що Федеральний уряд Німеччини повинен прискорити свої заходи щодо захисту клімату, щоб захистити права на життя та навколишнє середовище відповідно до статей 2 і 20a Основоположного закону ФРН. Однак ЄС та держави-члени поки що не спромоглися кодифікувати відповідальність за запобігання забрудненню та клімату з боку корпорацій, які отримують прибуток, а система торгівлі викидами ЄС не змогла адекватно оцінити викиди вуглецю з урахуванням шкоди, яку вони завдають (ціни становили менше €98 за метричну тонну до кінця 2022 року).

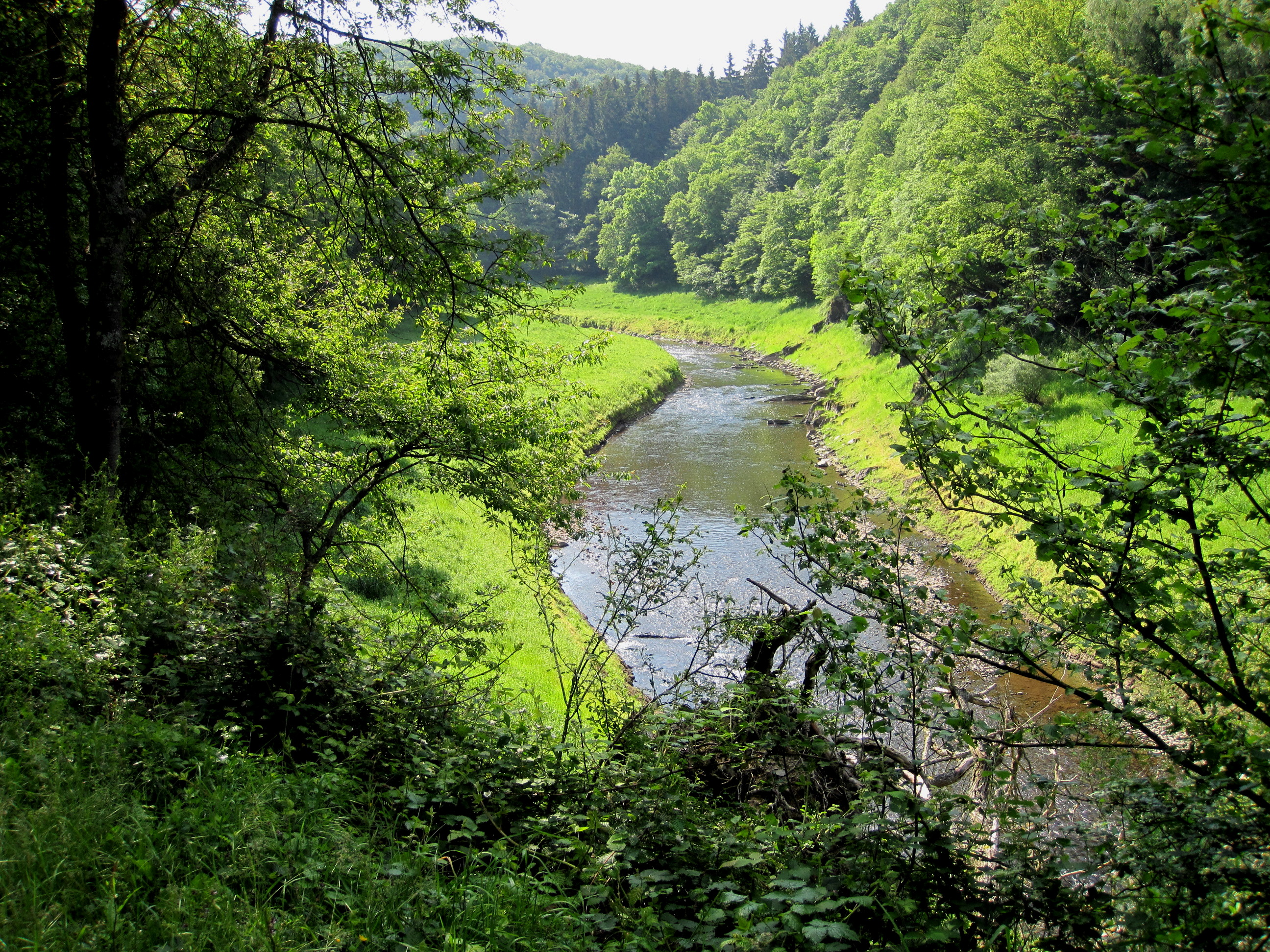
була спричинена тим, що «біомасу» класифікували як «відновлювану», навіть незважаючи на те, що спалювання деревини для отримання електроенергії забруднює повітря та шкодить здоров'ю людини більше, ніж вугілля, і спричиняє шкоду клімату.

Оскільки чиста енергія від вітру, сонця або гідроакумуляторів замінює забруднювальні речовини, одержувані з газу, нафти і вугілля, у законодавстві ЄС передбачені стандарти для мереж генерації та розподілу. По-перше, щодо генерації, Директива про стимулювання використання енергії з відновлюваних джерел 2018 року як і раніше, дає змогу враховувати біомасу та біопаливо в статистиці «відновлюваної» енергії, ґрунтуючись на аргументі, що дерева або рослини поглинають парникові гази в процесі росту, навіть незважаючи на те, що спалювання біомаси (зазвичай на колишніх вугільних електростанціях) виділяє більше парникових газів, ніж вугілля, транспортування біомаси не є екологічно чистим, ліси відновлюються десятиліттями, а дим завдає шкоди здоров'ю людини. По-друге, в ЄС ще немає системи зелених тарифів, яка б вимагала від енергетичних мереж і роздрібних торговців платити справедливу ціну домогосподарствам або підприємствам, що працюють із сонячною або вітровою генерацією, однак у справі «PreussenElektra AG проти Schleswag AG» Суд Справедливости постановив, що держави-члени могли встановити будь-яку ціну на свій розсуд, щоб енергетичні компанії мали відшкодовувати виробникам енергію, яку вони отримали. Компанія, яка зараз належить E.ON, стверджувала, що пільговий тариф є державною допомогою згідно зі статтею 107 ДФЄС і мала б ухвалити правила для звільнення від нього, як спосіб перешкодити фінансуванню відновлюваної енергетики. Суд Справедливости відхилив цей позов, оскільки, хоч ця політика може мати «негативні наслідки» для великих енергетичних компаній, її «не можна розглядати» як таку, що дає дрібним виробникам «особливу перевагу за рахунок держави».

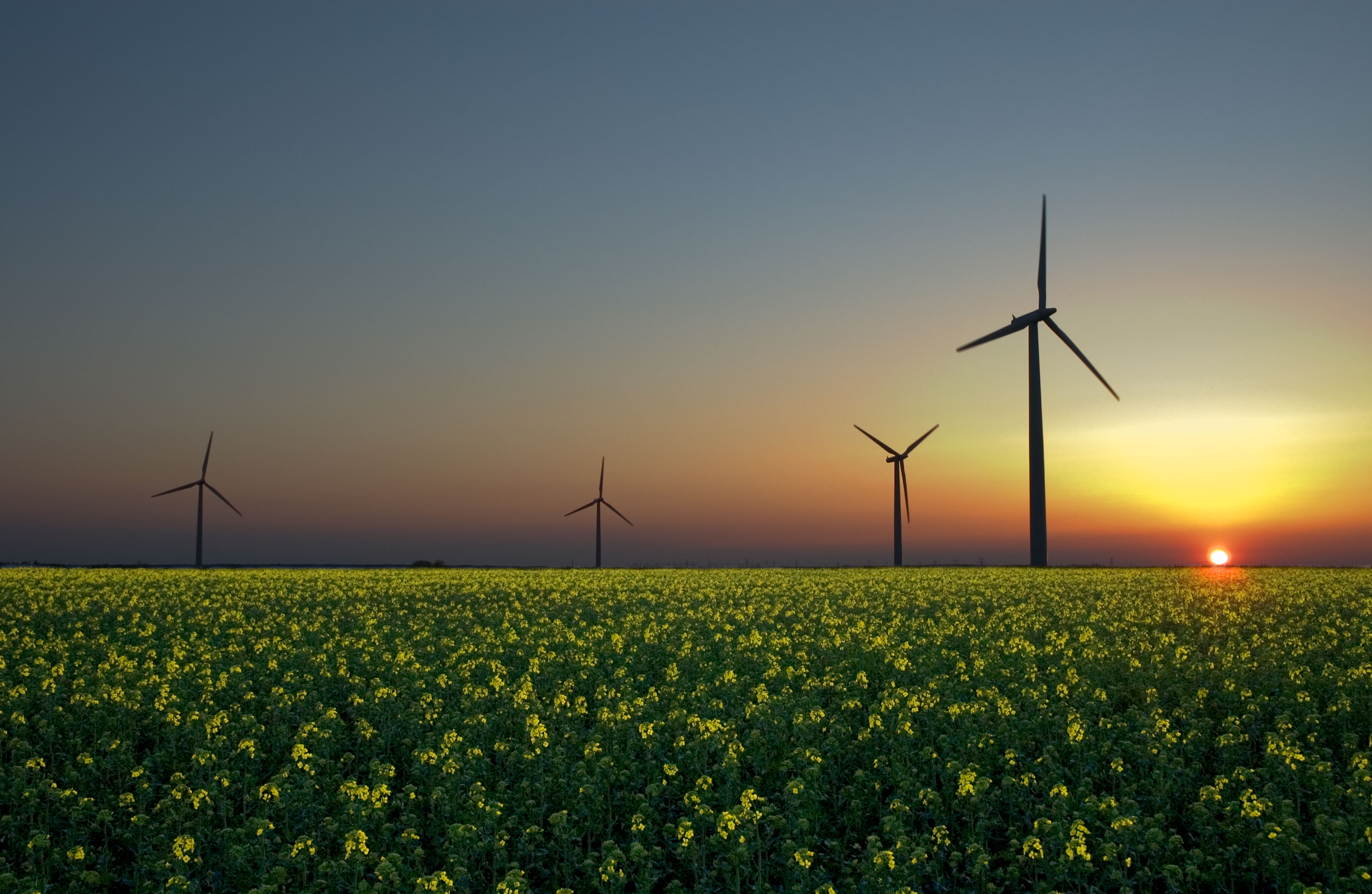
Вітряний, сонячний та гідро-сектор ЄС, як і раніше, у меншості, але частка їх енергії зростає. Поки не встановлений крайній термін для припинення використання газу, нафти та вугілля, хоча деякі держави-члени зажадали від компаній, що працюють на викопному паливі, наприклад, від данської компанії, перейти на альтернативні джерела.

Третій основний набір стандартів полягає в тому, що ЄС вимагає, щоб електроенергетичні та газові підприємства отримували ліцензію від органів влади держав-членів. У Європейському Союзі є юридичний поділ на різні суб'єкти власників мереж і рітейлерів, хоча вони можуть належати тому самому підприємству, для забезпечення прозорості обліку. Тоді різні підприємства мають право доступу до інфраструктури власників мережі на чесних і прозорих умовах, як спосіб гарантувати, що мережі та постачання різних держав-членів можуть бути інтегровані в ЄС. Більшість операторів ЄС перебувають у державній власності, і Суд Справедливости у справі «Нідерланди проти Essent NV» рішуче відкинув будь-яке порушення закону ЄС про вільний рух капіталу нідерландським законом, який вимагає, щоб розподільники електроенергії та газу були державною власністю, що системні оператори могли не бути пов'язаними за формою власності з генераторами, а також обмеженим рівнем боргу. Суд Справедливости постановив, що вимога про державну власність була виправдана «настійними причинами, що відповідають суспільним інтересам», «метою захисту споживачів» та «безпекою енергопостачання». Крім того, Суд Справедливости вказав на основоположну справу «Коста проти ENEL», де Суд постановив у 1964 році, що договори «не забороняють створення будь-яких державних монополій», доки вони не працюють комерційно та дискримінаційно. Підхід законодавства ЄС полягає в тому, що навіть у випадках приватизації енергетичних компаній вони, як і раніше, підкоряються тим самим правилам, що й державні, оскільки вони, як і раніше, «надають громадську послугу». Докази свідчать про те, що «споживачі сплачують нижчу ціну за електроенергію без урахування податків у державах, де ще існують оператори, що належать національним урядам». Через різке зростання цін на викопне паливо внаслідок російського вторгнення в Україну в 2022 році та рішення картелю ОПЕК обмежити поставки викопного палива Комісія запропонувала запровадити надприбутковий податок на викопне паливо. Поки немає єдиних стандартів управління енергетичними підприємствами, хоча ряд держав-членів гарантують, що працівники та платники рахунків за електроенергію мають право голосувати за директорів цих компаній.

### Аграрне, лісове та водне право
Кожен має право на їжу та воду, і відповідно до Хартії основних прав Європейського Союзу «покращення якости довкілля має бути інтегроване в політику Союзу». Витоки спільної сільськогосподарської політики лежать у забезпеченні того, щоб усі працівники ферм мали справедливу заробітну плату й усі мали їжу, оскільки в 1960 році третина зайнятих і п'ята частина ВВП була в сільському господарстві, а після Другої світової війни Європа була на межі голоду. У 2020 році сільськогосподарська робоча сила становила 4,2 % від загальної кількості в ЄС. Цілями ССП усе ще є збільшення виробництва, «справедливий рівень життя для сільськогосподарської спільноти», стабілізація ринків і поставок, а також «розумні ціни» для споживачів. У 2021 році ССП становила 33,1 % від усього бюджету ЄС, тобто €55,1 мільярда, однак у ЄС немає вимог щодо використання субсидій, щоб працівники ферм (на відміну від власників) мали справедливу оплату праці. У Європейському Союзі мало вимог щодо розвитку сільської місцевості та мінімальних стандартів для покращення довкілля.

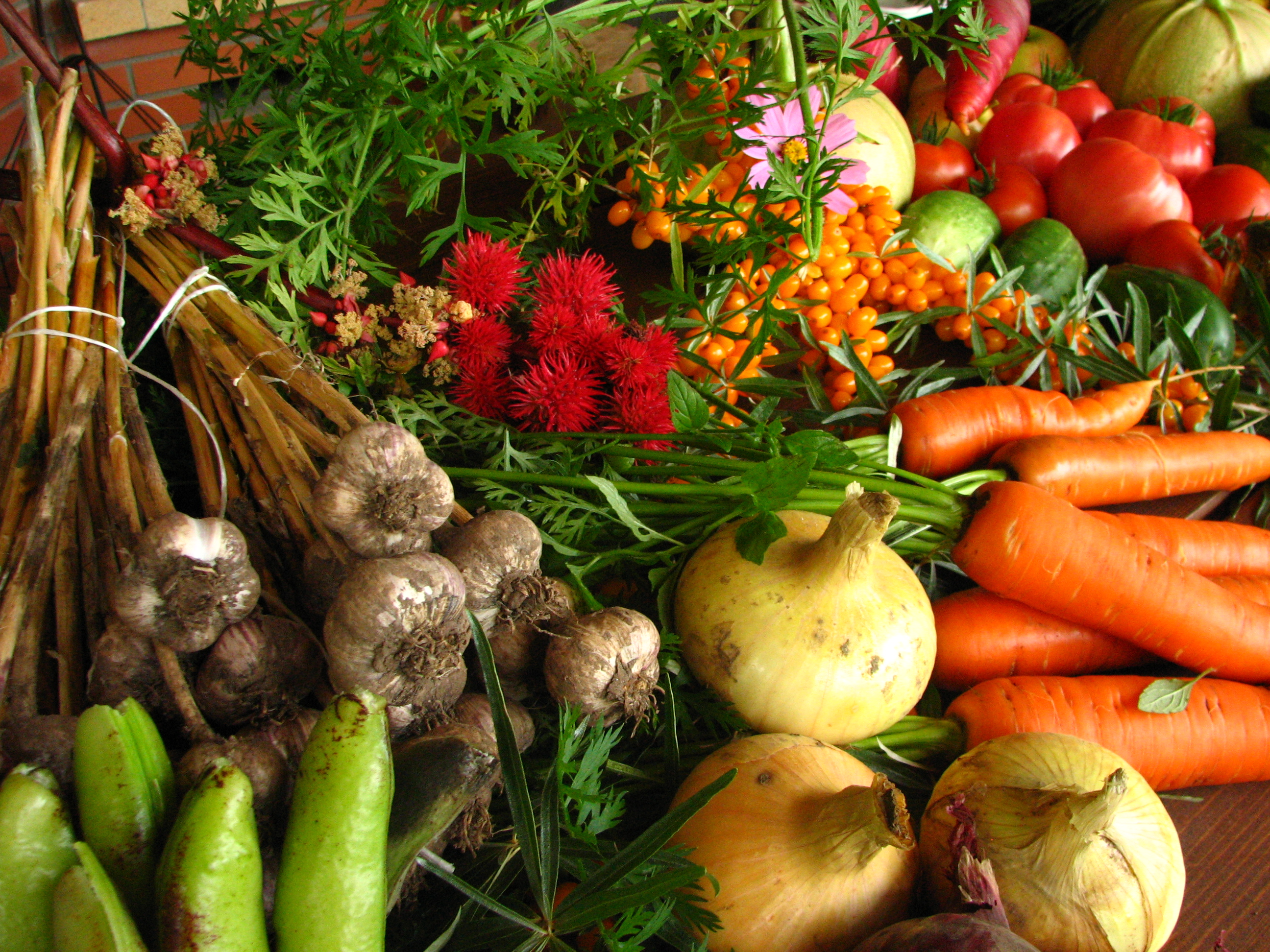
Спільна сільськогосподарська політика становить 33 % бюджету ЄС, але поки що не вимагає справедливої оплати праці для працівників сільського господарства, припинення виробництва з використанням викопного палива або відновлення лісів і дикої природи.

ССП складається з трьох основних частин. По-перше, Європейський фонд сільськогосподарських гарантій розподіляє «прямі виплати», які складають 70,9 % бюджету ССП. Регламент про прямі виплати фермерам надає виплати «активному фермеру», який веде сільськогосподарську діяльність, тобто випасає худобу та/або вирощує сільськогосподарські культури, проте не керує аеропортами, залізницею, водопровідними спорудами, нерухомістю, спортивними або рекреаційними майданчиками, та має у своєму розпорядженні землю. Ферма повинна мати щонайменше 1 гектар і отримувати €100 за кожний гектар, хоча держави-члени можуть встановлювати вищі порогові суми (наприклад, 5 гектарів і €200). Якщо виплати сягають понад €150,000, нараховується 5 % знижки на гектар за кожен гектар. Це вигідно великим корпоративним фермерствам, і найбільші 1 % зазвичай отримують близько 10–15 % усіх субсидій у державах-членах ЄС. У якості умов отримання субсидій фермерські господарства можуть бути зобов'язані утримувати землю в належному стані заради здоров'я людей, тварин і рослин, а також підтримувати екологічні стандарти. Для мінімального біорізноманіття фермери повинні вирощувати понад дві агрокультури, якщо вони мають 10 гектарів, то вони повинні не займатися інтенсивною обробкою землі на площі не менше 5 % («екологічно пріоритетна зона» на площі понад 15 гектарів) і вирощувати три культури на площі понад 30 гектарів. Екологічно чутливі поля, згідно з Директивою про середовище існування 1992 року та Директивою про диких птахів 2009 року, не слід перетворювати на сільськогосподарські угіддя більш ніж на 5 %. Друга основна частина, також реалізована ЄФСГ, — це «ринкові заходи». Відповідно до Регламенту про сільськогосподарську продукцію 2013 року, певні агрокультури та м'ясо можуть закуповуватися органами влади держав-членів для «зберігання до утилізації» з наданням додаткової допомоги на зберігання. Метою цього дозволу для органів влади є обмеження пропозиції на ринку та, отже, підвищення цін, особливо у відповідь на несподіване падіння попиту, загрозу здоров'ю або нестабільність міжнародного ринку.
Вигоди від багатьох із цих субсидій отримують сторони в ланцюгу поставок продовольства, які мають найбільшу переговорну силу, якими зазвичай є супермаркети. Стаття 3 Директиви про недобросовісну торговельну практику в сільськогосподарській продукції 2019 року забороняє такі практики, як несвоєчасні платежі покупцями харчових продуктів постачальникам, скасування договору за короткий термін, одностороння зміна умов, погрози комерційної помсти та платежі постачальників покупцям (тобто від фермерів до супермаркетів) за запаси, реклами тощо. Ці правила обмежують зловживання супермаркетами домінуючим становищем, але не гарантують, що субсидії дійдуть фермерських громад. Стаття 14 Регламенту про безпеку харчових продуктів 2002 року вимагає, щоб харчові продукти не розміщувалися на ринку, якщо вони «шкідливі для здоров'я» або «непридатні для споживання людиною», але немає вимоги, аби супермаркети чи інші вилучали шкідливу упаковку, таку як пластик. Третя основна частина, якою керує Європейський сільськогосподарський фонд розвитку сільської місцевості, — це виплати «розвитку сільської місцевості», які складають 24,4 % бюджету ССП. Відповідно до стратегії «Європа 2020» шляхом сприяння сталому розвитку сільської місцевості є виплати, які здійснюються за передачу знань, консультації, інвестиції в активи та допомогу в розвитку бізнесу. Пріоритети цієї програми включали покращення використання води та енергії. Суди надають Європейському Союзу широкі дискреційні повноваження щодо впровадження політики, тому судовий нагляд можливий лише у випадку, якщо сільськогосподарські заходи є «явно недоцільні». У законодавстві Європейського Союзу ще немає систематичного плану або субсидій для відновлення виснаженого середовища та переходу до повної інфраструктури чистої енергії.

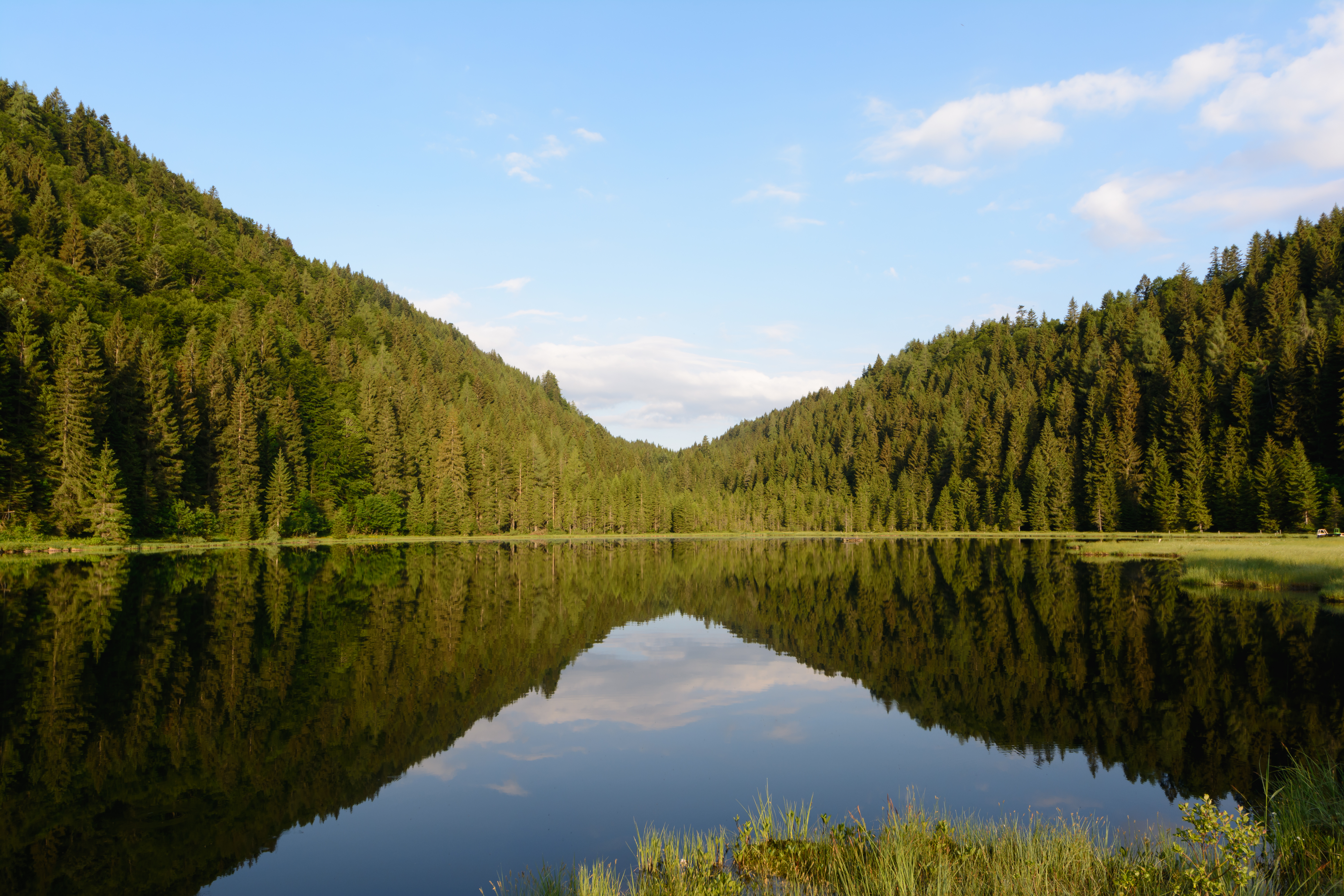
Колись ліси, як в Австрії, вкривали 80 % території Європи, а зараз займають лише 43,5 % території ЄС. У бюджеті ССП ще немає плану для лісовідновлення та відродження континенту.

За межами ферм, ліси займають лише 43,52 % території Європейського Союзу, у порівнянні з 80 % лісового покриву у Європі історично. Поки ще немає жодних вимог щодо лісовідновлення або відновлення диких земель, хоча Директива про землекористування та лісове господарство 2018 року вимагає, щоб держави-члени Європейського Союзу вели облік змін у землекористуванні та лісовому господарстві на ґрунті викидів парникових газів та щоб викиди не перевищували абсорбцію парникових газів. У глобальному масштабі, Регламент про деревину вимагає, щоб усі торговці деревиною знали свої ланцюжки поставок і вели записи протягом 5 років, щоб гарантувати, що будь-яка незаконно заготовлена деревина заборонена законодавством Європейського Союзу, однак ще немає заборони на імпорт товарів (наприклад, яловичини або пальмової олії) з держав, які продовжують вирубку лісів на своїх територіях.
Для водних ресурсів, як природних, так і питних, Водна рамкова директива 2000 року встановлює загальні стандарти та передбачає, що держави-члени Європейського Союзу повинні контролювати стандарти водного господарства. Директива про якість питної води 2020 року вимагає, щоб вода була «корисною та чистою», а стаття 4 визначає її як воду, вільну від мікроорганізмів та паразитів, небезпечних для здоров'я, та відповідну хімічним та біологічним стандартам, викладеним у Додатку I. Директива про води для купання 2006 року встановлює стандарти якости вод для купання, а саме річок і пляжів, які не містять токсичних відходів або стічних вод. Повинні бути адекватні засоби правового захисту від порушень, тому у справі «Комісія проти Сполученого Королівства» (1992) було визнано, що підхід Сполученого Королівства, який полягав у прийнятті зобов'язань від компаній водопостачання поводитися краще в майбутньому, замість використання примусових судових наказів, не відповідає законодавству Європейського Союзу. Штрафи через екологічне правопорушення доволі часто є великими, і можуть сягати сотень тисяч чи мільйонів євро.

### Транспортне, повітряне та будівельне право
Чистий автомобільний, залізничний, морський та повітряний транспорт є основною метою ЄС, враховуючи її зобов'язання щодо прав людини про «покращення якости навколишнього середовища», «послуг загального економічного інтересу та права на переваги наукового прогресу». Однак темпи реформи повільні порівняно з невідкладністю глобального потепління. Стаття 25 Директиви про стимулювання використання енергії з відновлюваних джерел 2018 року вимагає, щоб до 2030 року кінцеве споживання енергії на транспорті в кожній державі-члені було «принаймні 14 %» відновлюваним. Це відповідає меті до 2030 року щодо 32 % «частки енергії з відновлюваних джерел у валовому кінцевому споживанні енергії в Європейському Союзі». У 2022 році ЄС пообіцяла заборонити продаж нових бензинових і дизельних транспортних засобів до 2035 року, що дозволить виробничим корпораціям отримувати прибуток від токсичних викидів ще протягом 13 років, хоча в багатьох державах-членах стандарти вищі. Ще немає плану повної електрифікації залізниць, чистого судноплавства чи авіасполучення, навіть там, де існують такі технології.

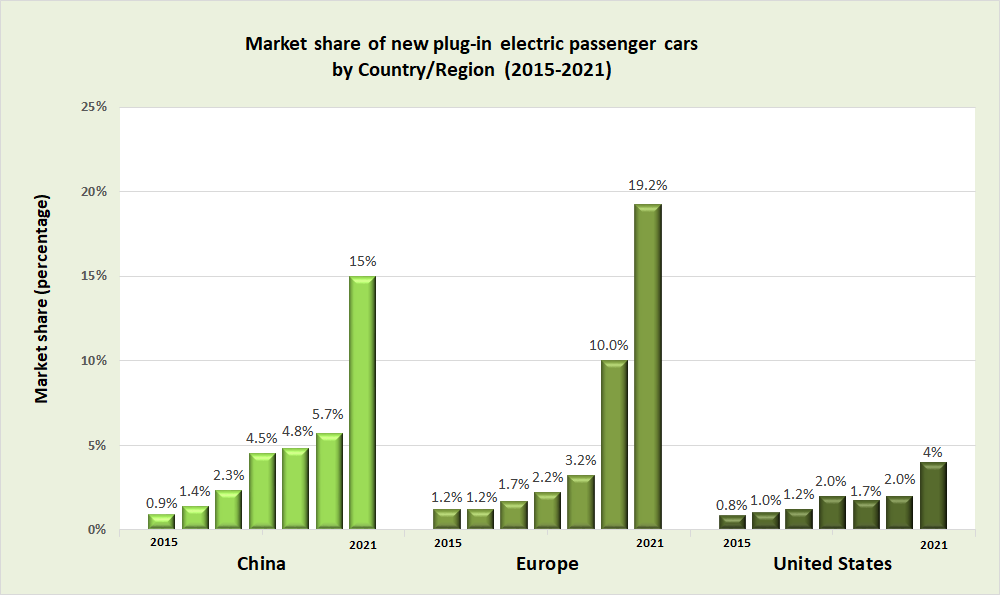
Частка ринку в 2021 році склала всього 19 %. У скандалі Дизельґейт такі фірми, як Volkswagen, Fiat, BMW і Renault, брали участь у масовому шахрайстві, щоб приховати токсичні викиди, що призвело до тисяч смертей.

У сфері автомобільного транспорту Регламент про скорочення викидів говорить, що виробники «нових легкових автомобілів» не повинні допускати викидів, що перевищують 95 грамів CO2 на кілометр, та 147 грамів CO2 на кілометр для нових легких комерційних автомобілів, але це лише «цільовий показник» для всього автопарку ЄС, а не вимоги для кожного транспортного засобу. Виробники можуть погодитися об'єднати свої виробничі квоти, щоб у середньому досягти своєї мети, але немає юридичних санкцій за недосягнення цільового показника. Держави-члени просто зобов'язані реєструвати відповідні успіхи чи невдачі, а показники виробників публікуються. Проте Регламент про викиди моторних транспортних засобів встановлює стандарти «Євро 6» щодо максимальних викидів, які можуть мати виробники автомобілів. Відтоді як стандарт «Євро 1» був запроваджений у 1992 році, стандарти ставали чистішими кожні 4-5 років. У статті 2 зазначено, що вони стосуються транспортних засобів вагою до 2610 кілограмів, тоді як Регламент про викиди важких транспортних засобів поширюється на більш важкі транспортні засоби з меншими обмеженнями CO2. У статті 4 зазначено, що виробники повинні «продемонструвати, що всі нові транспортні засоби, продані, зареєстровані або введені в експлуатацію в Європейському Союзі, схвалені відповідно до цього Регламенту». Стаття 6 вимагає від виробників «забезпечувати необмежений і стандартизований доступ до інформації про ремонт і технічне обслуговування транспортних засобів» у разі будь-яких невідповідностей. Стаття 13 вимагає, щоб покарання, накладені державами-членами за порушення, були «ефективними, пропорційними та стримуючими», а порушення включають будь-які «неправдиві заяви», а також «використання пристроїв поразки». Ця норма було впровадження після скандалу «Дизельґейт», коли Volkswagen і виробники в Європі та світі шахрайським шляхом приховували свої справжні викиди. У 2007 році в справі «Комісія проти Німеччини» постановила, що Закон Німеччини про Фольксваген 1959 року порушує вільний рух капіталу в статті 63 ДФЄС, забезпечуючи Нижній Саксонії золоту акцію для здійснення контролю над управлінням компанією. Цей закон обмежив права голосу окремих акціонерів до 20 % компанії. Виправдання уряду Німеччини про те, що обмеження є головним суспільним інтересом, наприклад, для захисту працівників, було відхилено. Обґрунтування захисту навколишнього середовища не було запропоновано. Після цього сім'я Порше взяла під свій контроль Volkswagen, а в 2007 році новий генеральний директор Мартін Вінтеркорн обійняв його посаду і в «Стратегії 2018» поставив собі за мету стати найбільшим у світі автовиробником, почавши встановлювати шахрайські пристрої.

координує Комісія, яка має комплексний план поступового оновлення колії для швидшої мережі.

Люди повинні мати водійські права, аби мати змогу їздити, і в ЄС існує загальна система визнання. Для працівників транспортних засобів Регламент про дорожній транспорт обмежує щоденний час водіння до 9 годин на день, максимум 56 годин на тиждень, і вимагає принаймні 45-хвилинної перерви після 4+1⁄2 години. Водії також можуть не отримувати платню відповідно до пройденої відстані, якщо це загрожує безпеці дорожнього руху. Підприємства таксі зазвичай регулюються окремо в кожній державі-члені, і спроби фірми Uber, що базується на додатку, уникнути регулювання, стверджуючи, що це не «транспортна послуга», а «служба інформаційного суспільства», зазнала невдачі. Більшість автобусних мереж перебувають у державній власності або закуплені, але для них також є загальні правила. У разі затримки автобусів на відстані понад 250 кілометрів відповідно до Регламенту про права пасажирів автобусного транспорту 2011 року пасажири мають право на компенсацію. Згідно зі статтею 19, за запізнення понад дві години пасажир має право вимагати компенсацію в розмірі 50 % вартості квитка, зокрема і за зміну маршруту. Стаття 7 говорить, що держави-члени не можуть встановлювати максимальну компенсацію за смерть або травму нижче €220,000 на пасажира або €1,200 на одиницю багажу. Поки що немає вимоги до великих автобусних перевізників, компаній доставки та таксі електрифікувати свої автопарки, навіть якщо це призведе до найшвидшого скорочення викидів і буде дешевшим для бізнесу в загальних експлуатаційних витратах.

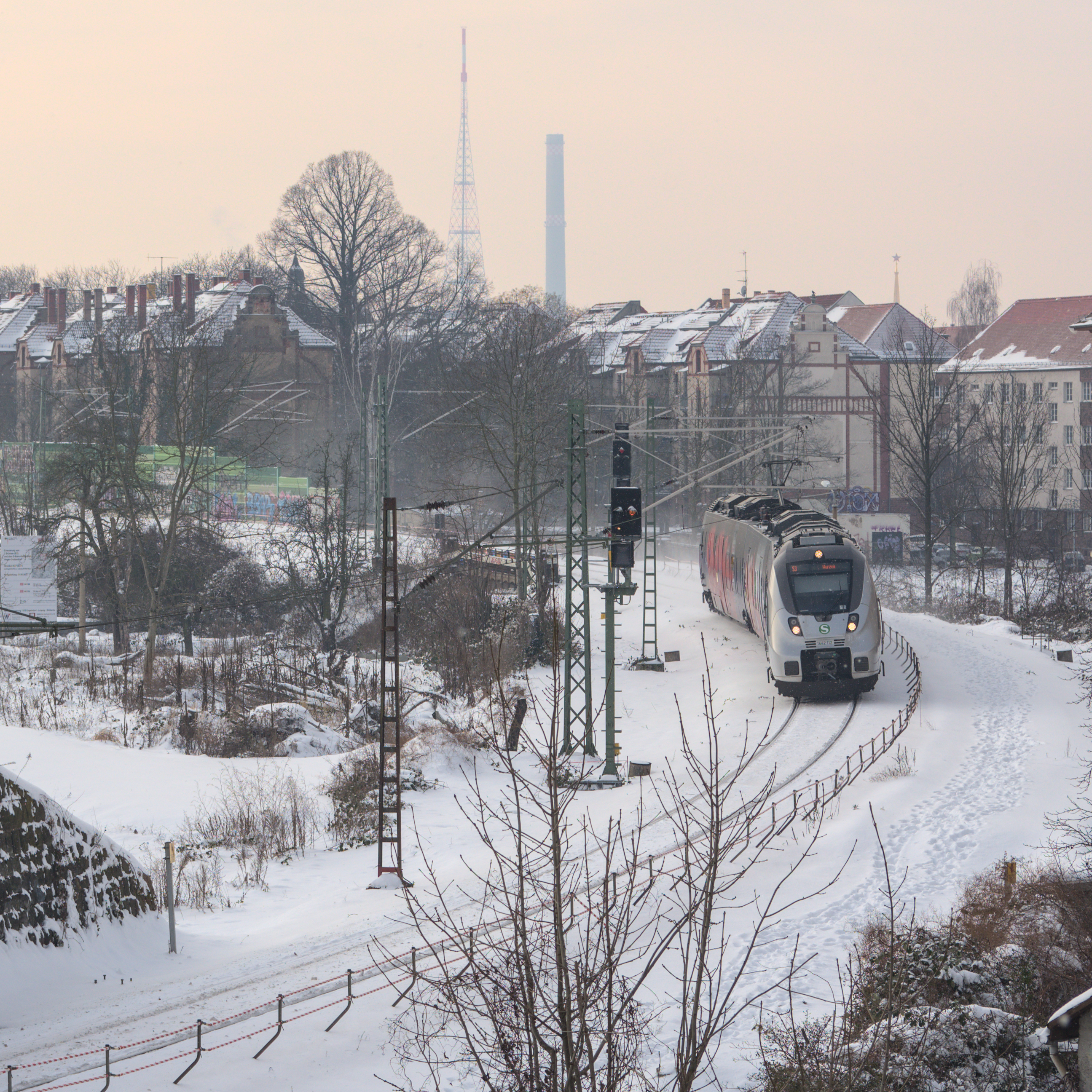
Транспорт є найбільшим внутрішнім джерелом використання викопного палива в ЄС, але в деяких державах-членах до 2035 або 2030 року поки законодавчо не заборонене газове опалення чи забруднюючі двигуни.

У сфері залізничного транспорту Директива про єдину європейську залізницю 2012 року вимагає, щоб право власності на колії та компанії-оператори були розділені, щоб запобігти конфліктам інтересів і ціноутворення, зокрема, щоб гарантувати, що поїзди можуть курсувати з однієї держави-члена в іншу. Більшість європейських залізниць є державною власністю, і кожне залізничне підприємство повинно мати окремі рахунки, а держави-члени повинні керувати залізницями «з найменшими можливими витратами для необхідної якості обслуговування». У статті 17 Регламенту про права пасажирів залізничного транспорту 2007 року зазначено, що 25 % вартості квитка має бути відшкодовано у разі затримки на одну годину та 50 % у разі затримки на дві години з пороговою сумою в €4. Пасажири мають право брати велосипеди в поїзди, якщо вони не переповнені, на квитках має бути чітка інформація, а також право на бронювання місць.
Щодо повітряного транспорту відповідно до Регламент про права авіапасажирів існує мінімальне право на компенсацію в розмірі €250 за 2 години затримки на рейсі на відстань 1500 км, компенсація €400 за затримку на 3 години або більше на 1500–3500 км перельоту та €600 за 4 години при рейсах понад 3500 км перельоту, плюс право на прохолодні напої, готелі та альтернативний транспорт. Наразі немає обов'язків для авіакомпаній інвестувати в дослідження в галузі екологічно чистого палива та відмовлятися від непотрібних польотів, коли існують альтернативи чистому наземному транспорту (наприклад, високошвидкісні залізниці).
«Право на житлову допомогу» є основною частиною законодавства ЄС. Ціни на житло залежать від монетарної політики, але в інших випадок вплив ЄС поки що обмежується мінімальними екологічними стандартами. Директива про енергетичні характеристики будівель 2010 року спрямована на усунення нечистих матеріалів та енергетичних відходів, зокрема, шляхом встановлення стандартів для нових будівель з 2020 року та модернізації існуючих будівель до 2050 року. Однак поки що немає вимоги, щоб усі будівлі замінювали газове опалення на електричне або теплові насоси, мали сонячну або вітрову генерацію енергії, зарядку для електромобілів та особливі стандарти ізоляції, де це можливо.

### Цифрове (інтернет) право
Право «шукати, отримувати та поширювати будь-яку інформацію та ідеї, незалежно від державних кордонів» є основною частиною свободи вираження поглядів, так само як і право проти «свавільного чи незаконного втручання в [наше] приватне життя, сім'ю, вдома чи листування», незалежно від того, чи втручається бізнес, уряд чи хтось інший. Комунікаційні мережі, від пошти до телефонних ліній і Інтернету, мають важливе значення для спілкування з друзями, родиною, бізнесом та урядами, і законодавство ЄС встановлює стандарти для їх побудови та використання. Наприклад, стаття 3 Директиви про поштові послуги 1997 року вимагає «універсального обслуговування» за мінімальними стандартами від основного постачальника поштових послуг. Для доступу до мобільного телефону будь-де в ЄС Регламент роумінгу 2022 року скасовує додаткову плату за мобільні дзвінки, текстові повідомлення та дані під час перебування за кордоном в інших державах-членах, а оптова плата має бути справедливою. Щоб переконатися, що постачальники послуг Інтернету не знижують швидкість для деяких вебсайтів, щоб отримати несправедливий прибуток, Регламент про мережевий нейтралітет стверджує, що постачальники послуг доступу до Інтернету мають однаково ставитися до всього трафіку, але це не перешкоджає «розумним заходам з управління трафіком».

Нова магістраль Інтернету складається з оптоволоконних мереж, що означає набагато швидший Інтернет, ніж старі мідні кабелі. ЄС обіцяє забезпечити швидкість інтернету не менше 100 Мбіт/с для всіх домогосподарств до 2025 року та 1000 Мбіт/с не раніше 2030 року, хоча у 2015 році були доступні швидкості у 10 разів більші.

Оскільки сучасні комунікації здебільшого злилися з Інтернетом, Європейський кодекс електронних комунікацій має вирішальне значення для цієї інфраструктури ЄС. Стаття 5 вимагає створення регулятора держави-члена або «компетентного органу», який буде ліцензувати використання радіоспектру, через який передаються мобільні та інтернет-сигнали. Регулятор також повинен забезпечити доступ і підключення до іншої інфраструктури (такої як телекомунікації та широкосмугові кабелі), захистити права кінцевих користувачів і контролювати «питання конкуренції щодо відкритого доступу до Інтернету», щоб забезпечити такі права, як універсальні послуги та переносимість телефонних номерів. Статті 6-8 вимагають, щоб регулятори були незалежними та звільняли керівників лише з поважних причин, а статті 10-11 вимагали співпраці з іншими органами. Статті 12-13 вимагають, щоб використання електронних комунікаційних мереж дозволялося регулюючим органом, і щоб додані умови були недискримінаційними, пропорційними та прозорими. Власник комунікаційної мережі зобов'язаний дозволити доступ і взаємоз'єднання на справедливих умовах, тому стаття 17 вимагає, щоб його рахунки та фінансові звіти були відокремлені від іншої діяльності (якщо підприємство займається іншою діяльністю), стаття 74 передбачає, що регулюючі органи може контролювати ціни, а стаття 84 говорить, що держави-члени повинні «забезпечити, щоб усі споживачі на їхніх територіях мали доступ за розумною ціною, у світлі конкретних національних умов, до доступної адекватної послуги широкосмугового доступу до Інтернету та послуг голосового зв'язку». У той час як деякі країни-члени ЄС приватизували всю або частину своєї телекомунікаційної інфраструктури, державні чи громадські інтернет-провайдери (наприклад, у Данії чи Румунії), як правило, вони мають найвищу швидкість Інтернету.

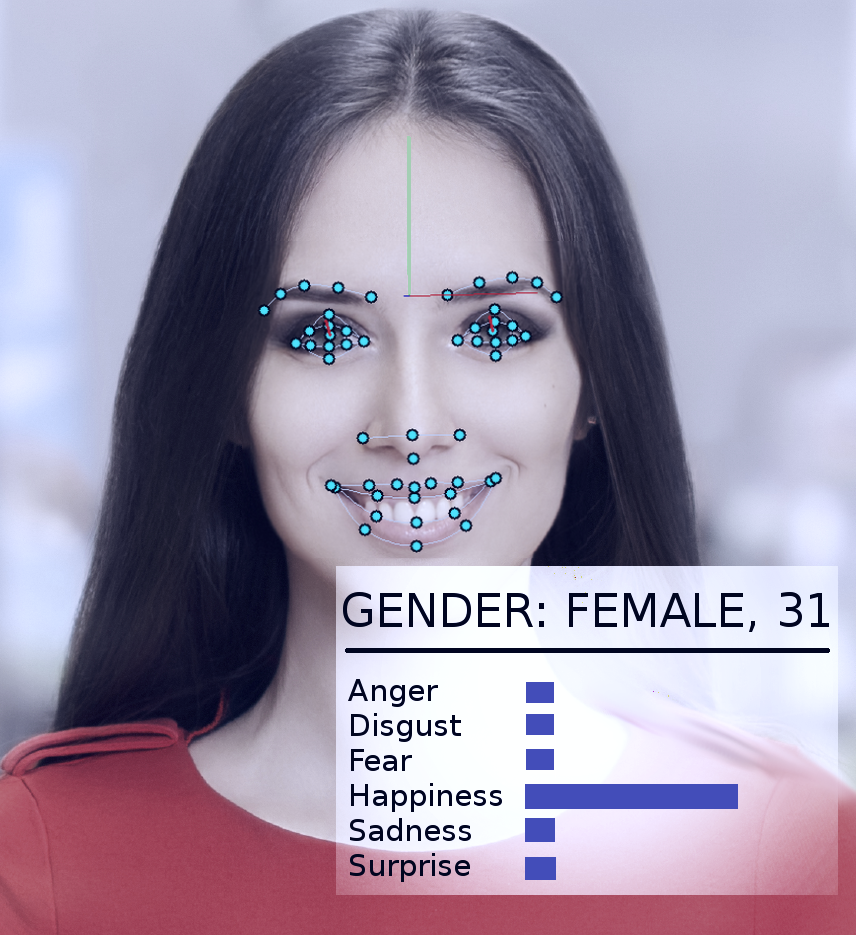
Захист даних є правом людини, і жодна компанія не може обробляти персональні дані, окрім як за згодою або згідно із законом відповідно до Загального регламенту захисту даних 2016 року.

Історично для захисту конфіденційності та листування людей, пошта забороняла фальсифікацію листів і звільняла поштові відділення від відповідальности за листи, навіть якщо їхній вміст був протизаконним. У міру розвитку Інтернету оригінальна Директива про інформаційне суспільство 1998 року мала на меті щось подібне, щоб постачальники інтернет-серверів або гости електронної пошти, наприклад, захищали конфіденційність. Після цього Директива про електронну комерцію 2000 року також прагнула забезпечити вільний рух «служб інформаційного суспільства», вимагаючи від держав-членів не обмежувати їх, окрім випадків, коли вони спрямовані на виконання державної політики, запобігання кримінальним правопорушенням, боротьбу з розпалюванням ненависті, захист особи, гідности, захисту здоров'я або захисту споживачів чи інвесторів. Крім того, у статтях 12-14 зазначено, що ППІ, який працює як «просто канал» для інформації, виконує «кешування» або «гостинґ», «не несе відповідальності за збережену інформацію», якщо «провайдер не має фактичних відомостей про незаконну діяльність» і « не знає про факти чи обставини, з яких випливає незаконна діяльність або інформація», але повинен діяти швидко, щоб видалити або заблокувати доступ «після отримання відомостей». Стаття 15 зазначає, що держави-члени «не повинні накладати на провайдерів загальних зобов'язань… контролювати інформацію, яку вони передають або зберігають», а також «шукати факти» щодо незаконности. Однак значення того, хто був «ППІ», не було чітко визначено в законі, і це стало проблемою соціальних медіа, які не призначені для захисту приватного спілкування. Постачальник послуг Інтернету вважається ППІ, а також гост Wi-Fi. У статті 11 Директиви про електронну комерцію 2000 року зазначено, що служби електронної пошти, пошукові системи, зберігання даних і потокове передавання є послугами інформаційного суспільства, а окрема електронна пошта — ні, а Директива про інформаційне суспільство 2015 року чітко визначає, що теле- та радіостанції не вважаються ППІ. Жодне з цих визначень не включає рекламу, яка ніколи не надається «на запит одержувача послуг», як того вимагає Директива 2015 року, проте в різних випадках було вирішено, що eBay, Facebook, і AirBnB, можуть зараховуватися. як ППІ, але додаток таксі Uber — ні.
Основні права на конфіденційність даних містяться в Загальному регламенті захисту даних 2016 року. По-перше, існує право на обробку даних про когось лише за їхньою «згодою» або на інших обґрунтованих підставах, таких як законна мета. Було визнано, що згода не надається, якщо є «попередньо встановлений прапорець, який користувач повинен зняти, щоб відмовитися». Відповідно до Директиви про конфіденційність та електронні комунікації 2002 року вебсайти не повинні встановлювати «кукі» в інтернет-браузер користувача, якщо він не надає позитивної згоди на їхнє встановлення. ЄС не просто дозволила людям блокувати всі файли кукі в браузері, а вимагає, щоб вебсайти надавали людям цю можливість без тисяч надокучливих кнопок, які потрібно натискати. По-друге, люди мають право на отримання інформації щодо даних, що зберігаються про них. По-третє, є право на забуття і право на видалення даних. Там, де правові норми відсутні, компанії Alphabet, Meta або Microsoft здебільшого не контролюють вторгнення в приватне життя, наприклад, Gmail запровадив стеження за електронною поштою для реклами як свою першу бізнес-модель, а Facebook скасував право голосу користувачів служб щодо змін до свою політику конфіденційності в 2012 році. Законодавство ЄС поки що не передбачає права користувачів послуг голосувати за представників у радах великих технологічних компаній, які отримують їхні дані, або мати права приймати рішення щодо використання їхніх даних, на відміну від прав користувачів послуг вебсайтів як Вікіпедія.

### Інформаційне та мас-медійне право
Плюралізм і регулювання засобів масової інформації, наприклад, шляхом «ліцензування радіомовлення, телебачення чи кінопідприємств», уже давно вважаються важливими для захисту свободи думки і вираження поглядів, забезпечення рівних прав громадян і, зрештою, для підтримки загального «права на участь в управлінні державою». Майже в усіх державах-членах ЄС є добре фінансовані громадські та незалежні телерадіокомпанії, а також існують загальні стандарти для всіх телерадіокомпаній, покликані підтримувати відкриту, засновану на фактах дискусію і деліберативну демократію. Однак ті самі стандарти ще не застосовуються до еквівалентного інтернет-телебачення, радіо чи «соціальних медіа», таких як платформи, контрольовані YouTube (належить Alphabet), Meta або Twitter (належить Ілону Маску), на яких можуть поширювати теорії змови, дискримінацію, ультраправий / ультралівий, екстремістський, рашистський, терористичний і ворожий військовий контент.

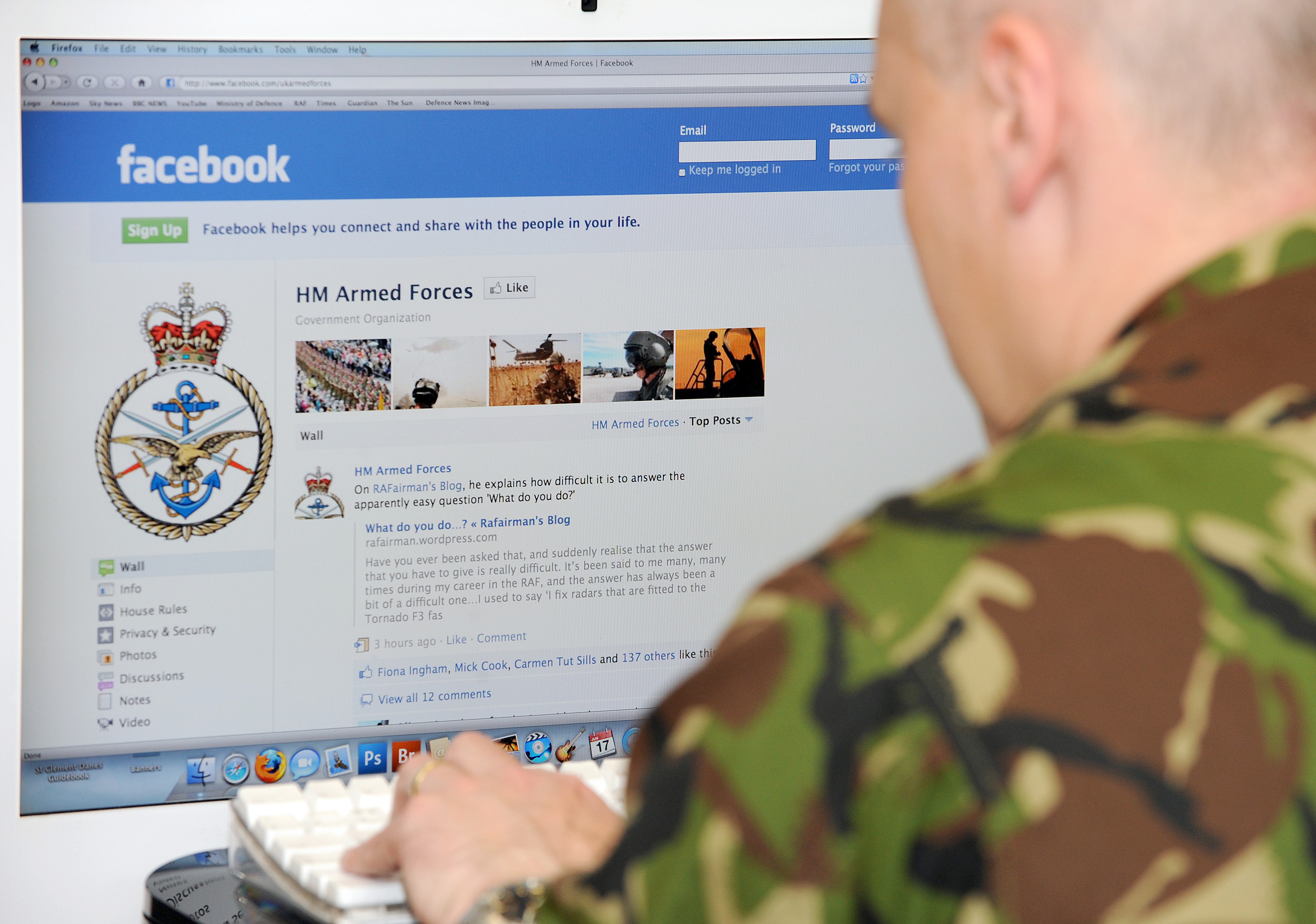
Кампанії Brexit, Круза та Трампа у 2016 році використовувалися персональні дані на Facebook та інші дані без згоди користувачів, створювалися психологічні профілі всіх, а корпорації та затопили соціальні мережі рекламою або ботами для маніпулювання виборцями. поки що не регулює ЗМІ в мережі Інтернет, які поширюють неправдиві новини, дискримінацію чи пропаганду.

Загальні стандарти мовлення містяться в Директиві про авдіовізуальні медіа послуги 2010 року. Вона визначає авдіовізуальні медіа послуги як ті, що «присвячені наданню програм під редакційну відповідальність постачальника медіа послуг для широкої громадськости з метою інформування, розваги чи навчання широкої громадськости за допомогою електронних комунікаційних мереж», або на телебаченні або в службі «на вимогу». Послуга «на вимогу» передбачає «перегляд програм у вибраний користувачем момент та за його індивідуальним запитом на основі каталогу програм, вибраного провайдером медіа сервісу». Держави-члени повинні гарантувати, що авдіовізуальні послуги «не містять будь-якого підбурювання до ненависти» на основі раси, статі, релігії, національності чи інших захищених ознак. Стаття 9 забороняє засоби масової інформації використовувати «таємну» комунікацію або «підсвідомі» методи, щоб «зашкодити повазі до людської гідності», які б «заохочували будь-яку дискримінацію», завдавали шкоди здоров'ю та безпеці або «заохочували поведінку, яка завдає серйозної шкоди захисту навколишнього середовища». Соціальні медіа Facebook, YouTube або Twitter можуть вважатися винятком, оскільки вони не мають «редакційної відповідальности», однак кожна з них використовує алгоритми для здійснення «ефективного контролю» та отримання прибутку від організації медіа. Після 2018 року були введені нові положення про постачальників послуг платформи обміну відео, які зобов'язують держави-члени забезпечити відповідно до статті 28b, щоб постачальники платформ обміну відео захищали (a) неповнолітніх від контенту, який «може зашкодити їх фізичному, розумовому чи моральному розвитку», (b) широку громадськість від вмісту, «що містить підбурювання до насильства чи ненависти», і (c) широку громадськість від контенту, поширення якого є кримінальним згідно із законодавством ЄС, наприклад тероризм, дитяча порнографія або кримінальні правопорушення, пов'язані з расизмом чи ксенофобією. Відповідно до Акту про цифрові послуги 2022 року було повторено правила Директиви про електронну комерцію 2000 року, тому відповідальність платформи або «привратника» обмежена, якщо тільки платформи не діяли з належною обачністю, щоб зупинити певний незаконний вміст, дотримуючись прозорих умов і алгоритми. Штрафи для великих платформ досягають 6 % річного обороту. Ці правила не відповідають більшості телевізійних стандартів, які обмежують неточні новини (наприклад, змови про плоску Землю чи заперечення глобального потепління), дискримінаційний вміст, окрім розпалювання ненависті, систематичну упередженість або пропаганду з боку диктатур чи корпорацій. Навпаки, онлайн-контент Вікіпедії має регламентовану користувачами політику, яка запобігає неконтрольованому використанню ботів, запобігає особистим атакам шляхом призупинення або блокування користувачів, які порушують правила, і гарантує, що Вікіпедія дотримується нейтральної точки зору.
ЄС також почала регулювати ринки, які працюють онлайн, як за допомогою закону про конкуренцію, так і за допомогою Акту про цифрові ринки 2022 року. По-перше, у серії рішень Європейської комісії Google і Amazon були оштрафовані за порушення конкуренції. У справі Google Shopping Комісія оштрафувала Google на €2,4 мільярда за надання переваги власним покупкам перед іншими результатами пошуку Google, що призвело до значного збільшення трафіку Google порівняно з конкурентами. У справі Google Android Комісія оштрафувала Alphabet Inc (на той час ребрендинг Google) на €4,34 мільярда, або 4,5 % світового обороту, за те, що вона платила виробникам телефонів за попереднє встановлення їхніх додатків, таких як пошук Google або Chrome, як умову для отримання ліцензії на свій ринок програм Google Play. У справі Google AdSense Комісія оштрафувала Google на €1,49 мільярда за те, що сторонні вебсайти не відображали свою рекламу у вбудованих пошукових віджетах Google, враховуючи те, що вони домінували на рекламному ринку, і несправедливо виключали конкурентів із результатів. У справі Amazon Marketplace було розпочато розслідування за зловживання домінуючим становищем, коли Amazon використовувала дані інших трейдерів для отримання користі для власного роздрібного бізнесу та віддавала перевагу собі в «Buy Box» і в доступі до статусу «Prime» продавця. Це було вирішено після того, як у 2022 році Amazon зобов'язався «не використовувати для свого роздрібного бізнесу закриті дані, пов'язані з діяльністю незалежних продавців на своєму ринку або отримані з них», а також не дискримінувати третіх сторін у своєму Buy Box і Першочергові послуги. Акт про цифрові ринки кодифікує багато з цих стандартів.

### Зовнішня, безпекова та комерційна політика
- Спільна зовнішня політика та політика безпеки, включаючи Спільну політику безпеки та оборони (фінансується Європейським оборонним фондом[en] та Європейським оборонним агентством), членство в НАТО, ООН
- ДФЄС, ст. 214, Генеральний директорат у справах цивільного захисту та гуманітарної допомоги у Європі[en]
- Європейська політика сусідства
- Спільна комерційна політика Європейського Союзу[en], Європейський комісар з питань торгівлі[en], Угоди про вільну торгівлю Європейського Союзу[en], Світова організація торгівлі
- 218 ДФЄС, процедура консультативного висновку щодо міжнародних угод